# 東急東横線
東横線（とうよこせん）は、東京都渋谷区の渋谷駅と神奈川県横浜市西区の横浜駅を結ぶ東急電鉄の鉄道路線である。路線図や駅ナンバリングで使用される路線カラーは赤色、路線記号はTY。
同じく渋谷駅が起点の田園都市線と並ぶ東急電鉄の基幹路線であり、東急電鉄の前身の一つである東京横浜電鉄が開業させた。通勤路線であると同時に、路線名が表すように東京と横浜という2つの都市を結ぶ都市間鉄道路線（インターアーバン）でもある点が特筆される。沿線には渋谷、代官山、中目黒、自由が丘、田園調布、武蔵小杉、横浜といった街を抱える。 

## 概要
もともとは渋谷駅から桜木町駅を結ぶ路線であったが、2004年（平成16年）2月1日に横浜高速鉄道みなとみらい線（横浜駅 - 元町・中華街駅間）が開業して当路線との相互直通運転を開始するのに伴い、横浜駅 - 桜木町駅間は途中駅の高島町駅とともに同年1月30日限りで廃止された。
途中経路はやや異なるものの、渋谷駅 - 武蔵小杉駅 - 横浜駅間は東日本旅客鉄道（JR東日本）の湘南新宿ラインと競合関係にある。2001年（平成13年）開業の湘南新宿ラインに対抗するために、前年の2000年（平成12年）から特別料金不要の特急（東横特急）を運行しており、速達化を図っている。
田園調布駅 - 日吉駅間は複々線であり、うち2線の線路を使用して東横線のバイパス機能を果たしている目黒線（目黒駅 - 日吉駅間）が並走する。2023年（令和5年）3月18日から一部の列車は東急新横浜線（日吉駅 - 新横浜駅間）に直通し、東海道新幹線停車駅の新横浜駅を経て相模鉄道（相鉄）の各路線（相鉄新横浜線・相鉄本線・相鉄いずみ野線）との相互直通運転も行っている。
渋谷駅からは東京地下鉄（東京メトロ）副都心線を介して埼玉県の東武鉄道（東武）東上線小川町駅及び西武鉄道（西武）池袋線飯能駅まで、また、横浜駅からは横浜高速鉄道みなとみらい線元町・中華街駅まで相互直通運転を行っている。さらに土休日に運行される有料座席指定列車のS-TRAINは西武池袋線・東京メトロ副都心線および当路線を経由して西武秩父線西武秩父駅 - みなとみらい線元町・中華街駅間で直通運転を行っている。また、小川町駅 - 元町・中華街駅（東武線系統）および飯能駅 - 元町・中華街駅（西武線系統）のそれぞれについて、日中の時間帯に各線内を特別料金不要で最速達で運行される列車（東横線内は特急運転）については「Fライナー｣の愛称がつく。
2013年（平成25年）3月15日までは中目黒駅から東京メトロ日比谷線北千住駅まで直通運転を行っていたが、3月16日に副都心線直通開始とともに取りやめになった。詳しくは「直通運転」の節を参照。
営業列車は20m車両8両編成と10両編成である。全駅にホームドアが設置されており、運転士が列車のドアと駅のホームドアの開閉を行うワンマン運転が行われている（詳しくは「ワンマン運転」の節を参照）。

## 路線データ
- 路線距離：24.2 km
- 軌間：1,067 mm
- 複線区間：
  - 複々線：
    - 田園調布駅 - 日吉駅間 (5.4 km)[注釈 1]

  - 複線：
    - 渋谷駅 - 田園調布駅間 (8.2 km)
    - 日吉駅 - 横浜駅間 (10.6 km)
- 電化区間：全線（直流1,500 V）
- 閉塞方式：車内信号閉塞式（ATC-P）
- 最高速度：110 km/h

## 沿線風景・地理

### 渋谷 - 中目黒
明治通り（都道305号）の直下、渋谷スクランブルスクエアと渋谷ヒカリエの間の地下5階に設けられた2面4線の渋谷（東京都渋谷区）を出発すると、しばらくは明治通りの直下を南下し、渋谷川の真下をくぐって、渋谷清掃工場付近で南西方向にカーブし、山手線・埼京線・湘南新宿ライン（山手貨物線）などのJR線群をくぐりながら地上に向かって最大35 ‰の急勾配を上る。しばらくすると相対式ホーム2面2線の地上駅代官山に到着する。1986年（昭和61年）3月までホームが渋谷2号踏切とトンネル（渋谷隧道）に挟まれていた関係で有効長が18 m車6両分しかなかったため、20 m車6両編成では中目黒寄り1両、18 m車8両編成と20 m車7両編成では中目黒寄り2両のドアカットを行っていた。その後渋谷2号踏切を閉鎖し、ホームの半分をトンネル内まで延ばすことでドアカットを解消した。
なお、渋谷駅は2013年（平成25年）3月15日の副都心線との相互直通運転開始までは山手線渋谷駅と明治通りに挟まれた位置にあった頭端式ホーム4面4線の高架駅で、渋谷川の右岸を高架で進んでいた（跡地は渋谷スクランブルスクエア、渋谷ストリーム、国道246号横断デッキ、渋谷リバーストリート、渋谷ブリッジ、LOG ROAD DAIKANYAMAになっている）。途中では南に東京都交通局・渋谷営業所のバス群を見下しながらJR線群を跨ぎ、渋谷1号踏切を越えて代官山駅に進入していた。

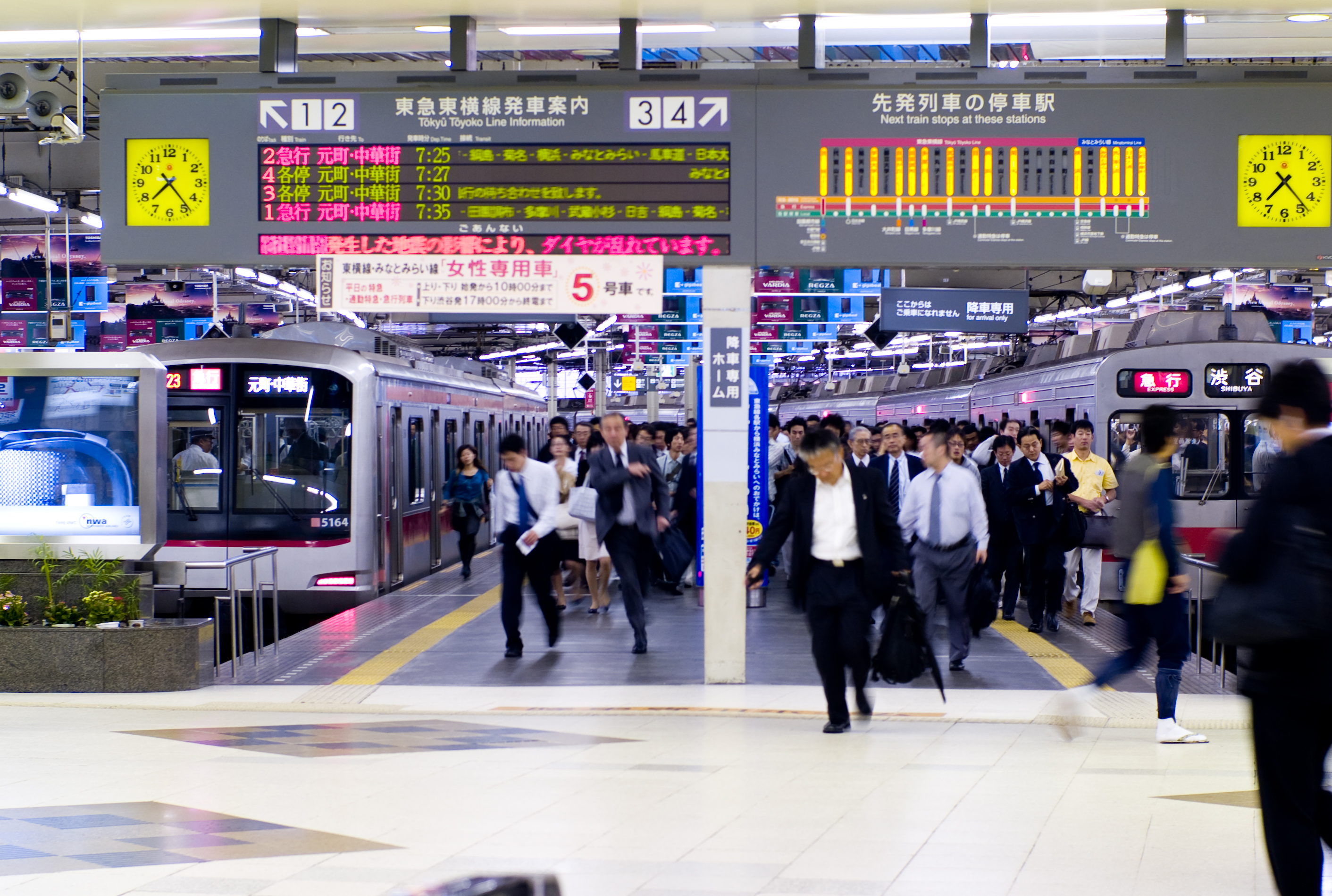
旧・渋谷駅（2013年3月15日まで使用された高架ホーム）
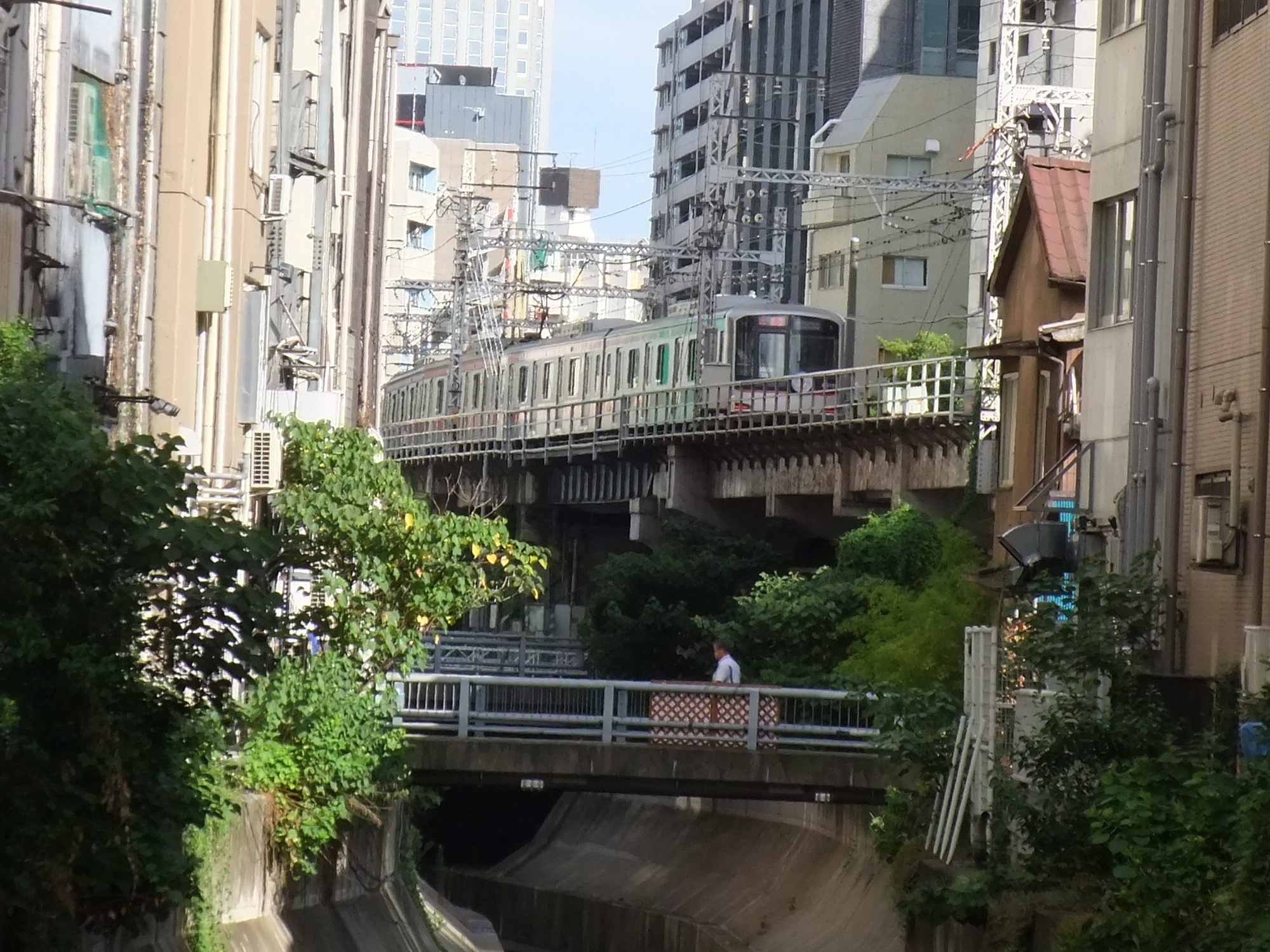
渋谷駅付近 地上時代 下に渋谷川が見える（2011年8月）

渋谷隧道を抜けると目黒区に入り、上下線間に日比谷線が顔を出す。高架線で目黒川を渡ると間もなく島式ホーム2面4線の高架駅中目黒である。ホーム下には山手通り（都道317号）が通る。当駅の祐天寺寄りには日比谷線用の3本の引き上げ線があり、日比谷線の列車はすべてここで折り返す。2013年（平成25年）3月15日までは日比谷線との相互直通運転が行われており、東武伊勢崎線（東武スカイツリーライン）から日比谷線への直通、および日比谷線内のみの運用列車がここで折り返し、日比谷線直通列車が当駅で相互に乗り入れていた。また、伊勢崎線における日比谷線直通専用車両である東武2000系と東武20000系列も東横線には乗り入れることができなかったため、東横線には直通せず、必ずここで折り返していた。なお、東横線における日比谷線直通専用車両であった東急1000系には、東横線には乗り入れない北千住駅方面発の中目黒駅行の運用があったため、その際はここで折り返していた。中目黒駅の配線構造や車両規格の違いなどにより、東横線の列車はここで折り返すことは不可能である。

### 中目黒 - 自由が丘
中目黒を出ると、目黒区を縦断する形で南南西へ進む。次の特急停車駅・自由が丘までは直線区間が続く。この辺りは特急がスピードを最も上げる区間でもある。
中央に通過線を有する2面3線の高架駅祐天寺の由来となった祐天寺は、駅から徒歩約5分である。
次の学芸大学・都立大学と大学名を取った駅名が2つ続くが、東京学芸大学は1964年に小金井市に、東京都立大学は1991年に多摩ニュータウン（八王子市）に移転した。付属高校も現存しているのは学芸大附属高のみであり、都立大附属高は2011年に都立桜修館中等教育学校に改組した。移転後に両駅の駅名変更の是非を問う住民投票が行われ、「駅名変更を可とする方」に学芸大学駅は37%、都立大学駅は過半数となる59%の票を集めたが、東急側は両駅とも、可とする方の比率が3分の2に達しなかったため駅名変更は行わないとして、現在もそのままになっている。
都立大学を過ぎると、高架線から地上に降りるため、踏切が点在する。自由通りの踏切を過ぎると、島式ホーム2面4線の高架駅自由が丘である。大井町線との接続駅であり、周辺は沿線有数の商業地で、大手進学塾も多い。また、東横線の中枢を担う駅の一つであり、ほぼ終日緩急接続が行われる。

### 自由が丘 - 武蔵小杉
自由が丘を過ぎると、すぐ列車は世田谷区に入るが、世田谷区内には駅はない。
環状八号線（都道311号）を潜るとすぐ大田区に入って地下線へと下り、目黒線と合流して島式ホーム2面4線の地下駅田園調布に到着する。周辺には、東急の始祖にあたる田園都市株式会社が開発した高級住宅街が広がっている。ここから南は複々線区間となり、方向別2面4線方式のホームが目黒線の終点である日吉駅まで6駅連続している（ただし元住吉駅は東横線の通過線を含めて2面6線）。田園調布の次、多摩川では東急多摩川線と接続。元々は目黒 - 蒲田間で1路線（目蒲線）であったが、2000年8月6日に路線が目黒線と東急多摩川線の2つに分割された。
多摩川を渡ると神奈川県川崎市中原区に入り、新丸子を過ぎると間もなく南武線・横須賀線との接続駅武蔵小杉である。武蔵小杉は再開発され、50階を超える高層マンションが林立している。新丸子 - 武蔵小杉間が、東横線で一番駅間距離が短い区間である（約500m）。
武蔵小杉は、目黒線開業時から長らく始発・終着駅として機能していたが、2008年6月22日に同線が2つ先の日吉まで延伸開業した。現在でも、元住吉車庫への出入庫を兼ねた東横線・目黒線ともに当駅止まりおよび当駅始発の運用が存在する。

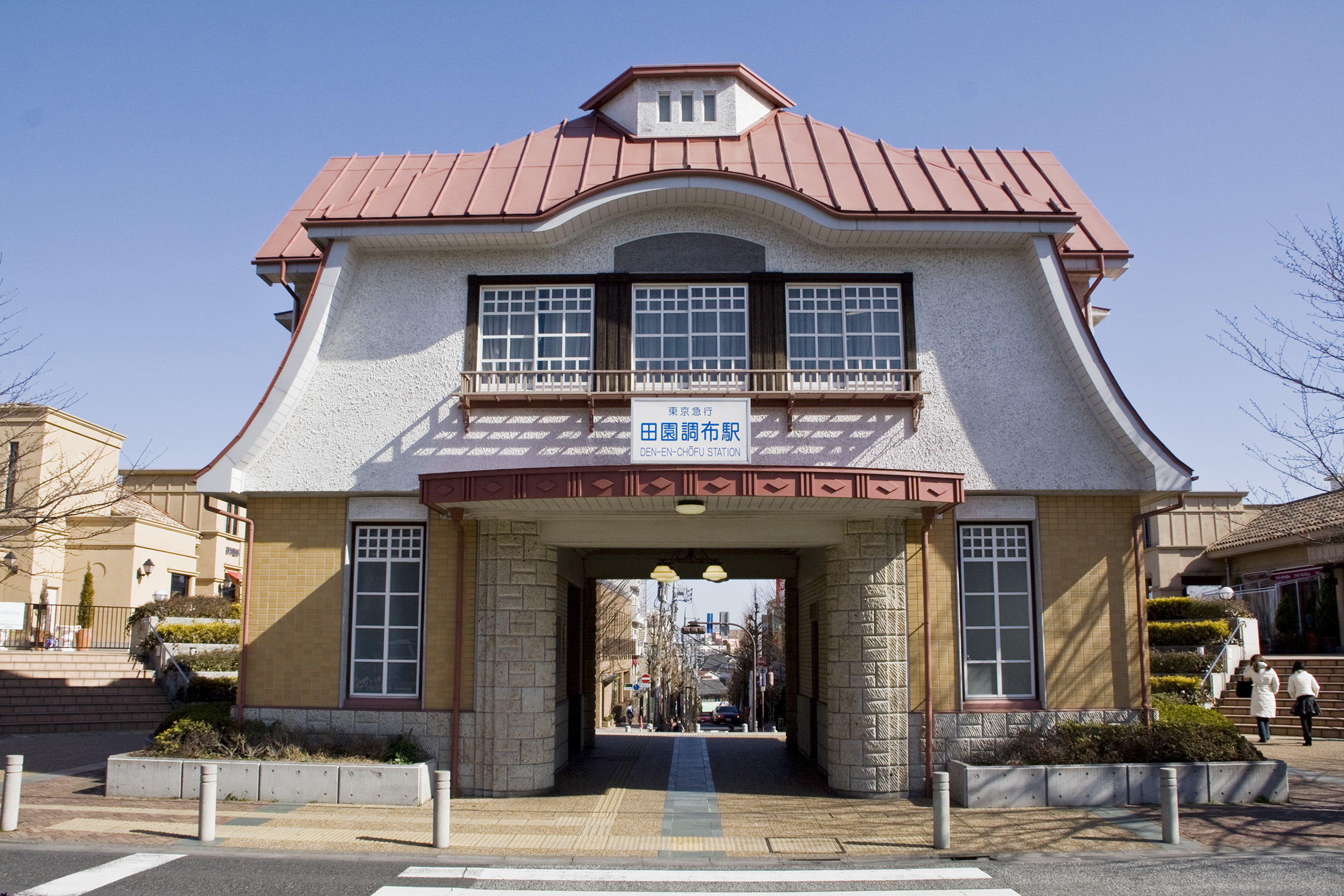
駅改良後復元された開業当時の田園調布駅舎
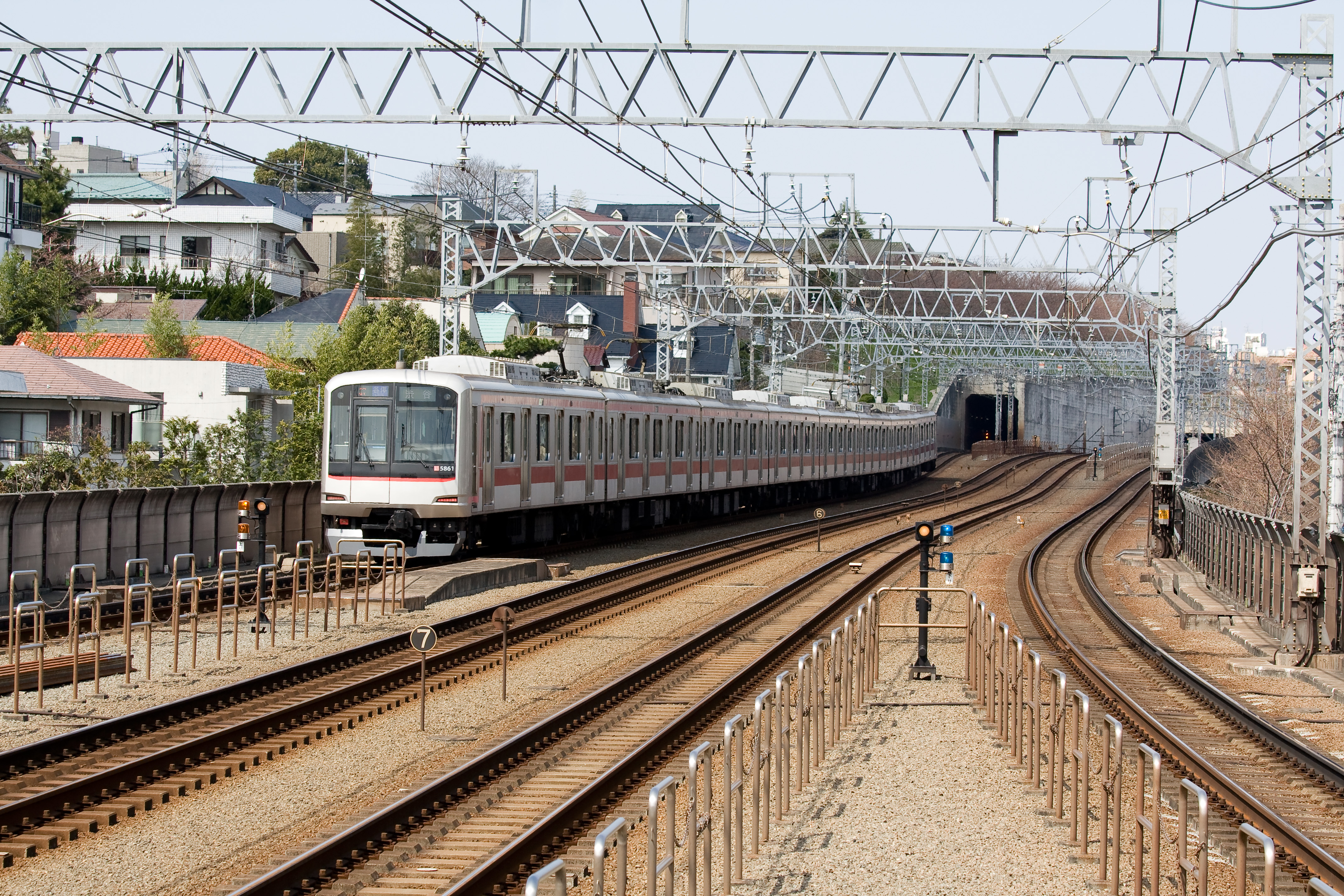
多摩川駅付近。東横線は両外側の線路を使用し、内側の目黒線と並走する。写真の車両は渋谷方面へ向かう東横線。
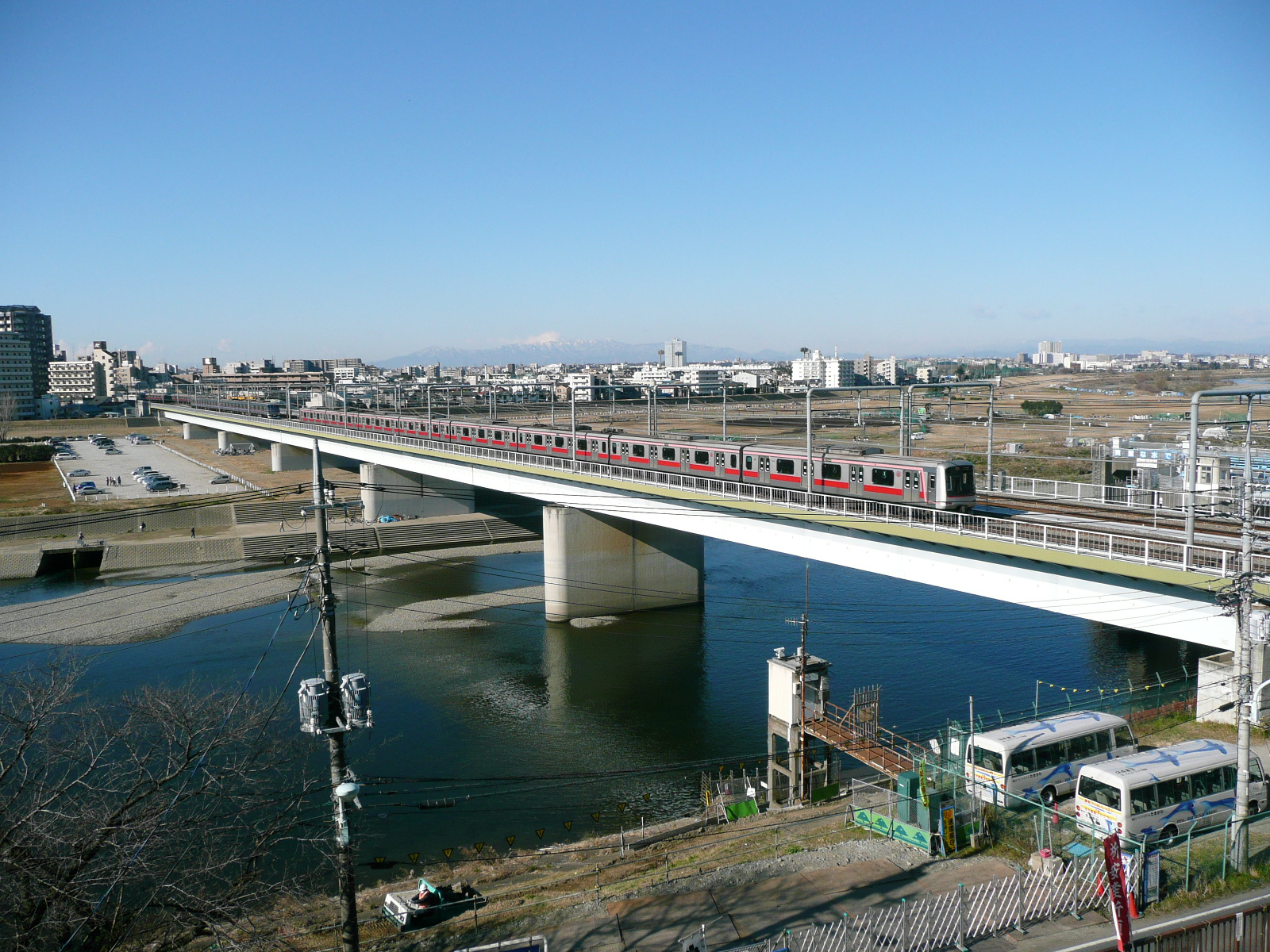
多摩川橋梁（多摩川 - 新丸子間）

### 武蔵小杉 - 日吉
武蔵小杉を出ると、東横線はそのまま高架線を進み、目黒線はその直下の地上線を進む。用地の問題などからそのまま高架複々線化させるのが難しかったため、元住吉駅手前までの区間はこのような上下2段構造である。かつて、この目黒線の線路は東横線の本線だったが、現在は前述した通り目黒線のほかにも元住吉検車区の出入庫列車が走行している。
元住吉は2006年9月にリニューアルされ、島式ホーム2面4線の地上駅から、東横線では唯一の通過線2本を持つ島式ホーム2面6線の高架駅となった（後述）。
元住吉を過ぎ、矢上川を渡ると横浜市港北区に入り、地下駅の日吉に到着する。周辺には慶應義塾大学日吉・矢上両キャンパスのほか、日本大学中学校・高等学校もある文教地区である。また、港北ニュータウン経由で横浜線中山駅とを結ぶ横浜市営地下鉄グリーンラインが2008年3月30日に開業した。ここで複々線区間（目黒線との並走）は終了である。2023年3月18日に開業した東急新横浜線がここで分岐し、東横線・目黒線の一部の列車が新横浜および相鉄線方面との直通運転を行う。

### 日吉 - 菊名
日吉を出ると、高架線を次の綱島までほぼ直線で進む。東横線で一番駅間距離が長い区間である（約2.2km）。東横線の中で最も表定速度の速い区間の一つで、各駅停車でも時折110km/hほどのスピードが出ることがある。
かつて「東京の奥座敷」と呼ばれた綱島温泉郷を有する温泉街だった綱島だが、現在は港北ニュータウンや鶴見地区方面からの路線バスが発着するバスターミナルを持つハブ駅となっている。そのため、乗り換え駅では無いが綱島を利用する客は多い。
綱島を出ると、すぐに鶴見川を渡る。次の大倉山を過ぎると、東海道新幹線と環状2号線を潜り、島式ホーム2面4線の地上駅菊名に到着する。JR横浜線との接続駅であり、東海道新幹線の新横浜駅までは横浜線で1駅。自由が丘と同様ほぼ終日にわたり緩急接続が行われており、副都心線との相互直通運転が始まるまでは、日比谷線（からの）直通電車が折り返していた。周辺には古くからの閑静な住宅地が広がっている。

### 菊名 - 横浜
この区間は、横浜市北部の住宅地の間を縫うように線路が続いている。
相対式ホーム2面2線の妙蓮寺は、かつて改札口が上りホームにしか無く、下りホームへは地下通路を通るという東横線内の駅としては珍しいタイプの駅だったが、2000年代に入ると下りホームにも改札口が新設され、その後さらに待合室とトイレ（上りホームのみ）も設置された。
次の白楽の手前で横浜市神奈川区に入る。神奈川大学横浜キャンパスまでの間には六角橋商店街があり、大学生で溢れ返っている。白楽は相対式ホーム2面2線の橋上駅であり、ホームの真上のみに改札口があったが、2002年になると上りホーム側に西口改札が新設された。
横浜上麻生道路の上にある相対式ホーム2面2線の高架駅東白楽を過ぎると、電車は地下に入り、次の反町に滑り込む。地下駅化以前は東白楽駅から続いていた高架線が国道1号を跨ぎ終わった直後の箇所に相対式2面2線方式のホームがあり、横浜駅寄りに高島山トンネルが存在していた。
反町を過ぎ、横浜の手前で横浜市西区に入る。横浜は島式ホーム1面2線の地下駅であり、ここからは直通運転先の横浜高速鉄道みなとみらい線に入る。
高架駅時代は横浜を出ると、東海道線などを跨いだあと根岸線の高架と並行し、高島町を経て桜木町に至っていたが、みなとみらい線の開業に伴い2004年にこの区間は廃止された。

## 歴史

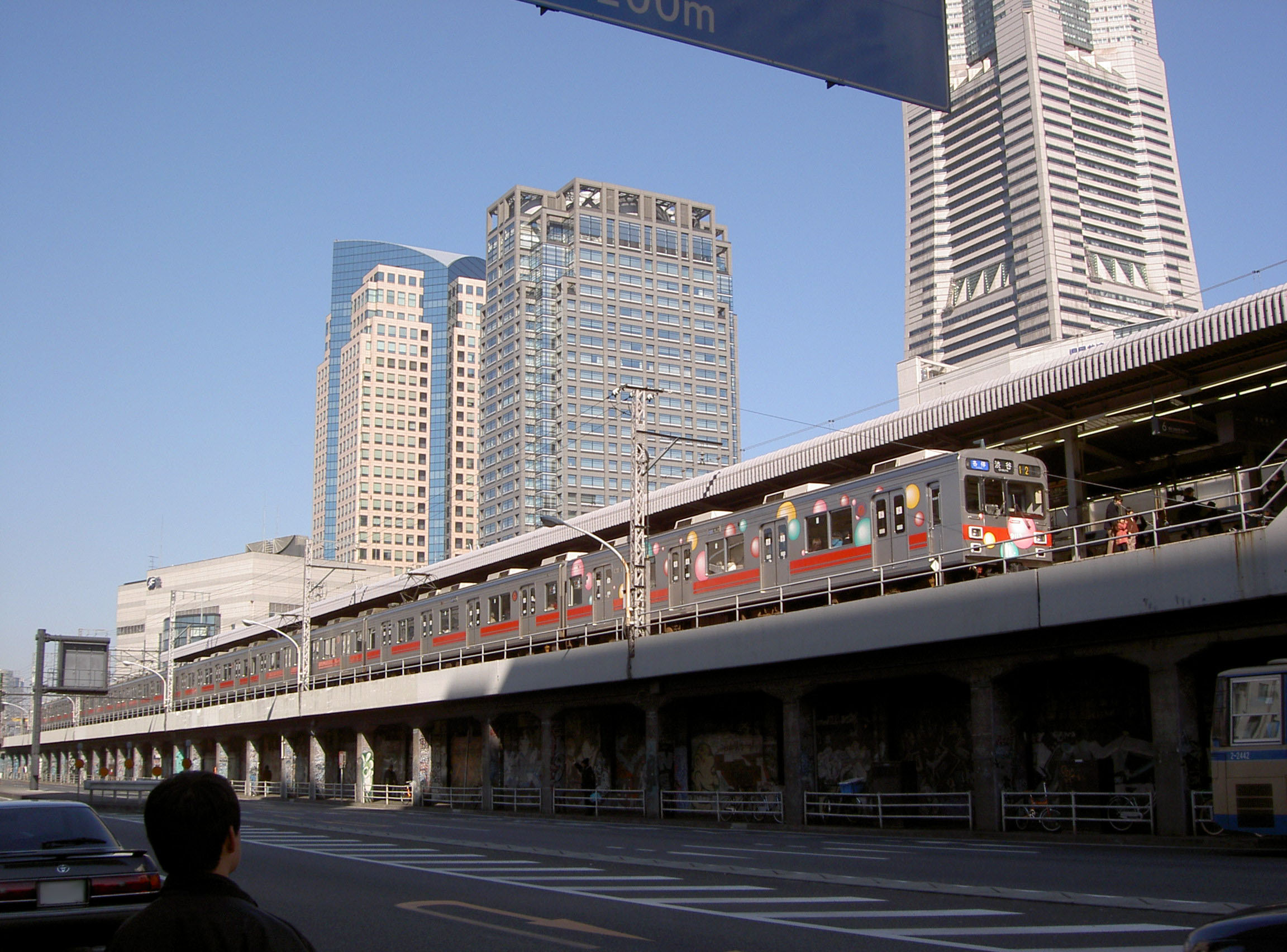
かつての桜木町駅（2004年1月）

- 1926年（大正15年）2月14日 （旧）東京横浜電鉄が丸子多摩川駅（現・多摩川駅） - 神奈川駅間を開業。目黒蒲田電鉄目蒲線と相互乗り入れし、目黒駅 - 神奈川駅間直通運転開始。
- 1927年（昭和2年）8月28日 渋谷駅 - 丸子多摩川駅間が開業。渋谷駅 - 神奈川駅間直通運転開始。路線名を「東横線」とする。
- 1928年（昭和3年）5月18日 神奈川駅 - 高島駅（後の高島町駅）間が開業。
- 1929年（昭和4年）10月22日 九品仏駅を自由ヶ丘駅に改称。
- 1931年（昭和6年）7月25日 柿ノ木坂駅を府立高等前駅に改称。
- 1932年（昭和7年）3月31日 高島町駅 - 桜木町駅間が開業（全通）。府立高等前駅を府立高等駅に、太尾駅を大倉山駅に改称。
- 1935年（昭和10年）2月1日 急行運転開始。
- 1936年（昭和11年）4月1日 碑文谷駅を青山師範駅に改称。
- 1939年（昭和14年）
  - 10月1日 （旧）東京横浜電鉄が目黒蒲田電鉄に合併（合併後、目黒蒲田電鉄が逆に（新）東京横浜電鉄に改称）[注釈 5]。
  - 12月11日 新丸子駅 - 元住吉駅間に工業都市駅開業。
- 1941年（昭和16年）8月4日 急行運転廃止。
- 1942年（昭和17年）5月1日 小田急電鉄と京浜電気鉄道（現・京浜急行電鉄）を合併、東京急行電鉄に社名変更。
- 1943年（昭和18年）12月1日 青山師範駅を第一師範駅に、府立高等駅を都立高校駅に改称。
- 1944年（昭和19年）10月20日 綱島温泉駅を綱島駅に改称。
- 1945年（昭和20年）
  - 6月1日 並木橋駅、新太田町駅休止。
  - 6月16日 武蔵小杉駅開業。
- 1950年（昭和25年）
  - 4月8日 神奈川駅を廃止。
  - 8月1日 急行運転復活。
- 1952年（昭和27年）
  - 4月1日 急行運転休止。
  - 7月1日 第一師範駅を学芸大学駅に、都立高校駅を都立大学駅に改称。
  - 10月1日 架線電圧を600Vから1,500Vに昇圧[8]。
- 1953年（昭和28年）4月1日 工業都市駅を廃止し武蔵小杉駅に統合。
- 1954年（昭和29年）10月16日 5000系（初代）営業運転開始[9]。
- 1955年（昭和30年）4月1日 急行運転再開[10]。
- 1956年（昭和31年）9月10日 横浜駅 - 桜木町駅間複線化[11][12]。
- 1957年（昭和32年）12月1日 保安度向上のため、ATSの前身となる車内警報装置を導入[13]。
- 1958年（昭和33年）12月1日 5200系営業運転開始[14]
- 1959年（昭和34年）6月 5両編成の運行を開始。
- 1960年（昭和35年）4月1日 6000系（初代）営業運転開始[15]。
- 1962年（昭和37年）1月27日 7000系（初代）営業運転開始[16]。
- 1964年（昭和39年）8月29日 北千住駅 - 中目黒駅 - 日吉駅間で営団地下鉄（現・東京地下鉄）日比谷線との相互直通運転を開始。
- 1968年（昭和43年）4月1日 ATS使用開始[13][17]。
- 1969年（昭和44年）11月30日 8000系営業運転開始[18]。
- 1970年（昭和45年）
  - 2月27日 中目黒駅 - 都立大学駅間が高架化[19]。
  - 5月下旬 8両編成の運行を開始。
- 1971年（昭和46年）5月19日 8000系（8019F・5両編成）を使用した冷房車両を使用開始[20]。
- 1972年（昭和47年）8月30日 旧性能車、初代3000系（デハ3450形4両 + クハ3770形1両による5両編成）が東横線から引退（休車を除く）[21]。
- 1977年（昭和52年）12月16日 多摩川園前駅を多摩川園駅に改称。
- 1980年（昭和55年）
  - 3月下旬 26年にわたって活躍してきた初代5000系・5200系（22年活躍）が東横線から引退[22]。
  - 12月27日 8090系営業運転開始。
- 1982年（昭和57年）11月30日 中目黒駅 - 田園調布駅間の荷物輸送を廃止[23][24]。
- 1986年（昭和61年）
  - 3月9日 9000系営業運転開始[25]。
  - 3月13日 横浜駅で脱線事故が発生。
- 1988年（昭和63年）
  - 3月 東横線複々線化工事および目蒲線改良工事の最初の工事として「日吉駅改良工事」に着手[26]。
  - 7月1日 営団03系（現・東京メトロ03系）の営業運転を開始。
  - 8月9日 日吉駅改良工事に伴い、一時的に島式1面2線となり、引き上げ線の使用を停止したため同駅発着の列車運用および緩急接続を休止。同駅発着であった日比谷線直通列車の運転区間を菊名駅まで延長[27]。その後、改良工事が完成した1991年には日中の日比谷線直通列車を日吉駅折り返しに戻し、緩急接続や同駅発着列車の運用も再開した。
  - 12月26日 7000系（初代）を置き換える目的で、主に日比谷線直通用車両として1000系が営業運転を開始[28]。
- 1991年（平成3年）6月上旬 7000系（初代）の営業運転を終了[29]。東横線の自社車両は全車両が冷房車となる。
- 1993年（平成5年）2月3日 2000系（2003編成）の営業運転を開始[30]。同年11月1日をもって、9か月間の東横線での営業運転を終了[31]。
- 1994年（平成6年）
  - 6月10日 - 営団地下鉄3000系の東横線への直通運転が終了する[32]。同形式は東横線で運用される最後の非冷房車であった。
- 1997年（平成9年）
  - 3月20日 渋谷駅 - 菊名駅間でATC-P使用開始[17]。
  - 3月25日 ATC化を踏まえたダイヤ改正を実施。営業最高速度を110km/hに向上した。
- 1999年（平成11年）
  - 3月16日 ダイヤ改正を実施。平日夜間の急行の増発と各駅停車の延長を行う。
  - 4月16日 3000系（2代）営業運転を開始。
  - 5月15日 多摩川園駅 - 武蔵小杉駅間の複々線化完成。
- 2000年（平成12年）
  - 1月15日 3000系（2代）東横線での営業運転を終了。開業間近となる目黒線に転属。
  - 3月30日 武蔵小杉駅 - 日吉駅間の複々線化工事に着手[33]。
  - 8月6日 多摩川園駅を多摩川駅に改称、同時に急行停車駅となる[34][35][注釈 6]。目黒線が多摩川駅 - 武蔵小杉駅間の複々線のうち2線を使用開始。
- 2001年（平成13年）3月28日 ダイヤ改正を実施し、特急の運転を開始[36][37]。同時に主に日中における日比谷線直通列車の本数を毎時4本から2本に削減。
- 2002年（平成14年）
  - 1月29日 営団13号線（現・東京メトロ副都心線）との相互直通運転を決定[38][39]。
  - 5月10日 営団13号線（現・東京メトロ副都心線）との相互直通運転化工事に着手すると発表[40]。
- 2003年（平成15年）
  - 1月30日 横浜駅 - 桜木町駅間の鉄道事業廃止届出書を国土交通省に提出[41]。
  - 3月19日 ダイヤ改正を実施[42]。中目黒駅が特急停車駅となる[42]。また、通勤時間帯（朝上り4本・夕方下り15本）に通勤特急の運転を開始[42][43]。
  - 7月9日 横浜高速鉄道みなとみらい線との相互直通運転開始日が2004年2月1日に決定した[44][45]。
- 2004年（平成16年）
  - 1月30日 この日の終電で横浜駅 - 高島町駅 - 桜木町駅間(2.1km)の営業を終了（廃止は翌31日付け）[41]。
  - 1月31日 東白楽駅 - 横浜駅間を高架線から地下線に切り換え、反町駅と横浜駅が地下ホームとなる[46]。当日は渋谷駅 - 横浜駅間のみ運転の臨時ダイヤ（みなとみらい線内は試運転を兼ねた回送）で運転された。菊名駅 - 横浜駅間でATC-P使用開始。これにより東横線は全区間がATCとなった。
  - 2月1日 横浜高速鉄道みなとみらい線との相互直通運転を開始[47]。横浜高速鉄道Y500系の営業運転を開始。
  - 4月1日 5050系の営業運転を開始。
- 2005年（平成17年）
  - 2月10日 渋谷 - 横浜間改良工事が特定都市鉄道整備事業計画として認定[48]。
  - 7月25日 平日の特急・通勤特急・急行の8号車が女性専用車となる[49]。
- 2006年（平成18年）
  - 7月18日 女性専用車の実施時間を平日の始発から10時までの上下列車と、17時以降に渋谷駅を発車する下り列車（元町・中華街方面行）に短縮し、設定車両を8号車から5号車に変更[50]。
  - 9月24日 前日（23日）深夜より武蔵小杉駅 - 日吉駅間の高架化切り替え工事を実施し、元住吉駅が高架・橋上駅舎化。
  - 9月25日 元住吉駅付近の高架化に伴うダイヤ改正を実施。元住吉駅発着列車が始発および終電をのぞきすべて武蔵小杉駅発着となる。また、高架化と同時に元住吉検車区から日吉駅まで直接行ける下り出庫線が新設され、元町・中華街方面行の始発列車は日吉駅始発も多数設定されるようになった[注釈 7]。
- 2007年（平成19年）8月23日 目黒線延伸に先立ち、日吉駅2・3番線および引き上げ線を目黒線用に転換する工事のための一時使用中止に伴うダイヤ改正を実施。それまでの日吉駅発着列車は菊名駅または武蔵小杉駅発着となり、日中の乗り入れ区間は日吉駅までであった日比谷線直通列車についても、この日から終日にわたり菊名駅まで延長され、日吉発着列車はほとんど消滅した[注釈 8]。また、日吉駅における緩急接続や通過待ちはすべて「元住吉駅での通過待ち」に変更となった。
- 2008年（平成20年）
  - 1月13日 東横線における8000系の営業運転を終了、臨時特急「さよなら8000系号」が運転される。
  - 6月14日 現在の渋谷駅（地下駅）が東京メトロ副都心線の駅として開業。開業時より東急が駅管理業務を実施。
  - 6月22日 目黒線が日吉駅まで延伸。これに合わせてダイヤ改正を実施し、同時に開業間もない横浜市営地下鉄グリーンラインとの利便性を向上させるため、平日始発から9時台までと17時台以降の特急をすべて通勤特急に変更した。
- 2009年（平成21年）6月6日 ダイヤ改正を実施。朝ラッシュ時間帯における日比谷線直通列車2本を各駅停車渋谷行に置き換え、土休日ダイヤにおいて18時台に特急元町・中華街行を1本増発。
- 2011年（平成23年）
  - 3月11日 14時46分に発生した東北地方太平洋沖地震（東日本大震災）により、東横線を含めた首都圏のほぼすべての路線が一時マヒ状態となり、終日ダイヤが混乱した。また、この日の運転再開後は主に帰宅困難者を救済する目的で乗り入れ先のみなとみらい線と共に終夜運転を実施した[51]。この地震発生直後から日比谷線との相互直通運転が休止される。
  - 3月14日 福島第一原発事故など震災による発電所の停止を発端とする電力供給逼迫のため、東京電力が輪番停電（計画停電）を実施。東横線では主に武蔵小杉駅 - 横浜駅間において日中時間帯の運転を取り止め、運転する時間帯でも終日各駅停車で運転する措置が数日間行われた。その後、優等列車（特急・通勤特急・急行）の運転を再開したものの、ほどなくして全列車各駅停車での運転ならびに通常の8割程度の本数での運転を余儀なくされ、この状態は4月3日終電まで続いた。
  - 4月4日 始発から特急・通勤特急・急行の運転を全時間帯で再開。平日始発から9時頃までと平日16時頃から終電までは、ほぼ通常通りの本数で運転を行い、平日日中時間帯と土休日ダイヤについては“節電ダイヤ”として通常の8割程度の本数での運転となる。なお、日比谷線との相互直通運転は引き続き中止。
  - 4月25日 平日始発から9時頃までと平日16時頃から終電までの時間帯に限り、日比谷線との相互直通運転を再開。
  - 7月1日 多くの企業においてサマータイムを導入していることを考慮し、平日ダイヤにおいて始発電車を4時台への繰り上げ・早朝に列車増発を実施。
  - 9月10日 電力使用制限令解除に伴い、全時間帯でほぼ通常通りの本数での運転を再開。日比谷線との相互直通運転が全面的に再開される。5050系4000番台の営業運転を開始。
  - 9月22日 この日をもって始発電車の繰り上げ・早朝の増発列車の運行を終了。これにより震災発生前のダイヤに完全に戻る。
  - 10月28日 乗り入れ先の東京地下鉄におけるダイヤ改正に伴い、東横線・目黒線においても一部列車の発着時刻を変更。
- 2012年（平成24年） 
  - 2月 東横線を含む東急全線で駅ナンバリングを導入。東横線の路線記号は「TY」[52]。
  - 7月11日 中目黒駅にホームドアが設置される[53]。以降、各駅に順次整備される。
  - 7月24日 東京メトロ副都心線との相互直通運転開始日が2013年3月16日に決定[54][55][56][57][58]。
  - 9月7日 東京メトロ副都心線との相互直通運転開始に先立ち、東京メトロ10000系（先行運転は8両編成、副都心線相互直通運転開始後は10両編成）の営業運転を開始[59]。
  - 9月28日 東京メトロ副都心線との相互直通運転開始に先立ち、東京メトロ7000系（先行運転は8両編成、副都心線相互直通運転開始後は10両編成）の営業運転を開始。
- 2013年（平成25年）
  - 3月15日 渋谷駅 - 代官山駅間で線路地下化切替工事を実施[60]。渋谷駅（高架ホーム）が使用終了する。東横線における9000系、1000系、東京メトロ03系の営業運転を終了。
  - 3月16日 10両編成の運行を開始。渋谷駅 - 代官山駅間を高架線から地下線に切り換え、渋谷駅が地下ホームとなり、東京メトロ副都心線との相互直通運転開始[61]。それに伴うダイヤ改正が実施され、副都心線経由で東武東上線・西武有楽町線・西武池袋線との相互直通運転を開始する一方で、東京メトロ日比谷線との相互直通運転を終了。東武50070型・9000系・9050系および西武6000系の営業運転を開始。
  - 3月18日 女性専用車の実施時間を平日の始発から9時30分までの上下列車に短縮し、17時以降に渋谷駅を発車する下り列車（元町・中華街方面行）での実施を廃止し、設定車両を5号車から1号車に変更[61]。
- 2014年（平成26年）2月15日 元住吉駅で列車同士の追突事故が発生。
- 2016年（平成28年）3月26日 ダイヤ改正を実施。東横線で特急として運転される日中の東武東上線・西武池袋線 - 横浜高速みなとみらい線間の直通列車を「Fライナー」として運転を開始[62][63]。
- 2017年（平成29年）3月25日 ダイヤ改正を実施。祐天寺駅通過線を新設。土休日に3本、有料座席指定列車「S-TRAIN」の運転を開始[64][65]。「S-TRAIN」で西武秩父線との直通運転を開始。西武40000系の営業運転を開始。
- 2020年（令和2年）
  - 2月23日 白楽駅でのホームドア使用開始により、全駅での整備が完了[66]。
  - 7月31日 西武40000系50番台の営業運転を開始。
- 2021年（令和3年）
  - 2月24日 東京メトロ17000系（10両編成）の営業運転を開始。
  - 3月8日 東京メトロ7000系（10両編成）の営業運転を終了。
  - 5月2日 東京メトロ17000系（8両編成）の営業運転を開始。
- 2022年（令和4年）
  - 1月27日 相鉄新横浜線との相互直通運転を決定[67]。
  - 4月18日 東京メトロ7000系（8両編成）の営業運転を終了。
  - 10月24日 5050系4000番台（Qシート車両）の営業運転を開始[68]。
  - 12月16日 相鉄新横浜線との相互直通運転開始日が2023年3月18日に決定した[69][70][71][72][73][74][75][76]。
- 2023年（令和5年）
  - 3月6日 駅のホームで鳴らしていた東横線の発車サイン音を車両から鳴らす方式に順次更新[77]。
  - 3月18日 東急新横浜線が開業し、同線経由で相鉄新横浜線・相鉄本線・相鉄いずみ野線との相互直通運転を開始[71]。それに伴うダイヤ改正が実施され、ワンマン運転を開始[78]。相鉄20000系の営業運転を開始。
  - 8月10日 平日夜間の渋谷発みなとみらい線元町・中華街行き急行列車のうち5本で、有料座席指定サービス「Qシート」を開始[68][79]。
  - 8月21日 平日朝（7:20-8:50頃）の自由が丘駅（上り方面）での待避方法を交互発着に変更。これは待避線に次の各停を入線させると入線に時間がかかることから遅延防止のため、主本線で急行・通勤特急を待避する各停が設定される[80][81]。
  - 12月12日 東横線・目黒線全駅を含む東急全線で駅の自動改札機でクレジットカードのタッチ機能、QRコードを活用した乗車サービスの実証実験を開始[82]。
- 2024年（令和6年）
  - 5月7日 平日夜間の「Qシート」実施列車を2本増やし7本に拡大などのサービス内容の一部変更を実施[83]。
  - 12月17日 有料座席指定サービス「Qシート」座席指定券の車内販売を開始[84]。
- 2025年（令和7年）7月22日  平日夕・夜間のみなとみらい線元町・中華街発渋谷行き急行列車のうち6本で、有料座席指定サービス「Qシート」を開始[85]。

旧渋谷駅の最終日の様子 - 2013年3月15日
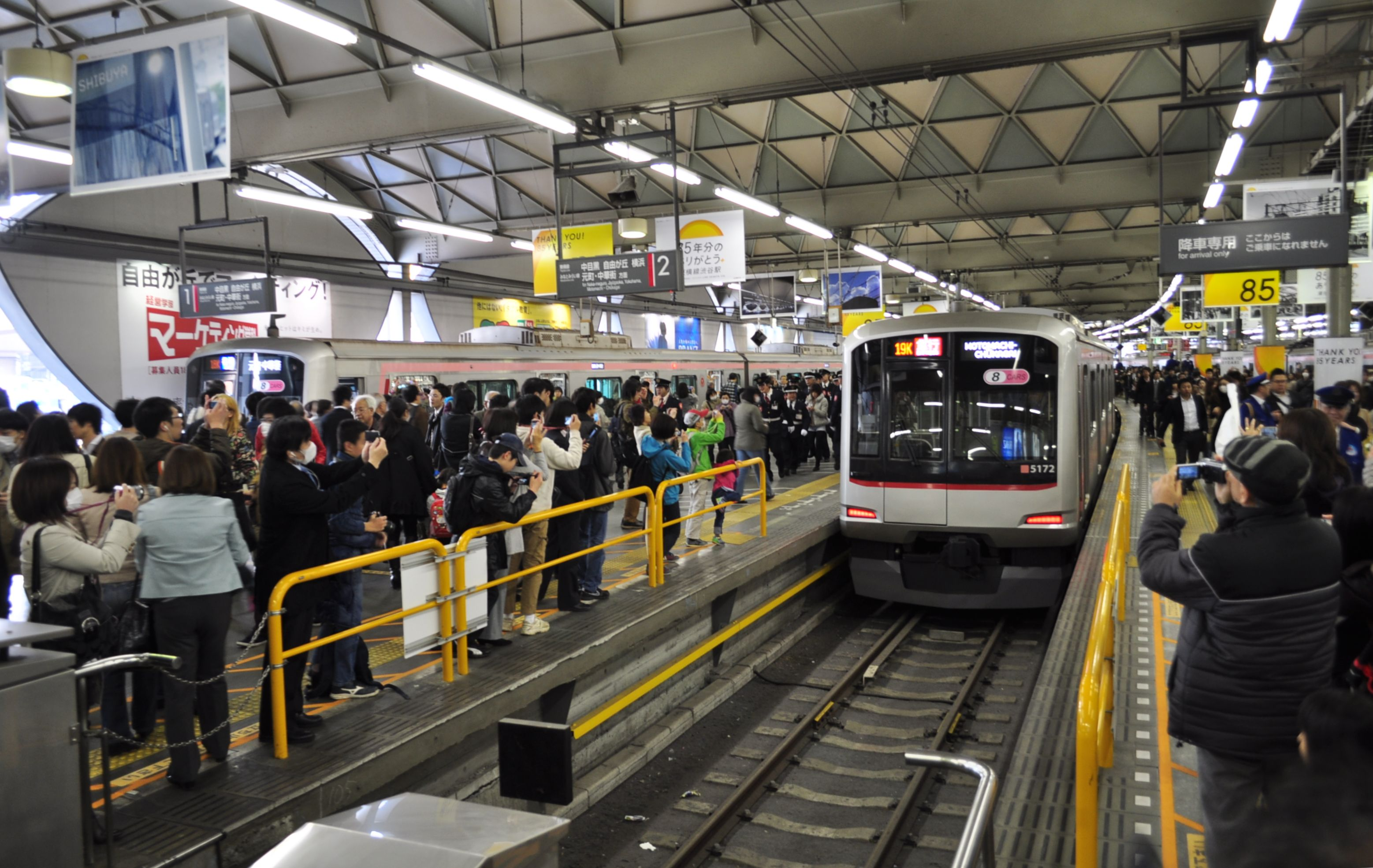
入線する電車とファン
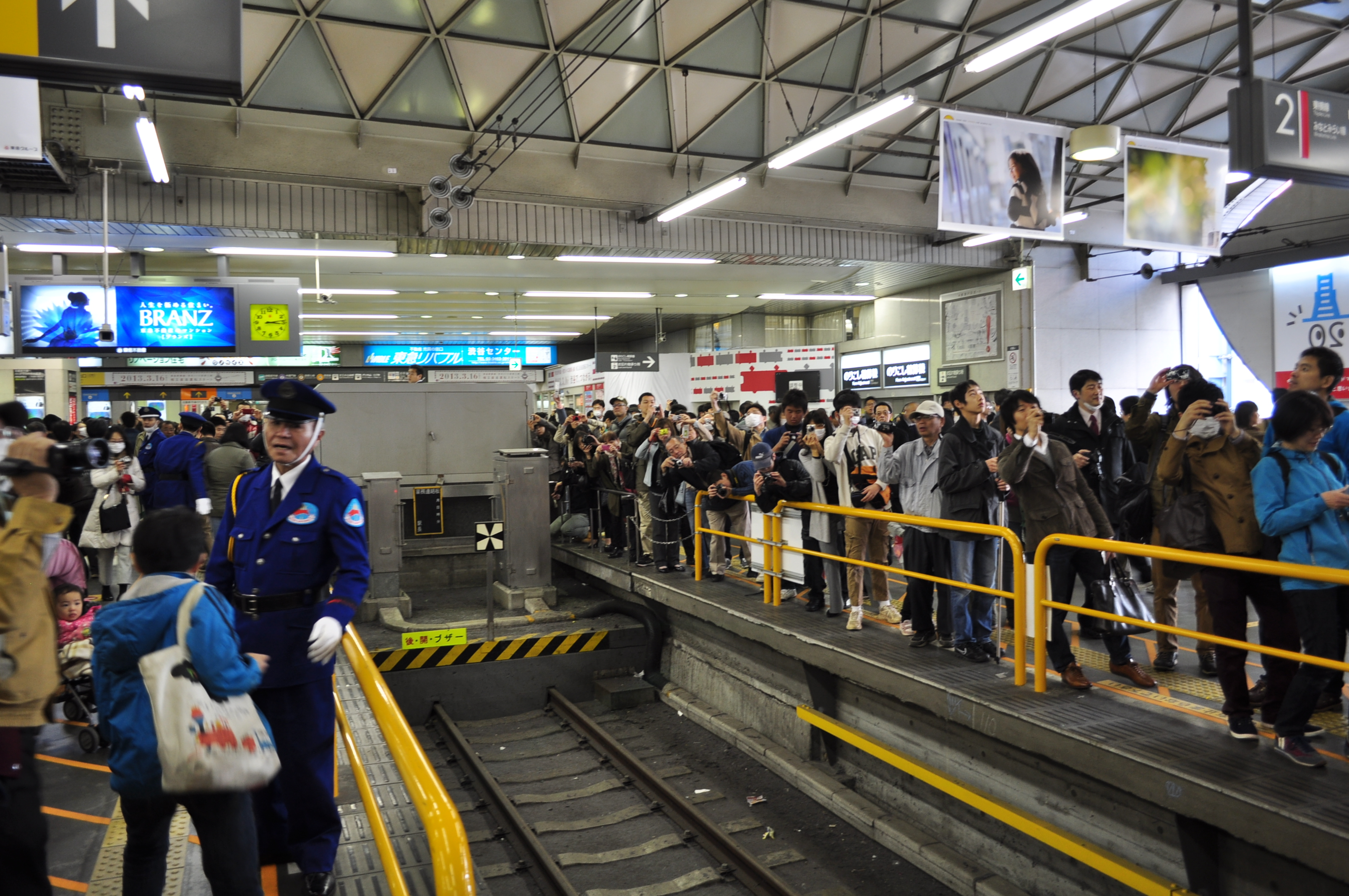
入線する電車を待つファン
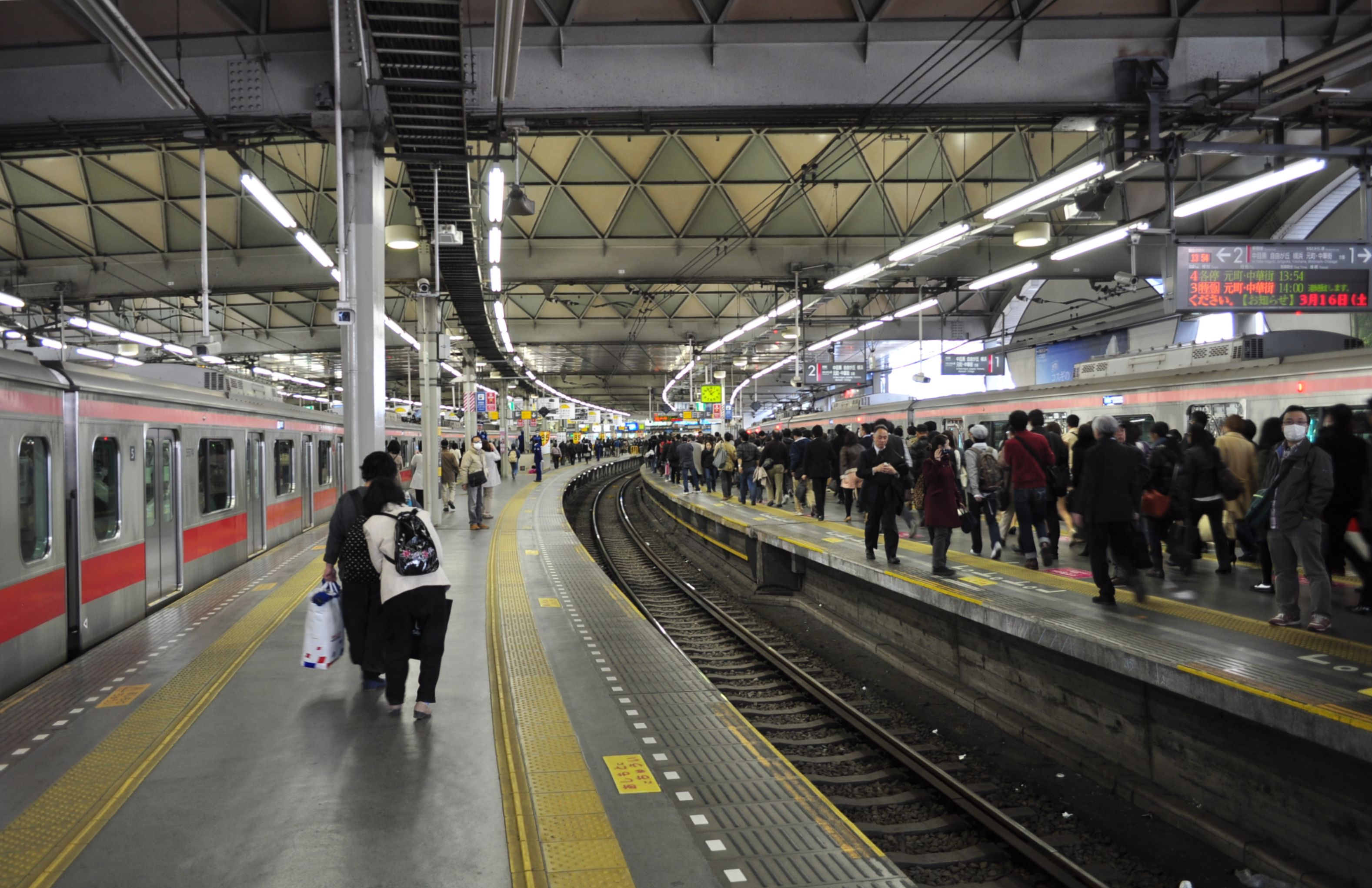
ホーム全体を見渡す
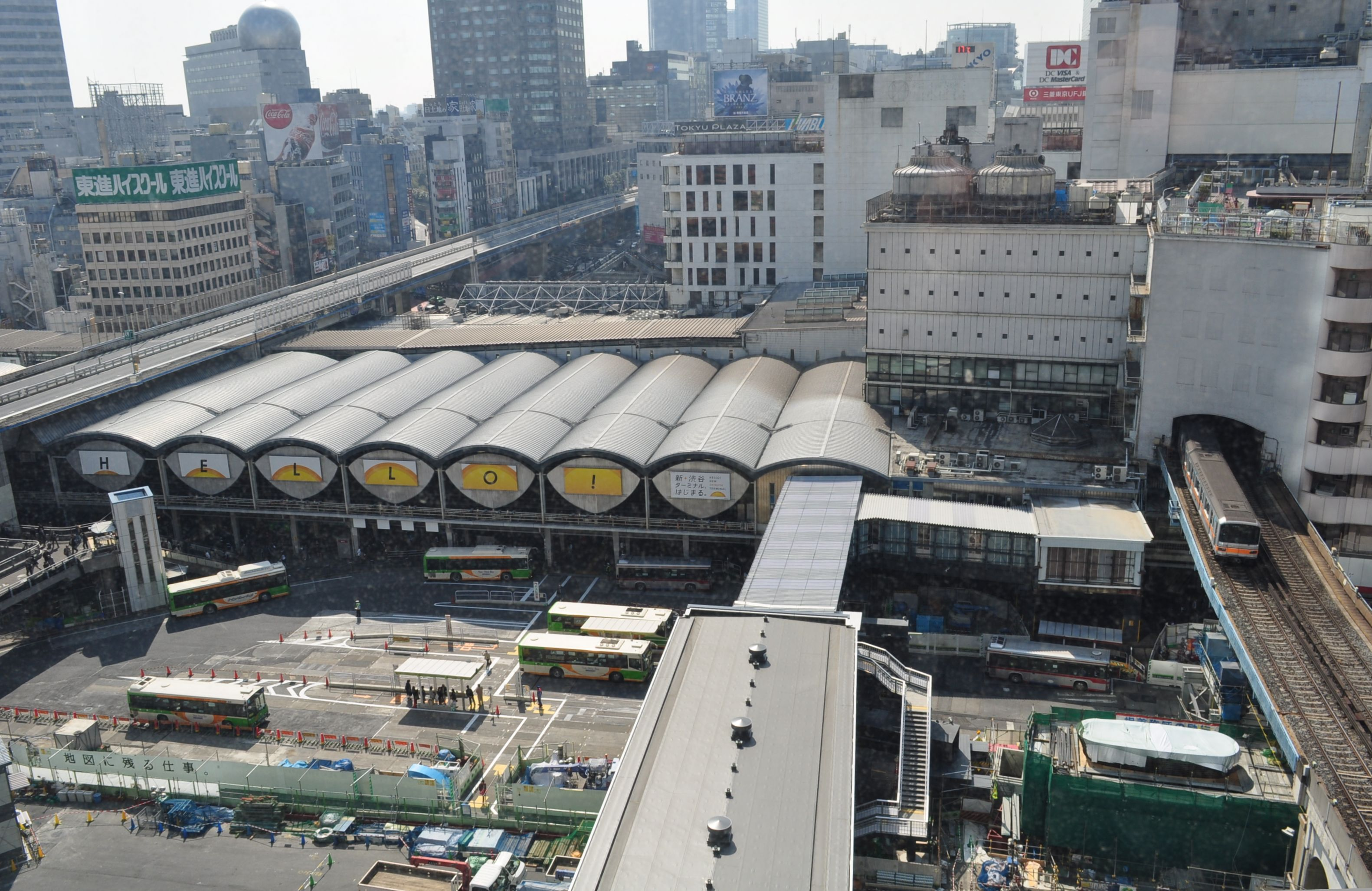
東横線の渋谷高架駅舎全景
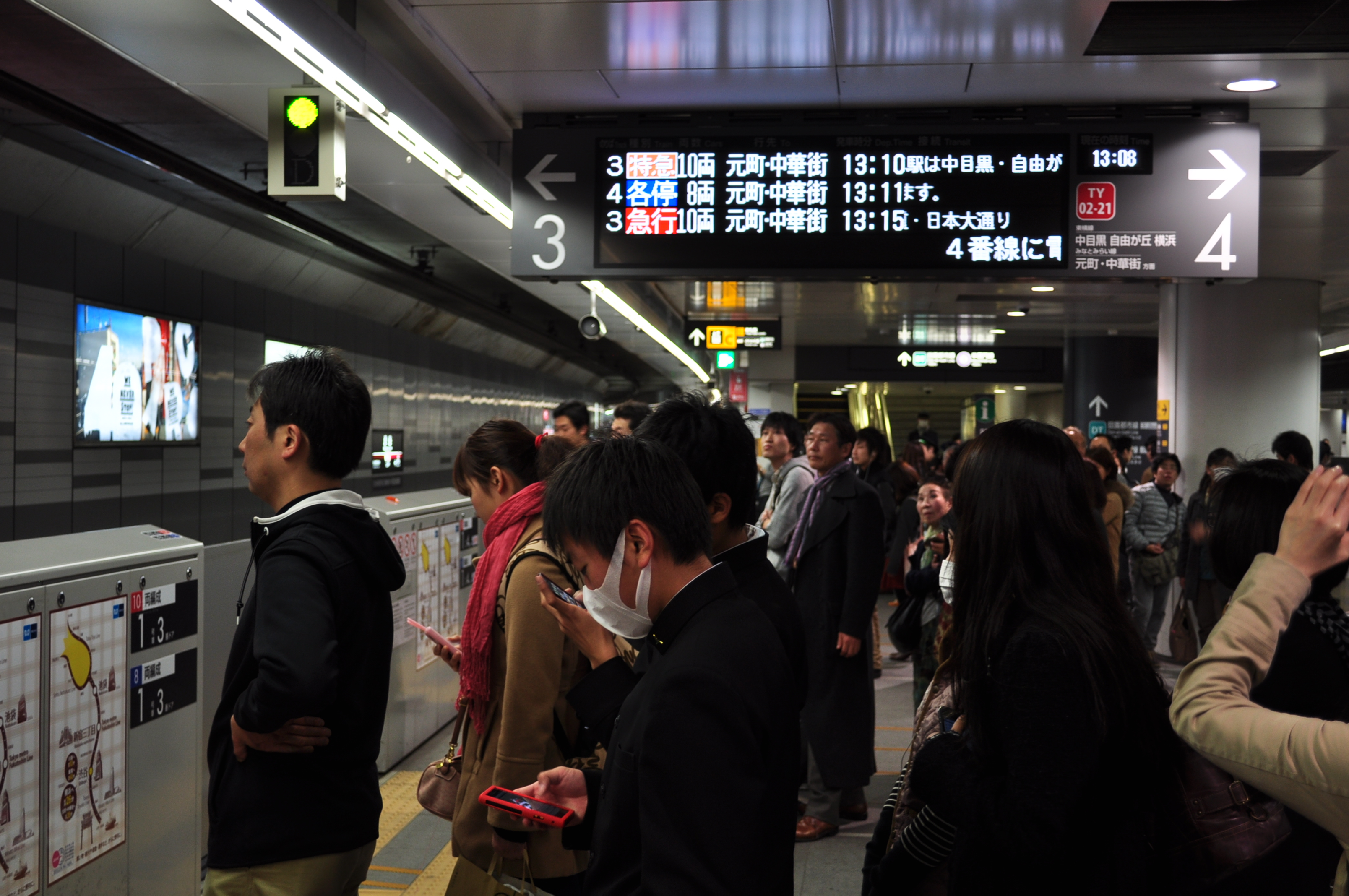
地下化された渋谷駅ホーム

### みなとみらい線開業関連
2003年1月に東急が発表した報道発表資料においては、2004年1月30日終電をもって高島町駅および桜木町駅の営業を終了・廃止し、終電後から始発前までに東白楽駅 - 反町駅間において地下線に切り替え作業を実施し、翌31日からは乗務員の習熟訓練・営業運転開始に伴う機器調整等を行うため、渋谷駅 - 横浜駅間のみの区間運転を行い、横浜高速鉄道みなとみらい線の開業はその約1週間後を予定するとされていた。
ところが、みなとみらい線開業まで横浜から桜木町駅において代行バスを用意するよう国土交通省からの指示もあったことから、この区間運転期間を最小限に止めるため、同年7月に発表された報道発表資料では2月1日に開業するとされた。
そこで、発表された計画を一部変更し、開業3か月前の2003年11月上旬に横浜高速鉄道所属車両であるY500系1本（Y516編成）、東急からは9000系1本（9008F編成）を、長津田工場から東白楽駅付近に仮設された地下搬入線路までトレーラーで陸上輸送し、みなとみらい線内に搬入し、横浜駅 - 桜木町駅間の廃止前に反町駅 - 元町・中華街駅間での習熟運転を先行して実施した。このことは、一部の報道機関が取材に訪れるなど話題となった。これにより、桜木町駅営業終了から僅か1日置いた2月1日の開業にこぎ付けた。
予定通り1月30日の終電後に東白楽駅近くで線路地下化切り替え工事が行われ、翌1月31日からは反町駅、横浜駅は地下ホームとなった。同日の臨時ダイヤでは、渋谷駅 - 横浜駅間のみの運行とし、横浜駅ですべての乗客を降ろした後、みなとみらい線内は最終訓練を兼ねて回送をするというダイヤが組まれた。

### ホームドアの設置計画
2011年（平成23年）1月25日付けで、国土交通省は鉄道事業者に対しホームドアの設置計画の提出を求め、同年2月8日に公表された報道発表資料によると、東横線はすべての駅にホームドアを設置すると記されている。この時公表された整備計画では具体的な設置時期については検討中としていたが、2015年1月9日に東急電鉄は2020年を目標に東横線内全駅の設置を目指すと発表。各駅での設置工事が順次行われ、2020年初頭に全駅でのホームドア整備が完了した。
東横線でのホームドア設置にあたり、駅手前および駅構内に、自動的にブレーキを掛けてホームの定位置に列車を停止させるTASC（定位置停止装置）の地上子を設置しており、駅での停車時には、TASCによるブレーキが列車に掛かるようになっている。渋谷駅のホームドアについては2013年3月16日の副都心線への直通運転開始と同時に地下に新設されたホームに設置されている。
- 2013年（平成25年）度 - 中目黒駅（1番線、4番線）[53]、学芸大学駅に設置[88]。
- 2014年（平成26年）度 - 代官山駅、武蔵小杉駅[89]、横浜駅に設置[87]。
- 2015年（平成27年）度 - 都立大学駅、新丸子駅[87]、元住吉駅、大倉山駅、菊名駅下りホームに設置[90]。
- 2016年（平成28年）度 - 日吉駅、菊名駅上りホームに設置[91]。
- 2017年（平成29年）度 - 自由が丘駅、綱島駅、妙蓮寺駅に設置[92]。
- 2019年（平成31年・令和元年）度 - 多摩川駅、白楽駅、東白楽駅に設置[93]。

## 利用状況
2023年度の朝ラッシュ時の最混雑区間は祐天寺駅 → 中目黒駅間で、ピーク時（7:50 - 8:50）の混雑率は120%である。
沿線に多くの住宅地を抱える東横線は、かつてはラッシュ時の混雑が激しく、輸送力増強が急務となっていた。1976年度以前は混雑率が230%を越えていたが、1977年度に新玉川線（現在の田園都市線渋谷駅 - 二子玉川駅間）が開業して混雑率が210%を下回った。その後は混雑率が概ね200%前後で推移していたが、1990年度をピークに輸送人員が減少して、1996年度に混雑率が190%を下回った。2000年度に目黒線が営団地下鉄南北線（現在の東京メトロ南北線）・都営地下鉄三田線との直通運転を開始するとバイパス路線としての機能が強化され、2002年度から2019年度までは混雑率が概ね170%前後で推移している。
近年の輸送実績を下表に記す。表中、最高値を赤色で、最高値を記録した年度以降の最低値を青色で、最高値を記録した年度以前の最低値を緑色で表記している。
| 年度               | 最混雑区間（祐天寺 → 中目黒間）輸送実績 | 最混雑区間（祐天寺 → 中目黒間）輸送実績 | 最混雑区間（祐天寺 → 中目黒間）輸送実績 | 最混雑区間（祐天寺 → 中目黒間）輸送実績 | 特記事項 |
| 年度               | 運転本数：本                            | 輸送力：人                              | 輸送量：人                              | 混雑率：%                               | 特記事項 |
| ------------------ | --------------------------------------- | --------------------------------------- | --------------------------------------- | --------------------------------------- | --- |
| 1955年（昭和30年） | 20                                      | 7,514                                   | 15,724                                  | 209                                     | 最混雑区間は代官山 → 渋谷間 |
| 1964年（昭和39年） | 27                                      | 17,277                                  | 35,397                                  | 205                                     | 1964年8月29日、営団地下鉄日比谷線全線開業・直通運転開始                                                                                        |
| 1965年（昭和40年） | 27                                      | 17,632                                  | 40,540                                  | 230                                     | |
| 1966年（昭和41年） | 27                                      | 17,787                                  | 43,851                                  | 247                                     | 最混雑区間を祐天寺 → 中目黒間に変更 |
| 1970年（昭和45年） | 26                                      | 18,120                                  | 43,544                                  | 240                                     | 1970年5月下旬、8両編成化 |
| 1975年（昭和50年） | 29                                      | 25,408                                  | 60,233                                  | 237                                     | |
| 1976年（昭和51年） | 29                                      | 25,708                                  | 61,305                                  | 238                                     | |
| 1977年（昭和52年） | 29                                      | 25,264                                  | 52,408                                  | 207                                     | 1977年4月7日、新玉川線開業 |
| 1980年（昭和55年） | 27                                      | 24,648                                  | 51,305                                  | 208                                     | |
| 1985年（昭和60年） | 27                                      | 27,624                                  | 56,480                                  | 204                                     | |
| 1986年（昭和61年） | 27                                      | 29,496                                  | 57,473                                  | 195                                     | |
| 1987年（昭和62年） | 27                                      | 29,496                                  | 58,182                                  | 197                                     | |
| 1988年（昭和63年） | 27                                      | 29,496                                  | 59,324                                  | 201                                     | |
| 1989年（平成元年） | 27                                      | 29,776                                  | 60,173                                  | 202                                     | |
| 1990年（平成02年） | 27                                      | 29,776                                  | 60,874                                  | 204                                     | |
| 1991年（平成03年） | 27                                      | 29,776                                  | 60,824                                  | 204                                     | |
| 1992年（平成04年） | 27                                      | 29,776                                  | 59,359                                  | 199                                     | |
| 1993年（平成05年） | 27                                      | 29,776                                  | 58,725                                  | 197                                     | |
| 1994年（平成06年） | 27                                      | 29,776                                  | 58,526                                  | 197                                     | |
| 1995年（平成07年） | 27                                      | 29,776                                  | 56,745                                  | 191                                     | |
| 1996年（平成08年） | 27                                      | 29,776                                  | 55,752                                  | 187                                     | |
| 1997年（平成09年） | 27                                      | 29,776                                  | 55,899                                  | 188                                     | |
| 1998年（平成10年） | 27                                      | 29,776                                  | 56,067                                  | 188                                     | |
| 1999年（平成11年） | 27                                      | 29,776                                  | 55,773                                  | 187                                     | |
| 2000年（平成12年） | 27                                      | 29,776                                  | 52,929                                  | 178                                     | 2000年8月6日、目黒線開業・目黒線6両編成化（9月26日、営団・都営地下鉄と直通運転開始）                                                           |
| 2001年（平成13年） | 25                                      | 28,506                                  | 52,212                                  | 183                                     | |
| 2002年（平成14年） | 26                                      | 29,688                                  | 51,555                                  | 174                                     | |
| 2003年（平成15年） | 27                                      | 30,870                                  | 53,389                                  | 173                                     | 2004年2月1日、横浜高速鉄道みなとみらい線開業・直通運転開始                                                                                     |
| 2004年（平成16年） | 27                                      | 30,870                                  | 53,888                                  | 175                                     | |
| 2005年（平成17年） | 27                                      | 30,870                                  | 53,312                                  | 173                                     | |
| 2006年（平成18年） | 27                                      | 30,870                                  | 52,252                                  | 169                                     | 2006年9月25日、目黒線の急行運転開始 |
| 2007年（平成19年） | 27                                      | 30,870                                  | 53,254                                  | 172                                     | |
| 2008年（平成20年） | 27                                      | 31,044                                  | 55,397                                  | 178                                     | 2008年3月30日、横浜市営地下鉄グリーンライン開業。 2008年6月14日、東京メトロ副都心線開業。6月22日、目黒線武蔵小杉 - 日吉間開業                  |
| 2009年（平成21年） | 27                                      | 31,218                                  | 54,262                                  | 174                                     | 2009年7月11日、大井町線二子玉川 - 溝の口間開業                                                                                                 |
| 2010年（平成22年） | 27                                      | 31,218                                  | 53,293                                  | 171                                     | |
| 2011年（平成23年） | 27                                      | 31,218                                  | 52,151                                  | 168                                     | |
| 2012年（平成24年） | 27                                      | 31,218                                  | 52,151                                  | 167                                     | 2013年3月16日、東京メトロ副都心線・東武東上線・西武有楽町線・西武池袋線直通運転開始 一部の車両を10両編成化                                     |
| 2013年（平成25年） | 24                                      | 31,344                                  | 51,362                                  | 164                                     | |
| 2014年（平成26年） | 24                                      | 31,344                                  | 52,667                                  | 168                                     | |
| 2015年（平成27年） | 24                                      | 31,344                                  | 51,235                                  | 163                                     | |
| 2016年（平成28年） | 24                                      | 31,344                                  | 53,266                                  | 170                                     | 2017年3月25日、「S-TRAIN」列車のみ西武秩父線直通運転開始                                                                                       |
| 2017年（平成29年） | 24                                      | 31,650                                  | 53,229                                  | 168                                     | |
| 2018年（平成30年） | 24                                      | 31,650                                  | 54,376                                  | 172                                     | |
| 2019年（令和元年） | 24                                      | 31,650                                  | 54,311                                  | 172                                     | |
| 2020年（令和02年） | 24                                      | 31,650                                  | 38,853                                  | 123                                     | |
| 2021年（令和03年） | 24                                      | 31,650                                  | 36,719                                  | 116                                     | |
| 2022年（令和04年） | 24                                      | 31,650                                  | 37,347                                  | 118                                     | 2022年4月1日、目黒線一部の車両を8両編成化・目黒線8両編成化 2023年3月18日、東急新横浜線開業・相鉄新横浜線・相鉄本線・相鉄いずみ野線直通運転開始 |
| 2023年（令和05年） | 24                                      | 32,568                                  | 39,082                                  | 120                                     | |

### 編成数の増強と車両の大型化
戦後、東横線の利用者数が増えるにつれて編成数の増加などを行い、1969年の8000系（2008年運転終了）の登場以降、3つドア18m車から、4つドア20m車のみの増備となった。これに伴い前者は、日比谷線直通電車だけで運用されるようになった。昭和末期になると、さらに混雑が深刻化したため、東横線渋谷 - 桜木町（当時）間を運行する列車は順次20m車8両編成へと増強された。

### 複々線化
東横線の輸送需要増大に対応する抜本的対策の一つとして「東横線沿線から都心方面に向かう第2ルートの確保」が検討され、その結果として行われたのが「東横線・多摩川園駅 - 日吉駅間4.8kmの複々線化」と「旧目蒲線・目黒駅 - 多摩川園駅間の大規模改良」の実施による目蒲線経由での地下鉄への直通運転である。この工事の完成により、目蒲線改め目黒線経由での南北線・都営三田線への直通運転が行われている。

#### 田園調布駅 - 武蔵小杉駅間
事業着手当時、田園調布駅 - 多摩川園駅（現・多摩川駅）間は西側2線が東横線、東側2線が目蒲線の線路別複々線であった。事業後は目蒲線の蒲田直通をやめて日吉方面に直通させるため方向別複々線に配線を変更、田園調布駅を地下化、多摩川園駅を高架化し、多摩川園駅では蒲田方で折り返し運転となる目蒲線蒲田方面（現・東急多摩川線）のホームを新たに地下に設置、 田園調布方向に地上との連絡線を設ける工事が行われた。
また、多摩川園駅 - 武蔵小杉駅間は、橋梁・高架線の拡幅・増設によって複々線化された。多摩川園駅の日吉方にある多摩川橋梁は複々線形式での全面架け替えが行われている。この工事は1999年5月15日に完成した。そして翌2000年8月6日、多摩川園駅を「多摩川駅」に改称し、同時に東横線の急行停車駅となった。多摩川駅を境に目蒲線は2つの路線に分離されている。

#### 武蔵小杉駅 - 日吉駅間
目黒線の武蔵小杉駅までの開業に引き続き、目黒線を日吉駅まで延伸する形での複々線化工事が2000年3月30日から着工された。
この第一段階として、2006年9月24日に武蔵小杉駅 - 日吉駅間が新たに完成した高架線への切り替えが行われた。この際に生じた事柄は以下の通りである。
- 前日の23日終電後から翌24日の始発前までにかけて同駅の日吉駅寄りにある道路（尻手黒川道路）の陸橋と東横線の線路の位置を入れ替える、いわゆる「逆立体化工事」が実施された。これにより東横線が上を走り、尻手黒川道路が下を走る構造になった。
- 元住吉駅には元住吉検車区が併設されているが、高架化の完成によって同駅の位置が日吉寄りに移設され、すなわち同検車区直上に建設された高架駅に切り替わった。このため、元住吉駅から地上にある元住吉検車区に出入りできない構造になった。高架化前まで運転されていた元住吉駅始発・終着列車はすべて武蔵小杉駅あるいは日吉駅発着へと変更された。武蔵小杉駅と元住吉検車区とを結ぶ回送列車は、高架化前の線路を使用する。
- ただし、終電（上下線1本ずつ）に限っては従来通り元住吉行であり、この場合はホームに停泊した後、翌日の同駅始発列車に充当される。
- 2009年6月6日のダイヤ改正より、上り方面の最終菊名行き（土曜・休日は急行日吉行き）は乗客を全員下ろしたあと、元住吉駅6番線（優等列車用の通過線）で翌朝まで停泊する。
- 下り線に限り、元住吉検車区から日吉駅へ直接進入することができる「下り出庫線」が設けられているため、元町・中華街方面行の多くは日吉駅始発列車である。

その後、工事の進捗により2007年8月23日のダイヤ改正から、日吉駅の待避線と引き上げ線の使用を中止し、これらを目黒線のものに置き換える工事が開始された。
- 待避線の使用中止に伴い、それまで日吉駅で行われていた各駅停車と通勤特急や急行との緩急接続および特急の通過待ちなどは、すべて隣の元住吉駅での通過待ちとなった。
- 引き上げ線の使用中止に伴い、それまでの日吉駅発着の列車は廃止され、すべて武蔵小杉駅もしくは菊名駅発着となった。これにより、東京メトロ日比谷線直通電車は終日菊名駅に乗り入れるようになった（それまでの日中運用では日吉行であった）。

かつて東横線が使用していた線路の一部を整備して目黒線用の線路とし、同線を2008年6月22日に日吉駅まで延伸させた。
- 目黒線は、武蔵小杉駅 - 元住吉駅間の北側約200mの位置（旧駅舎のホーム付近）までは、東横線が高架化前に使用していた地平の線路を使用する。前述した通り、この区間は武蔵小杉と元住吉検車区とを結ぶ回送列車も使用する。旧駅舎のホーム跡付近で元住吉検車区への入・出庫線と分岐した後、その分岐点で東横線旧本線を撤去して建設された上り勾配線を使用して、高架にある元住吉駅構内に進入する。
- 元住吉駅 - 日吉駅間は、高架化前の東横線の部分（現在の東横線の内側）を走る形になる。
- 当初は同年3月の延伸予定（横浜市営地下鉄グリーンラインとほぼ同時）だったが、3か月遅れることになった。

### 優等列車の10両編成化
東横線は、2013年3月16日より開始された東京メトロ副都心線との相互直通運転に合わせ、優等列車である特急・通勤特急・急行をそれまでの8両編成から10両編成に増強した（後述）。これに伴い、優等列車停車駅においては10両編成の列車が停車できるように、2両分のホーム有効長延伸工事を実施した。
優等列車通過駅でも非常時に停車できるようにするため、順次2両分のホーム延長工事を施工している（通常延伸部は柵で塞がれており、ホームドアも設置されていない）。

## 列車種別
本節以降、「本線系統」とあるのは横浜方面・みなとみらい線直通系統のことを指す。

### S-TRAIN

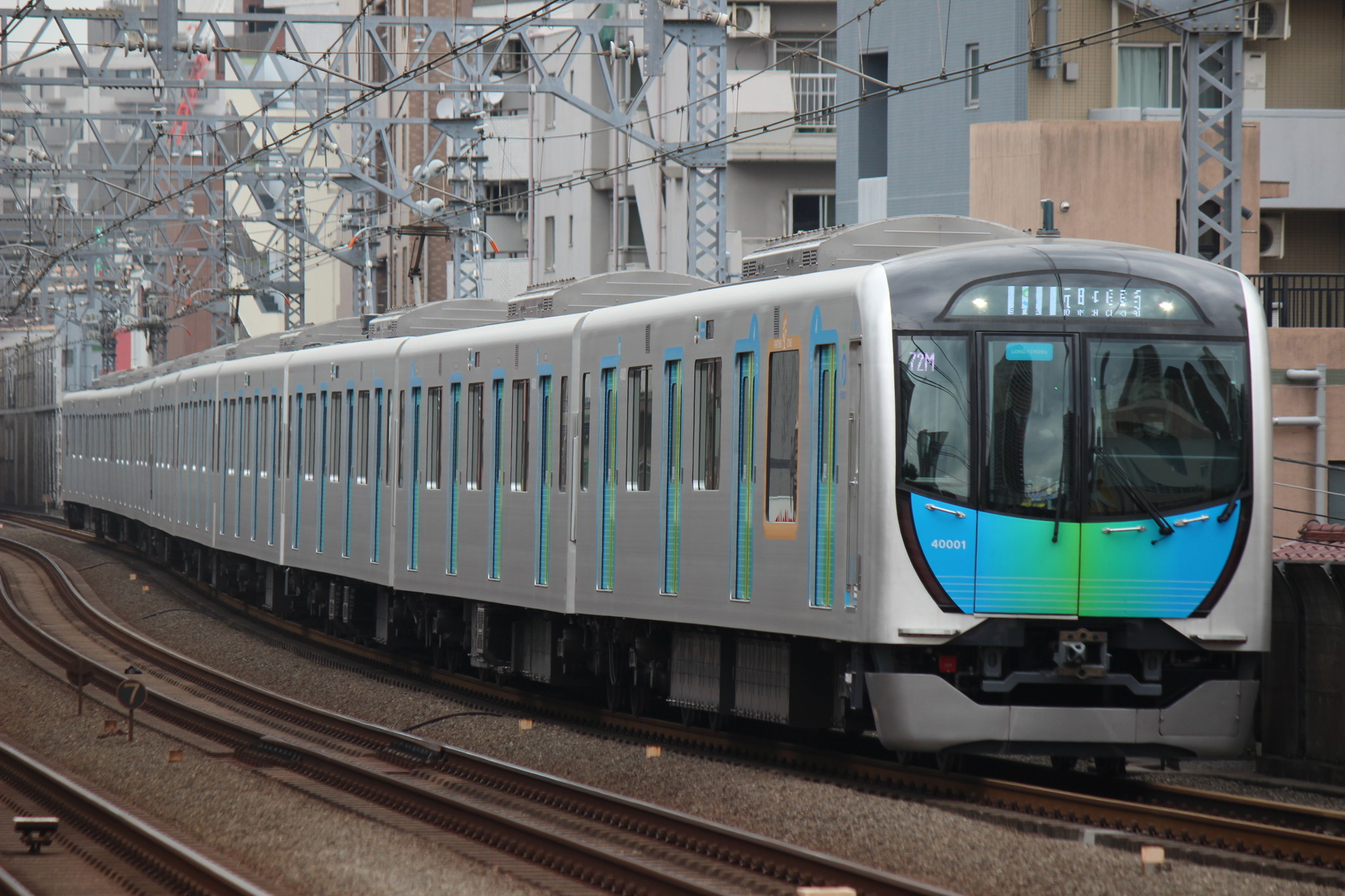
西武40000系によるS-TRAIN（2017年4月）

土休日に2.5往復（元町・中華街行き2本、元町・中華街発3本）が運行されている、西武鉄道が主体となって運行する東急初の座席指定列車。全列車が副都心線を経由して西武池袋線まで乗り入れ、1往復は西武秩父線西武秩父駅発着となる。座席指定券は通過駅を含む東横線各駅の自動券売機で発行する。
10両固定編成の西武40000系が専用で使用される。
- 東横線内の停車駅 : 渋谷駅 - 自由が丘駅 - 横浜駅（中目黒駅・武蔵小杉駅・菊名駅にも停車するが、旅客の乗降を取り扱わない運転停車）

#### S-TRAINの歴史
- 2017年3月25日のダイヤ改正より運転を開始した[64][65]。
- 2023年3月18日のダイヤ改正より1号（西武秩父行き）の運転時刻の繰り下げを実施[71]。

### 特急（東横特急）

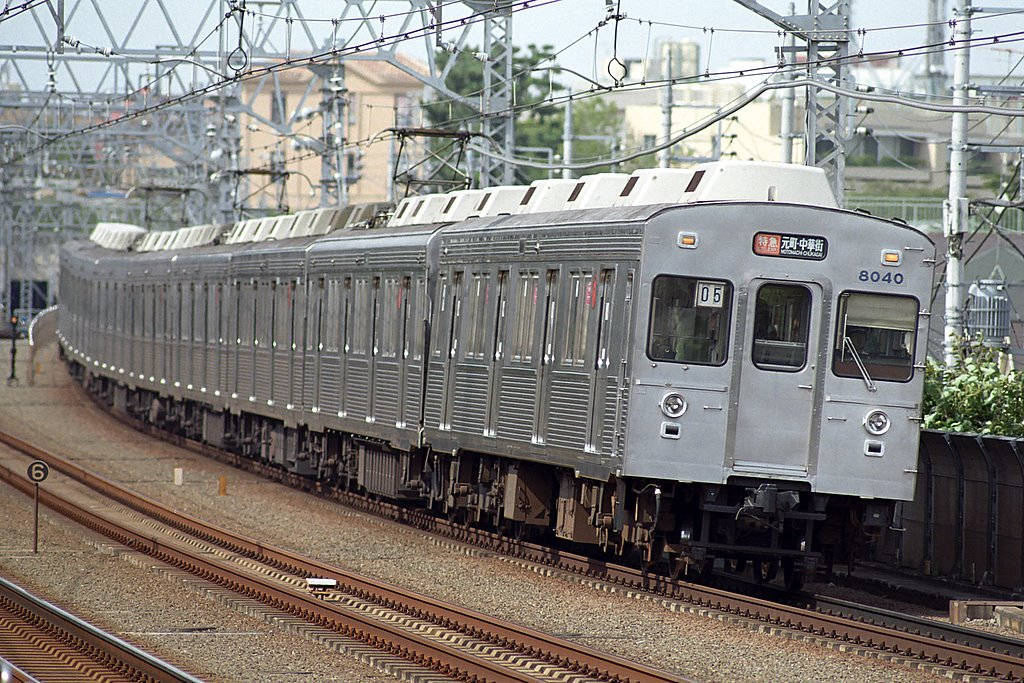
8000系による特急（2005年9月）

特別料金不要の列車としては東横線・みなとみらい線の最速達種別。乗車券のみで利用可能。全て10両編成で、平日は昼間のみ、土曜・休日は早朝・深夜をのぞく終日にわたって運転される。上下線の全ての列車が自由が丘駅と菊名駅で各駅停車に接続するほか、一部の上り特急は武蔵小杉駅にて元住吉駅で追い抜いた各駅停車に連絡する。所要時間は最速で渋谷駅 - 横浜駅間26分（元町・中華街駅までは35分）。平日始発から朝ラッシュ時までと、夕方から終電までは運転されず、代わりに通勤特急が運転される。ほとんどの列車が東京メトロ副都心線に直通し、直通先の副都心線内ではほとんどの列車が急行となる。一部時間帯に和光市駅発着が設定されている以外は副都心線を経由して西武池袋線または東武東上線に乗り入れており、西武池袋線直通は主に小手指駅発着の快速急行として、東武東上線直通は主に森林公園駅発着の快速急行としてそれぞれ乗り入れる。副都心線小竹向原駅では池袋線直通列車は有楽町線からの東上線直通列車に、東上線直通列車は有楽町線からの池袋線直通列車に連絡する場合が多いが、ダイヤ乱れ時には変更される場合がある。
- 東横線内の停車駅 : 渋谷駅 - 中目黒駅 - 自由が丘駅 - 武蔵小杉駅 - 菊名駅 - 横浜駅

主な運行開始の理由としては、JR東日本の湘南新宿ライン運行開始に先立ち、その対抗手段としての渋谷駅 - 横浜駅 - 桜木町駅（当時）間における競争力強化である。また、2000年8月6日のダイヤ改正より武蔵小杉駅 - 田園調布駅間において複々線の併用が開始（目黒線の開業）されたことで東横線のダイヤに余裕が出たことに加え、同日から急行が多摩川駅に停車するようになった。その結果、ダイヤ改正当時の急行通過駅（12駅）と同停車駅（11駅）の比率が逆転し、停車駅数が通過駅数を上回るようになった上、同駅・田園調布駅・自由が丘駅と3駅連続停車が生じたことや到達時間が延びたことで、利用客からクレームが頻発し（ほぼ1駅おきに停車することから、各駅停車をもじって「隔駅停車」と揶揄された）、新たな上位速達列車の導入を求められたことなどが挙げられる。
2016年3月26日のダイヤ改正で、東横線・みなとみらい線内特急・副都心線内急行・東武東上線内急行（2023年3月18日のダイヤ改正以降は快速急行）・西武線内快速急行の組み合わせとなる列車には「Fライナー」の愛称が付与されている。

#### 特急の歴史
- 2001年3月28日のダイヤ改正より渋谷駅 - 桜木町駅間で運転を開始した[36][37]。当時は平日朝ラッシュ時間帯には運転されていなかった。東急での特急列車の設定はこの時が初めてである。
  - 当時の停車駅：渋谷駅 - 自由が丘駅 - 武蔵小杉駅 - 菊名駅 - 横浜駅 - 桜木町駅[36]
- 特急運行開始から短期間、キャンペーンのために8000系の先頭車前面に青地に桜をデザインした「特急」と表記された絵文字ヘッドマークを掲出して運転していた[102][103][104]。運行開始当初は『サザエさん』によるPRが行われていた。
- 2003年3月19日のダイヤ改正より、中目黒駅が新たに特急停車駅となった[43]。目黒区総合庁舎の移転や同駅周辺の再開発事業が進み乗降客数が増えたことと、日比谷線との乗り換えを考慮したからである[105]。また、平日ダイヤにおいては朝ラッシュ時間帯が一段落する9時台からの運転であったが、このダイヤ改正からは平日早朝にも運転されるようになった。
- 2004年10月11日より利用促進の一環として「東横特急」の愛称が与えられ、同時にPR作戦も開始された[106]。これは5日後の10月16日のJR東日本のダイヤ改正で湘南新宿ラインを大増発するということに対抗するものであり、駅や車内のポスター、パスネットで「T⇔Y 東横特急 TOYOKO LIMITED EXPRESS」という図柄が使われた。さらに、PR作戦では同時にキャッチフレーズも与えられ、2004年10月11日の開始時点では「街と街の、どまんなかへ」だったが、2006年3月18日のダイヤ改正からは「街のまんなか、東へ横へ」となっている。なお、「東横特急」は東急の登録商標（登録番号第4857386号）である。
- 2008年1月13日に運転された「さようなら8000系臨時特急」では、運行開始初日に一番列車に充当した8000系8017Fによって運転され、通常停車しない元住吉駅にも停車した。
- 2008年6月22日のダイヤ改正で、平日朝と夕方以降はすべて通勤特急に置き換えられたため、平日に特急が運転される時間帯は日中のみとなった。
- 2020年3月14日のダイヤ改正で、平日朝の上りに1本増発され、12年ぶりに平日において、日中時間帯以外の運行が復活した。

### 通勤特急
平日の朝夕ラッシュ時間帯と夜間に特急の代わりとして運転される速達列車。特急と同様10両編成で運転される。特急停車駅に加え、日吉駅とみなとみらい線の馬車道駅・日本大通り駅に停車し、自由が丘駅と菊名駅で各駅停車に連絡する。土曜・休日ダイヤでの運行はない。夜間の一部列車を除き東京メトロ副都心線に直通し、直通先の副都心線内では主に急行・通勤急行となる。東上線内は主に普通（一部急行）、西武有楽町線・池袋線内は主に快速（一部快速急行・準急・各駅停車）となる。
- 東横線内の停車駅 : 渋谷駅 - 中目黒駅 - 自由が丘駅 - 武蔵小杉駅 - 日吉駅 - 菊名駅 - 横浜駅

車両の行先表示や、駅構内に設置されている一部の発車標では、表示スペースが狭いこともあり「通特」と省略の上で表示されている。また、英語表記は「Com. Exp.（=通勤急行）」「Commuter Limited Express」などの表記揺れがあり、統一されていない。

#### 通勤特急の歴史
- 2003年3月19日のダイヤ改正より運転を開始し、運行開始当初は桜木町（2004年2月1日からは元町・中華街、以下同じ）発渋谷行が平日朝ラッシュ時間帯に4本、平日17時から20時30分まで15分間隔で渋谷を発車する桜木町行きが15本設定されていた[43]。原則として、自由が丘駅と菊名駅で渋谷駅 - 桜木町駅間の各駅停車、日吉駅で日比谷線直通（後に渋谷方面 - 菊名駅間）の各駅停車に連絡するダイヤが組まれた。
- 2006年
  - 3月18日のダイヤ改正より、平日朝ラッシュ時間帯における急行（上下線）の一部、朝7時台の元町・中華街発渋谷行き特急1本、17時から20時30分まで横浜駅に発着する特急渋谷行き15本を通勤特急にそれぞれ変更した。
  - 9月24日のダイヤ改正より、21時台と22時台に渋谷駅を発車する元町・中華街行きの3本を増発した。
- 2007年
  - 8月23日のダイヤ改正より、目黒線の延伸工事に伴い日吉駅の待避線が使用停止となったことから、それまで一部の通勤特急が同駅で行っていた緩急接続を廃止し、代替として元住吉駅で各駅停車を追い抜く運用に変更された。
  - 11月29日から12月21日までの毎週木・金曜日に、渋谷発元町・中華街行を2本増発した。増発したのは渋谷駅23時19分発と23時52分発であった。翌2008年と2009年の同期間においても同じ時刻で臨時の通勤特急が運転された。
- 2008年6月22日に目黒線日吉延伸と同時に実施されたダイヤ改正（平日ダイヤは翌23日）で、平日始発から9時台前半までと17時から終電までに運行されている特急（上下線）をすべて通勤特急に置き換えた。これは、横浜市営地下鉄グリーンラインの開業および目黒線の延伸開業に伴い、日吉駅における利便性を向上させるためである。
- 2023年3月18日のダイヤ改正により、元住吉駅で追い抜いていた渋谷方面 - 菊名駅間の各駅停車が東急新横浜線・相鉄線直通急行に置き換えられたため、同駅における追い抜きがなくなった[注釈 11]。

### 急行
東横線・みなとみらい線の速達列車の中では最も停車駅が多い種別であり、終日にわたり運転される。10両編成と8両編成の両方が充当される（8両編成は本線系統のみ）。特急と同様、自由が丘駅と菊名駅で各駅停車に連絡する列車や、上り線は朝ラッシュ時を中心に祐天寺駅で各駅停車を追い抜く列車がある。渋谷駅発着で運転される一部列車を除き東京メトロ副都心線に直通し、直通先の副都心線内では主に平日朝ラッシュ時間帯が急行・通勤急行となる以外は各駅停車となる。日中は本線系統は線内完結列車と和光市発着が各2本。相鉄線直通系統は和光市発着と川越市発着が各1本の毎時6本となり、朝晩は西武池袋線小手指・清瀬行きや東武東上線志木行きなどが見られる。定期の急行は特急や通勤特急を待避せず、終着駅まで先着する（東横線・みなとみらい線内のみ。副都心線以北を除く）。臨時列車が運転される場合のみ特急の通過待ちをすることがある。なお、2023年3月改正時に自由が丘駅でS-TRAIN元町・中華街行きと接続・待避する急行湘南台行きが、土曜・休日ダイヤの午前中に1本設定されている。2023年8月10日より平日ダイヤの夜間に東急車による列車で有料座席指定サービス「Qシート」が実施されている。2024年5月7日より「Qシート」実施列車が2本増発され7本になったが、1編成中2両でのサービスから1両でのサービスに縮小されている。2025年7月22日より「Qシート」実施列車が元町・中華街発渋谷行き6本にも拡大されている。
- 東横線内の停車駅
  - 本線系統 : 渋谷駅 - 中目黒駅 - 学芸大学駅 - 自由が丘駅 - 田園調布駅 - 多摩川駅 - 武蔵小杉駅 - 日吉駅 - 綱島駅 - 菊名駅 - 横浜駅 - みなとみらい線へ直通
  - 相鉄線直通系統 : 渋谷駅 -（本線系統と同じ）- 日吉駅 - （東急新横浜線の各駅） - 相鉄線へ直通

2駅以上連続して停車する区間が、自由が丘 - 多摩川間（3駅連続）、日吉 - 綱島間（2駅連続）と多い。一方、2駅以上連続して通過する区間は菊名 ‐ 横浜間（4駅連続）しかない。
渋谷 - 横浜間の所要時間は最短29分（元町・中華街まで38分）。
通常の急行は元住吉駅を通過する。元住吉検車区の出入りのために、以前は元住吉駅を始発・終着とする急行が存在した。しかし、2006年9月24日より元住吉駅が高架化され、駅構内からの入出庫ができなくなったことに伴い、翌25日のダイヤ改正から、それまでの元住吉駅発着の急行はすべて日吉駅・武蔵小杉駅発着に変更された。
7200系以前の車両が急行運用に就く時は「急行」の種別表示札を装着して運用していた。8000系も「急行」の種別表示札を装着していたが、後に方向幕に種別表示を行うようになった。

#### 急行の歴史
- 1935年2月1日 運転を開始。
  - 当時の停車駅：渋谷駅 - 青山師範駅 - 自由ヶ丘駅 - 田園調布駅 - 新丸子駅 - 日吉駅 - 綱島温泉駅 - 妙蓮寺駅 - 反町駅 - 横浜駅 - 桜木町駅。
- 1941年8月4日 急行運転廃止。
- 1950年8月1日 急行運転復活。
- 1952年4月1日 昇圧工事に伴い、急行運転を再び休止。
- 1955年4月1日より運転を再開[10]。当時は日中のみ。
  - 当時の停車駅：渋谷駅 - 学芸大学駅 - 自由ヶ丘駅 - 田園調布駅 - 武蔵小杉駅 - 日吉駅 - 綱島駅 - 菊名駅 - 横浜駅 - 桜木町駅[10]。
- 1955年10月1日 終日運転になる（朝ラッシュ時のみ菊名駅 - 桜木町駅間は各駅停車）。
- 1956年10月1日 菊名駅 - 桜木町駅間が通過運転に統一[11]。
- 1964年8月29日 中目黒駅を停車駅に追加。
- 2000年8月6日 多摩川駅を停車駅に追加。
- 2006年9月25日 元住吉駅始発・終着の列車を廃止。
- 2023年3月18日 東急新横浜線開業、相鉄新横浜線全通、並びに相鉄本線・いずみ野線への直通運転開始に伴い、日吉駅以南で東急新横浜線・相鉄線方面へ分岐する列車が新規設定される。
- 2023年8月10日 平日夜間の東急車による渋谷始発元町・中華街行き5本の4号車・5号車で有料座席指定サービス「Qシート」を開始。
- 2024年5月7日 平日夜間の有料座席指定サービス「Qシート」実施列車を5本から7本に増発、実施車両を5号車のみに変更し、4号車をQシートラッピングのまま一般車両に変更[83]。
- 2025年7月22日 平日夕・夜間の元町・中華街始発渋谷行き6本でも5号車で有料座席指定サービス「Qシート」を開始[85]。

### 各駅停車
速達列車の通過駅の有効長の関係で、すべての列車が東急・横浜高速鉄道・東京メトロの車両による8両編成で運転されている。主に元町・中華街発着の列車が自由が丘駅・菊名駅で急行または特急（時間帯によっては通勤特急）に接続する。
日中時間帯は1時間に8本設定されており、内訳は渋谷 - 元町・中華街間を通しで運転する列車（線内完結列車）が2本、副都心線直通 - 元町・中華街間を運転する列車が6本（内訳は副都心線池袋駅・和光市駅発着が2本ずつ、池袋線石神井公園駅発着が2本）である。すべての列車が直通先の副都心線内でも各駅停車として運転する。また、東京メトロの車両は、東横線・みなとみらい線内のみを運転する一部列車（渋谷 - 菊名間および渋谷 - 元町・中華街間など）にも使用されている。以前は日中時間帯に菊名 - 副都心線池袋間を走る各駅停車が毎時2本運行していたが、2022年3月12日のダイヤ改正で消滅した。
日中以外の時間帯には、和光市駅より先の東上線志木駅発着（平日のみ）のほか、副都心線新宿三丁目駅発着、池袋線飯能駅（土休日のみ）・小手指駅・所沢駅・清瀬駅発着もある。東横線側では武蔵小杉駅・菊名駅・横浜駅発着、日吉発元町・中華街行きもあるが、2023年3月18日のダイヤ改正で相鉄線直通急行に振り替えられる形で東横線内の区間運転は減少した。
副都心線との直通運転開始当初は日中の渋谷駅発着列車は元町・中華街行と菊名行の各2本ずつであったが、2016年3月26日のダイヤ改正で元町・中華街行4本に変更されるとともに副都心線新宿三丁目駅発着列車が元町・中華街行から菊名行に変更された。2017年3月25日のダイヤ改正で、日中の新宿三丁目駅発着が池袋駅発着に延長され、2022年3月12日のダイヤ改正で渋谷駅発着が2本減となり池袋発着は元町・中華街行きに延長となった。
特急運転開始以前は、日中において多くの各駅停車が、渋谷 - 桜木町間のほぼ中間に位置する日吉で急行の待ち合わせを行っており、始発駅から数えて「急行 → 各駅停車（待避なし） → 各駅停車（日吉で急行待ち）」という順番でダイヤが組まれていた。これは、2019年1月現在の東急目黒線の日中のダイヤにおいても同様の例が見られる。
かつては方向幕に種別表示を行っていなかったが、みなとみらい線開業を控えた2004年1月までに表記を開始した。

### 運行本数
2023年3月18日ダイヤ改正時点での東横線（一体として運行されている東京メトロ副都心線、みなとみらい線を含む）における日中1時間あたりの運行本数は以下のとおりである。
| 路線名                                | 運行本数 | 東武東上線 西武線 方面 | 東武東上線 西武線 方面 | 東京メトロ 副都心線 | 東京メトロ 副都心線 | 東京メトロ 副都心線 | 東京メトロ 副都心線 | 東京メトロ 副都心線 | 東京メトロ 副都心線 | 東京メトロ 副都心線 | 東京メトロ 副都心線 | 東急東横線 | 東急東横線 | 東急東横線 | 東急東横線 | 東急東横線 | みなと みらい線 | みなと みらい線 | みなと みらい線 | 備考                                                              |
| 駅名 ＼ 種別                          | 運行本数 | 東武東上線 西武線 方面 | 東武東上線 西武線 方面 | 和光市              | …                   | 小竹向原            | 小竹向原            | …                   | 池袋                | …                   | 渋谷                | 渋谷       | …          | 日吉       | …          | 横浜       | 横浜            | …               | 元町 ・ 中華街  | 備考                                                              |
| ------------------------------------- | -------- | ---------------------- | ---------------------- | ------------------- | ------------------- | ------------------- | ------------------- | ------------------- | ------------------- | ------------------- | ------------------- | ---------- | ---------- | ---------- | ---------- | ---------- | --------------- | --------------- | --------------- | ----------------------------------------------------------------- |
| 特急 （Fライナー）                    | 2本      | ←森林公園              | ←森林公園              |                     |                     |                     |                     |                     |                     |                     |                     |            |            |            |            |            |                 |                 |                 | 副都心線内（Fライナー）急行 西武線・東武線内（Fライナー）快速急行 |
| 特急 （Fライナー）                    | 2本      | ←小手指                | ←小手指                | ←小手指             | ←小手指             |                     |                     |                     |                     |                     |                     |            |            |            |            |            |                 |                 |                 | 副都心線内（Fライナー）急行 西武線・東武線内（Fライナー）快速急行 |
| 急行 （本線系統）                     | 2本      |                        |                        |                     |                     |                     |                     |                     |                     |                     |                     |            |            |            |            |            |                 |                 |                 |                                                                   |
| 急行 （本線系統）                     | 2本      |                        |                        |                     |                     |                     |                     |                     |                     |                     |                     |            |            |            |            |            |                 |                 |                 | 副都心線内各駅停車                                                |
| 急行 （東急新横浜線・相鉄線直通系統） | 1本      | ←川越市                | ←川越市                |                     |                     |                     |                     |                     |                     |                     |                     |            |            |            | 湘南台→    | 湘南台→    | 湘南台→         | 湘南台→         | 湘南台→         | 副都心線内各駅停車                                                |
| 急行 （東急新横浜線・相鉄線直通系統） | 1本      |                        |                        |                     |                     |                     |                     |                     |                     |                     |                     |            |            |            | 湘南台→    | 湘南台→    | 湘南台→         | 湘南台→         | 湘南台→         | 副都心線内各駅停車                                                |
| 各停                                  | 2本      |                        |                        |                     |                     |                     |                     |                     |                     |                     |                     |            |            |            |            |            |                 |                 |                 |                                                                   |
| 各停                                  | 2本      | ←石神井公園            | ←石神井公園            | ←石神井公園         | ←石神井公園         |                     |                     |                     |                     |                     |                     |            |            |            |            |            |                 |                 |                 |                                                                   |
| 各停                                  | 2本      |                        |                        |                     |                     |                     |                     |                     |                     |                     |                     |            |            |            |            |            |                 |                 |                 |                                                                   |
| 各停                                  | 2本      |                        |                        |                     |                     |                     |                     |                     |                     |                     |                     |            |            |            |            |            |                 |                 |                 |                                                                   |

## 直通運転

### 東京メトロ副都心線との相互直通運転
2013年3月16日に東横線渋谷駅 - 代官山駅間（約1.3km）が地下化され、渋谷駅で東京メトロ副都心線との相互直通運転が開始された。
すでに副都心線では2008年の開業時から、途中駅である小竹向原駅で西武池袋線（西武有楽町線経由）と、終点の和光市駅で東武東上線とそれぞれ相互直通運転を実施しており、東横線と副都心線との相互直通運転と同時に、みなとみらい線・東横線から副都心線を介して西武池袋線飯能駅（西武車の一部と東急車10両運用の一部は回送で武蔵丘信号場）および東武東上線森林公園駅に至る、鉄道5事業者（東武鉄道・西武鉄道・東京地下鉄・東京急行電鉄・横浜高速鉄道）による相互直通運転が開始された。これに先立ち、西武池袋線では保谷駅を島式1面2線から2面3線に拡張する工事が行われたほか、2011年夏頃からは東京メトロ7000系 ・東武9050系・西武6000系が終電後の東横線内において試運転を実施していた。また、逆に東急5050系（4000番台含む）が副都心線（及び有楽町線）や東武東上線内、西武池袋線内で試運転を実施していた。2012年9月から東横線では東京メトロ10000系・7000系が、副都心線では東急5050系が先行営業運転をそれぞれ行っていた。これにより、直通運転開始後は廃止される地上の渋谷駅に東京地下鉄の車両が入線することになり、多くの鉄道ファンのほか、一般の利用客にも写真を撮られるなどして注目された。
この相互直通運転開始により、西武の車両が初めて神奈川県内でも営業運転を開始した。
副都心線開業前の2002年初頭、東横線と副都心線との相互直通運転が正式に決まり、東京地下鉄の前身である営団地下鉄側は計画を次のように一部変更した。
- 渋谷駅を島式ホーム1面2線から2面4線構造に変更し列車待避等ができるようにし、東横線側・副都心線側双方から折り返し運転を可能とするためポイントを設置（引き上げ線は設置されない）。
- 新宿三丁目駅において、東横線方面からの列車が折り返し運転を可能とするため、東新宿寄りにY字型引き上げ線を設置。

一方、東急側ではアプローチとなる渋谷駅 - 代官山駅間の地下化工事完了に伴い、東横線の渋谷駅は地上2階から地下5階にある副都心線渋谷駅ホームに移設し、高架式ホームは廃止となった。駅舎の撤去後、渋谷駅周辺の再開発事業に活用され、山手線ホームから離れた位置にあったJR埼京線（湘南新宿ライン）渋谷駅ホームをここに移設する計画で、2020年6月に移設された。なお、この副都心線ホームは田園都市線・半蔵門線ホームと改札内での乗り換えが可能であり、これらのホームを一体的に管理するため、副都心線の渋谷駅ホームは、2008年6月14日の開業当初から東急が駅管理業務を行っていた。
副都心線は、開業当初からホームドアを使用したワンマン運転を行っており、かつ、副都心線の車両は10両編成が基本であることから、同線への乗り入れに際し、これらに対応した設備改良が必要となった。このため、2010年度以降に増備された東横線5050系車両は、当初よりATOおよび運転士用ドア開閉ボタンなどを装備し、副都心線におけるワンマン運転に備えていた。また、副都心線との直通運転開始までに、既存の東横線所属の5000系・5050系・Y500系にも同様の改造工事を施工し、急行停車駅ではホームの延長工事を行った。従来、東横線・みなとみらい線の優等列車（特急・通勤特急・急行）は8両編成であったが、直通運転後は急行の一部をのぞいて10両編成に増結された。直通運転開始時に10両編成で運用しているのは、2011年から増備された東急5050系4000番台と、他に、東京地下鉄7000系の一部、10000系、東武9000系、9050系、50070系、西武6000系である。
なお、各駅停車については従来通り8両編成での運転となっている。各駅停車のみが停車する駅においては渋谷駅地下化後にホーム延伸工事が行われたが、非常時に優等列車を停車させるための設備であり、柵で閉鎖され、ホームドアもない。また、副都心線の各駅停車のうち東京地下鉄7000系や東京地下鉄17000系には8両編成も存在するが、これは東横線・みなとみらい線との相互直通運転において、主に各駅停車としての運用に就くためである。
2022年3月12日ダイヤ改正からの運行パターンとしては、日中16本/時のうち各駅停車2本/時が渋谷駅折り返しとなる以外はすべて副都心線に乗り入れる。このうち東横線特急が副都心線内急行・西武線内快速急行の最速達列車として、西武池袋線小手指駅発着および、東武東上線内急行の東上線森林公園駅発着のFライナーとして運転される。東横線急行（毎時4本運行）は副都心線内各駅停車の和光市駅発着となり、東新宿駅で後続の急行（東横線特急）を待避する。各駅停車は日中毎時6本が副都心線に直通するが、うち日中毎時2本は池袋駅折り返しとなっている。

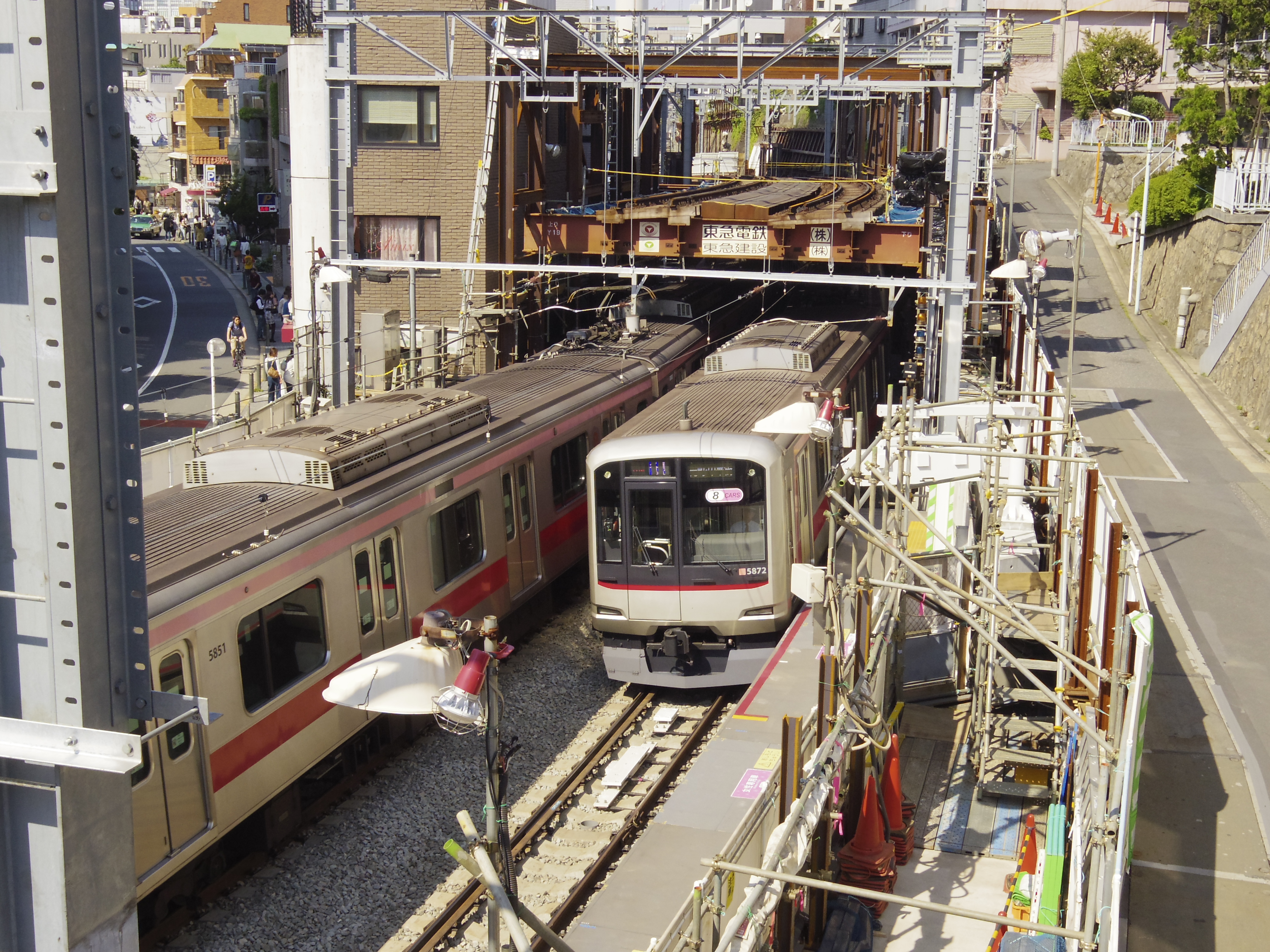
副都心線との直通運転に伴い、地上から地下への線路切り替えが行われた代官山駅付近。
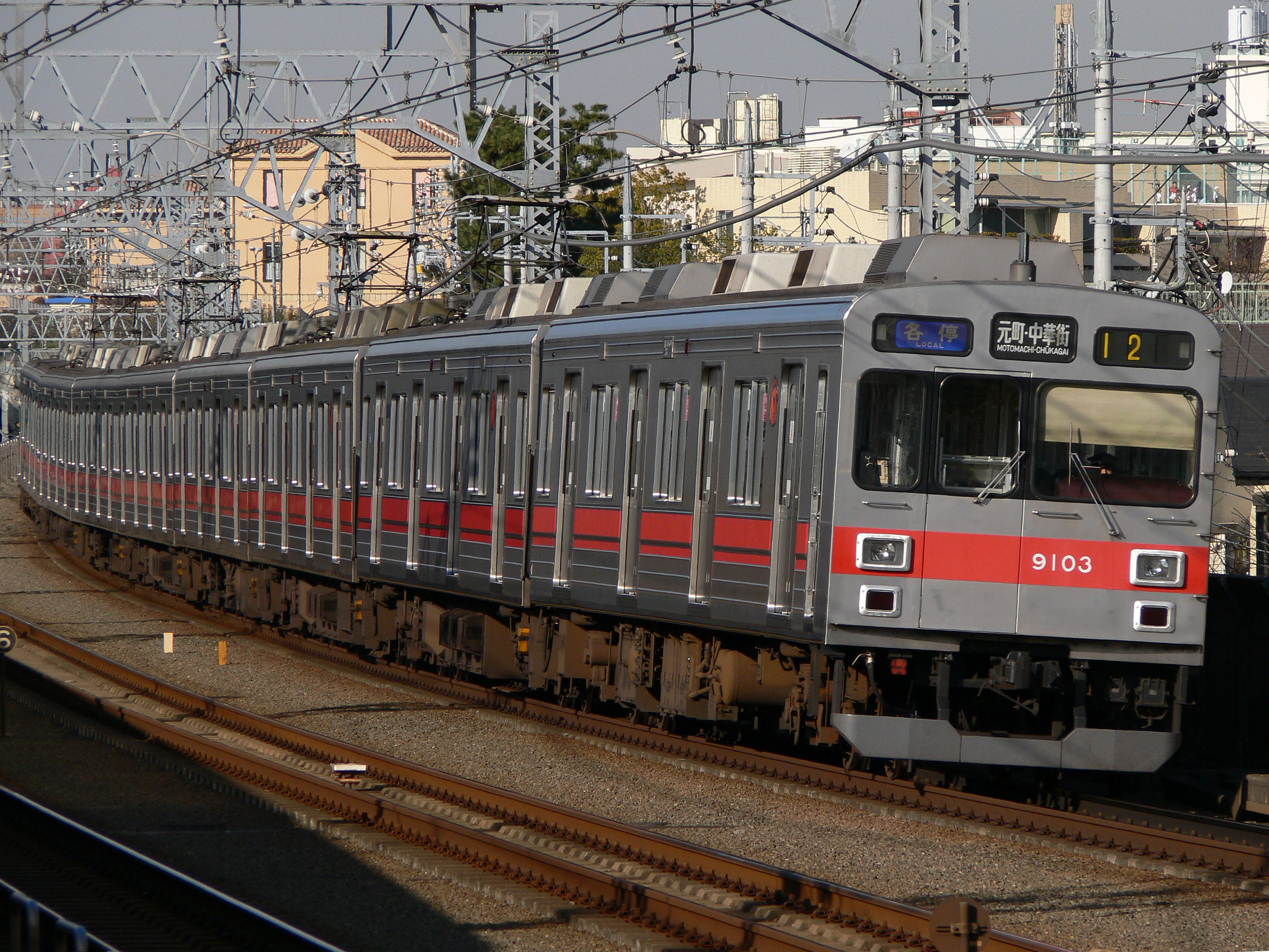
9000系などの副都心線への乗り入れ対象外の車両は、直通運転開始前に全編成が運用を離脱した。

### みなとみらい線との相互直通運転
2004年2月1日から、横浜駅で横浜高速鉄道みなとみらい線と相互直通運転を行っている。
横浜駅では東横線の渋谷方面発横浜行き（平日1本、土休日2本）と横浜発東横線渋谷方面行き（平日1本のみかつ急行）および、みなとみらい線の横浜発元町・中華街行き始発電車を除く全列車が直通運転を行っているほか、横浜駅では会社間における乗務員の交代を行わずに東急の乗務員が引き続きみなとみらい線内を通しで乗務すること、横浜高速鉄道の自社車両であるY500系が東横線の元住吉検車区所属であること、みなとみらい線内の駅業務を東急の子会社である東急レールウェイサービスが受け持っていることなど、東横線とみなとみらい線は事実上一体となって運行されている。

### 相鉄線との相互直通運転
2023年3月18日から、東急新横浜線が開通し新横浜駅で相鉄新横浜線との相互直通運転を開始した。
日中時間帯は相鉄いずみ野線湘南台駅方面の列車として運転されているが、一部は相鉄本線海老名駅・かしわ台駅（発のみ）・大和駅（着のみ）・西谷駅発着列車として設定されている。

### 東京メトロ日比谷線との相互直通運転（終了）
1964年8月29日から、日吉駅 - 中目黒駅 - 営団地下鉄（現在の東京地下鉄）日比谷線北千住駅間で相互直通運転を開始した。その後、1988年から、日吉駅地下化工事に伴い暫定的に菊名駅まで延長されたが、当時は急行が少なく急行待避も無かったため、利用客からは好評で継続されることになった。地下化工事終了後は、日中は日吉駅までの乗り入れとなったが、目黒線の日吉延伸工事に伴い、2007年8月23日からは終日菊名駅まで直通するようになった。
日比谷線直通終了時点では定期列車の運行区間は主に菊名駅 - 日比谷線北千住駅間であり、朝と夜には武蔵小杉駅や日比谷線南千住駅発着列車も設定されていたほか、平日早朝には日比谷線広尾駅始発の菊名行きが設定されていた。武蔵小杉行は原則東急車の運用であるが、平日朝の1本はメトロ車で運用されていた。
日比谷線は北千住駅から先、東武伊勢崎線（東武スカイツリーライン）に乗り入れているが、東横線・日比谷線・伊勢崎線3線直通列車は設定されておらず、東横線からの列車は北千住まで、伊勢崎線からの列車は中目黒までの乗り入れとなっていた。
日比谷線直通列車は通常は全列車が各駅停車として運転されたが、臨時列車としてゴールデンウィーク・夏休み・クリスマスなどのシーズンには、日比谷線直通の「みなとみらい号」が運転されることがある（詳細は臨時急行「みなとみらい号」の節を参照）。
2001年の特急運転開始時に、日中における日比谷線直通電車の本数が半減し、1時間当たり4本（15分間隔）から2本（30分間隔）となった。
2013年3月16日の副都心線との直通開始を機に日比谷線との相互直通運転を終了し、東横線は全列車が渋谷・副都心線方面の運行となり、日比谷線は全列車が中目黒までの運行に変更された。日比谷線直通の代替として、菊名発着の渋谷方面行き列車をそれまでの日比谷線直通と同程度の本数運行している。またこの直通運転終了に伴い、東横線における18m車の運行が終了した。

#### 車両
日比谷線直通終了時点で直通列車には東急1000系および東京地下鉄（東京メトロ）03系が使用されていた。車両規格も東横線・みなとみらい線内を走る20m級4つドア大型車体とは異なり、18m級3つドアまたは5つドア中型車体となっている。列車に搭載されている保安設備の関係上、日比谷線に乗り入れていた東急の車両は東武伊勢崎線に乗り入れることができなかった。逆に東武の車両も同様の理由により、東横線内には乗り入れることができない。車両の運用は『MY LINE 東京時刻表』（交通新聞社）の日比谷線のページにおける列車番号欄の末尾「K」の列車は東急1000系、「S」の列車は東京メトロ03系となっていることで判別できた（「T」の列車は東武の車両）。ただし、定期検査時やダイヤが乱れた際はこの限りではなかった。
- 北千住方面行の1000系は種別表示において「日比谷線直通」と表示されていた（これは中目黒駅 - 北千住駅間の日比谷線内折り返し運転の際も同様）。菊名方面行の時において日比谷線内では無表示であるが、東横線内は「各停」と表示された。
（例）北千住駅→中目黒駅間：「菊名」、中目黒駅→東急区間：「各停 菊名」、東急→メトロ「日比谷線直通 北千住」
- 03系には「菊名」や「北千住」など行先が表示されるだけである。
- 日比谷線内での号車番号表記は東急の車両は北千住寄り先頭車が1号車、東京メトロの車両は中目黒寄り先頭車が1号車と逆だったが、2011年時点では、東京メトロ車両の号車番号表記も北千住寄り先頭車を1号車としており[120]、逆向きは解消されている。

なお、日比谷線直通用1000系は東横線での運用を終了して元住吉検車区にて留置の後、一部の車両は総合車両製作所にて3両編成化やワンマン運転対応をはじめとする改造工事（同時に1500番台に改番）を受け、2014年5月から雪が谷検車区に転属の上で池上線・東急多摩川線での運用を開始している。

### 蒲蒲線との直通運転構想
空港連絡鉄道として検討が進められている蒲蒲線が開通すれば、東急多摩川線を介して京急蒲田駅方面まで直通運転が可能となる。

### その他
旅客営業は行っていなかったが、2000年8月6日の目黒線開業以来元住吉検車区への回送列車として目黒線の車両（3000系・5080系）および同線への乗り入れ車両である都営6300形・東京地下鉄9000系・埼玉高速鉄道2000系（都車は2000年9月22日より、メトロ車は2003年改正より、埼玉車は2006年改正より）が武蔵小杉 - 元住吉間を走行していた。2008年6月22日の目黒線武蔵小杉 - 日吉間延伸開業以降は、目黒線の線路を通って元住吉検車区へ回送されている。

## 臨時列車

### 臨時急行「みなとみらい号」

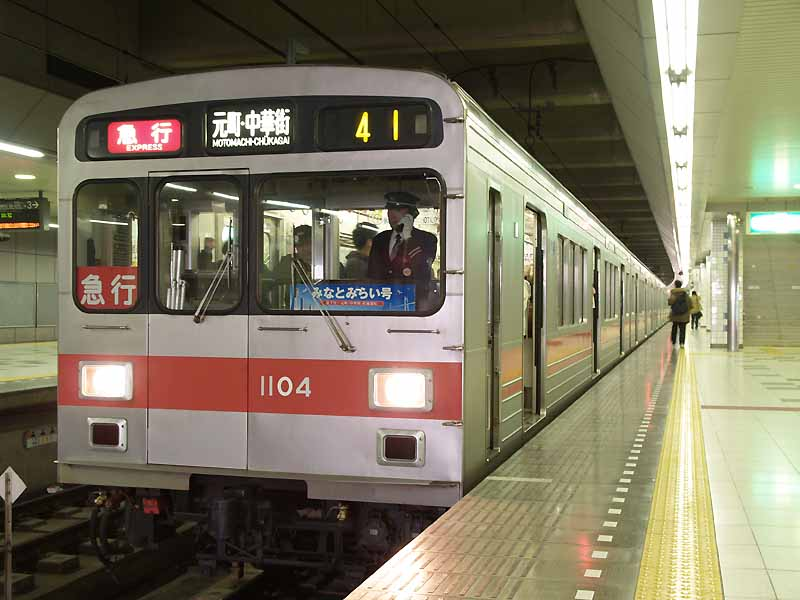
日比谷線から運転されるみなとみらい号は1000系を使用

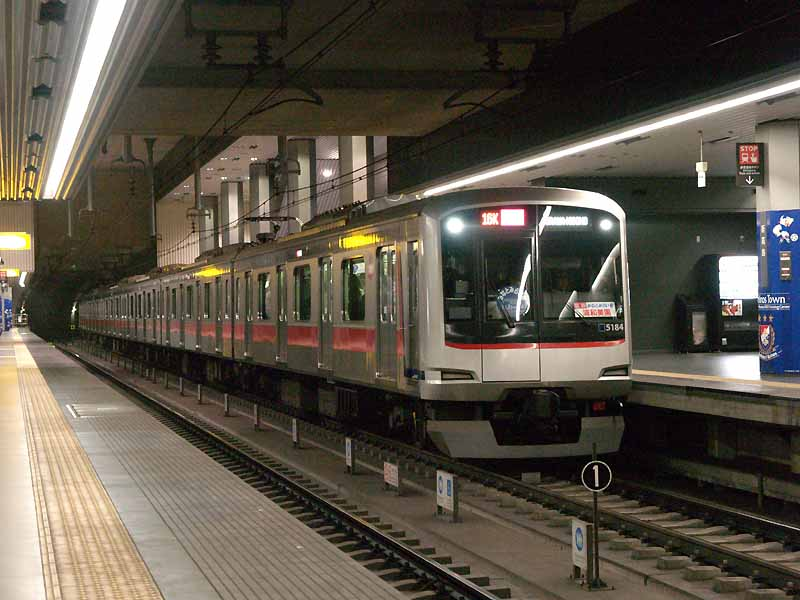
埼玉高速鉄道線から運転されるみなとみらい号は5080系を使用

埼玉高速鉄道線浦和美園と都営地下鉄三田線高島平から、元町・中華街に向けて、1 - 2か月に1回の割合で「みなとみらい号」が運行されている。2006年8月運転分までは、武蔵小杉で目黒線から東横線に転線し、東横線・みなとみらい線内を急行列車として運転されていた。しかし、同年12月運転分からはさらに目黒線内でも急行運転を行い、同時に目黒線から東横線に転線する駅も田園調布に変更された。また、元住吉駅で臨時停車を行い、後発の特急列車の通過待ちをする。
日比谷線でも同様に、北千住から元町・中華街まで、1 - 2か月に1回の割合で「みなとみらい号」が運行されている。各駅停車として運転される通常の日比谷線直通電車と異なり、東横線内を急行列車として運転する。2007年3月運転分までは日比谷線内でも急行運転を行っていた。
運転区間
北千住 - 中目黒 - 横浜 - 元町・中華街
高島平 - 目黒 - 田園調布 - 横浜 - 元町・中華街
浦和美園 - 赤羽岩淵 - 目黒 - 田園調布 - 横浜 - 元町・中華街
停車駅
東京メトロ日比谷線北千住駅発着の列車は、地下鉄線・みなとみらい線の各駅と中目黒 - 横浜の急行停車駅
都営三田線高島平駅および埼玉高速鉄道線浦和美園駅発着の列車は、地下鉄線・みなとみらい線の各駅と目黒 - 横浜の急行停車駅

### ネームドトレイン
現在は行楽期に「みなとみらい号」が運行されているが、かつては下記の名称の臨時急行が設定されていた。
- 綱島号 - 綱島温泉の観光目的のために設定。
- さざなみ号 - 京浜急行電鉄とタイアップし、横浜駅で京急の湘南逗子（現在の逗子・葉山）行きの急行に接続。
- 勝山号 鹿野山号 - 東海汽船とタイアップして運行。当時は、横浜高島町に同社運航船の桟橋があり、同社の手によって、房総半島への定期船が運航されていた。
- Y150たねまる号 - 2009年9月21日から23日にかけて運転された。これは同年9月まで開催されていた開国博Y150に合わせた臨時列車である。

### 西武ドームへの観客輸送
小手指行きの東横特急（副都心線内急行、西武線内快速急行のFライナー）を西武線内快速に変更の上で西武球場前行きとして運行する。西武線内代替として、ひばりヶ丘発の小手指行き快速急行（Fライナーとは名乗らない）が運行される。

### 平日朝の臨時列車
東京都の混雑緩和プロジェクト「時差Biz」にあわせて、2018年7月の平日朝6時台に、元町・中華街発和光市行き「時差Biz特急」を運行。種別は、元町・中華街 - 渋谷間が東横特急、渋谷 - 和光市間が通勤急行で、各区間の停車駅はそれぞれの種別と同じである。但し菊名駅での各駅停車への接続はない。

## Qシート

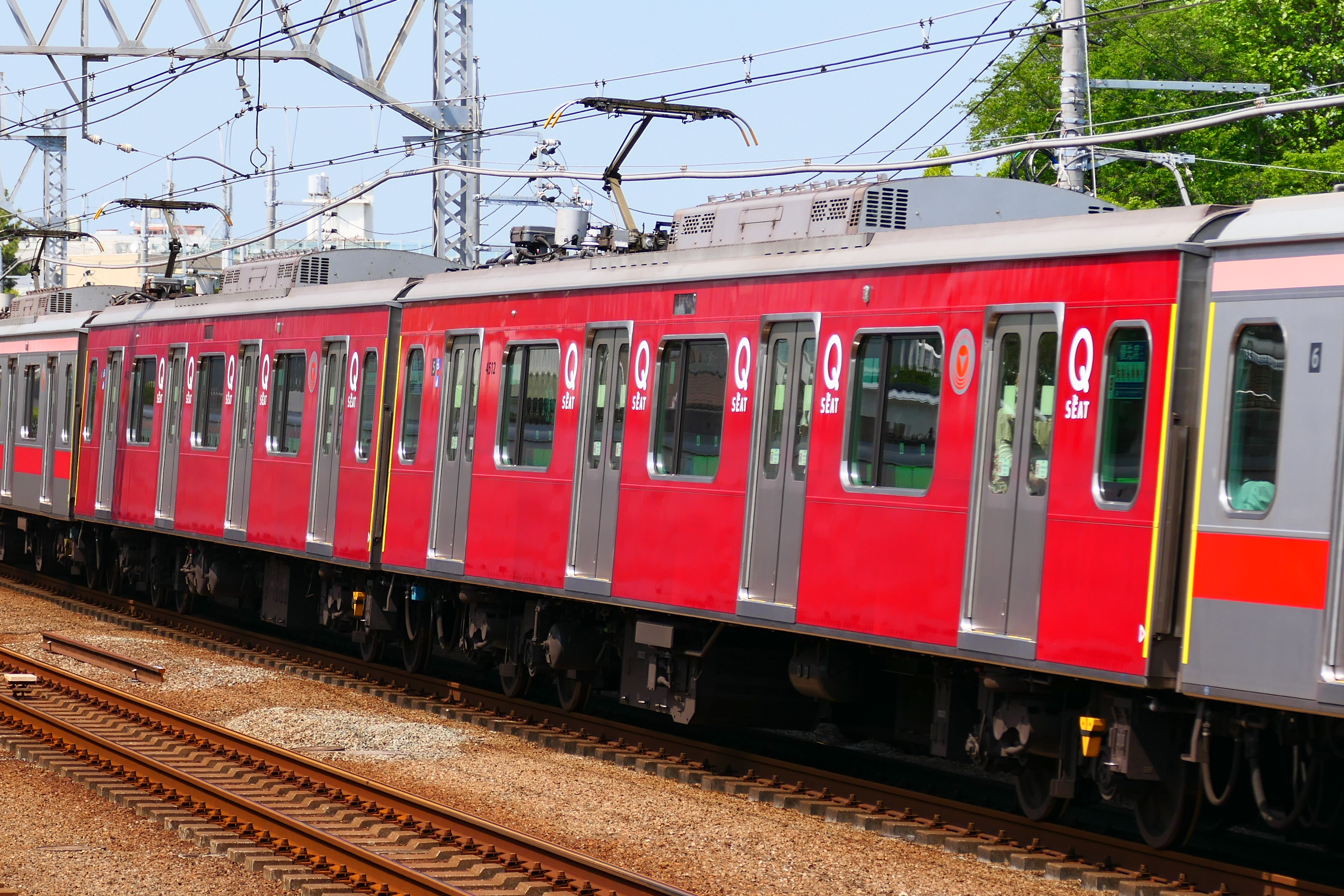
5050系のQシート車両（2023年4月）

2023年8月10日から有料座席指定サービス「Qシート」 (Q SEAT) を開始した。
平日夕方以降の渋谷発みなとみらい線直通の急行元町・中華街行きのうち7本で、5050系4000番台の5号車を有料座席指定のQシート車両（ロングシートとクロスシートを転換可能）に設定して運行している。1編成目は2022年10月24日に先行して一般車両としてロングシートで営業運転を開始している。
当初は4号車も有料座席指定に設定されていたが、2024年5月7日以降はQシートのラッピングのまま列車指定券なしで利用できる一般車両としてロングシートで運用している。東急電鉄によると利用動向に応じた柔軟なサービス変更を行えるようにするため、Qシート車両のまま4号車を一般車両として運用するとしており、4号車でのサービスを再開させることに含みを持たせたほか、相互直通運転を実施している他社線においてもサービス開始を検討するとしている。
座席数は1両で45席。座席指定料金は一律500円で、渋谷駅 - 菊名駅間は列車指定券が必要な乗降可能区間、横浜駅 - 元町・中華街駅間は列車指定券が不要なフリー乗降区間となる。列車指定券は渋谷駅、中目黒駅、学芸大学駅、自由が丘駅、田園調布駅、多摩川駅、武蔵小杉駅、日吉駅、綱島駅、菊名駅、横浜駅の各駅の駅窓口で販売されるほか、専用webサイト「Qシートチケットレスサービス」でも購入できる。列車指定券は乗車当日の朝5時から発売され、チケットレス購入も可能である。
2024年12月17日以降は予約なしで座席指定券の車内販売を開始。なお、渋谷駅、中目黒駅では購入方法が異なる。
全てのドアが開くが、列車指定券確認のため、渋谷寄り1か所以外はガードが張られるため利用できない。ただし、菊名駅を発車後に全てのガードが畳まれ手すり脇に格納され、横浜駅からのフリー乗降区間では全ドアが利用できる。
2025年7月22日以降はみなとみらい線元町・中華街発東急東横線線直通の急行渋谷行きのうち6本でも実施されている。

## 女性専用車
平日始発から9時30分まで、上下線全列車（8両・10両編成とも）の渋谷寄り先頭車両である1号車が女性専用車となる。
実施区間
- 上り：横浜高速鉄道みなとみらい線元町・中華街駅および相鉄線内始発駅から東京メトロ副都心線池袋駅まで
- 下り：東武東上線森林公園駅および西武池袋線飯能駅から元町・中華街駅および東急新横浜線新横浜駅まで

- 東横線・東急新横浜線・みなとみらい線・副都心線内は、走行区間にかかわらず9時30分になった時点で一斉終了となる。
- 東武東上線内始発列車は和光市駅に9時20分まで、西武池袋線内始発列車は小竹向原駅に9時30分までに到着する列車が対象である。

### 女性専用車の変遷
東横線女性専用車は、2005年7月25日に初めて導入された。この際は、平日の優等列車で終日、横浜寄りの先頭車である8号車に設定されていた。首都圏で女性専用車が終日導入されたのは初めての試みであり、各種メディアにおいても話題となった。ところが、日中および夕ラッシュ時間帯以降における渋谷方面行の利用状況が低く、菊名駅を中心に発生した諸問題（詳細は「菊名駅#菊名問題」を参照）が原因で同駅を利用する男性客を中心に大きな反発を受けた。
そのような経緯から、2006年7月18日に設定時間帯の縮小ならびに設定車両の変更を実施した。この時点での実施対象列車は平日の始発から10時までの上下線と、渋谷駅を17時以降に発車する優等列車で、中間の5号車が設定対象とされた。
また、2006年7月14日まで、9000系の8号車には、女性専用車の設定位置を強調する目的と企業とのタイアップの目的を兼ねて、一部編成をのぞいた車体に、TBSのテレビドラマ広告がラッピングされていた。
2013年3月16日（平日ダイヤでは3月18日）の副都心線との直通運転開始後は、女性専用車は上下線ともに渋谷寄りの1号車に、運用時間が平日の始発から9時30分までにそれぞれ変更され、同時に各駅停車を含む全ての種別が対象となった。副都心線、その他乗り入れる東武鉄道・西武鉄道各路線の女性専用車の位置と統一される形となった。
2023年3月18日（平日ダイヤでは3月20日）より、女性専用車の設定号車が異なる相鉄線との直通運転が開始されたが、相鉄側が東横線に乗り入れる列車のみ位置を変更する形となったため、東横線において変更はない。

## 駅一覧
田園調布駅 - 日吉駅間の複々線区間で並走している目黒線の停車駅などについては「目黒線」を参照。日吉駅 - 新横浜駅間の東急新横浜線の停車駅などについては「東急新横浜線」を参照。
凡例
●：停車、◇：運転停車、｜：通過
駅番号は、2012年2月上旬から順次導入。
各駅停車はすべての駅に停車する（表では省略）。
接続路線および備考の括弧内は接続路線の駅番号など。
| 駅番号       | 駅名         | 駅間キロ     | 累計キロ     | 急行 | 通勤特急 | 特急 | S-TRAIN | 接続路線・備考 | 地上／地下 | 所在地 | 所在地 | 所在地 |
| ------------ | ------------ | ------------ | ------------ | --- | --- | --- | --- | --- | --- | --- | --- | --- |
| 直通運転区間 | 直通運転区間 | 直通運転区間 | 直通運転区間 | 東京メトロ副都心線経由で以下の路線・駅まで - 東武東上本線森林公園駅（土曜・休日の一部列車のみ小川町駅）まで - 西武有楽町線経由 西武池袋線飯能駅・ 西武狭山線西武球場前駅（臨時列車のみ）・ 西武秩父線西武秩父駅（S-TRAINのみ）まで | 東京メトロ副都心線経由で以下の路線・駅まで - 東武東上本線森林公園駅（土曜・休日の一部列車のみ小川町駅）まで - 西武有楽町線経由 西武池袋線飯能駅・ 西武狭山線西武球場前駅（臨時列車のみ）・ 西武秩父線西武秩父駅（S-TRAINのみ）まで | 東京メトロ副都心線経由で以下の路線・駅まで - 東武東上本線森林公園駅（土曜・休日の一部列車のみ小川町駅）まで - 西武有楽町線経由 西武池袋線飯能駅・ 西武狭山線西武球場前駅（臨時列車のみ）・ 西武秩父線西武秩父駅（S-TRAINのみ）まで | 東京メトロ副都心線経由で以下の路線・駅まで - 東武東上本線森林公園駅（土曜・休日の一部列車のみ小川町駅）まで - 西武有楽町線経由 西武池袋線飯能駅・ 西武狭山線西武球場前駅（臨時列車のみ）・ 西武秩父線西武秩父駅（S-TRAINのみ）まで | 東京メトロ副都心線経由で以下の路線・駅まで - 東武東上本線森林公園駅（土曜・休日の一部列車のみ小川町駅）まで - 西武有楽町線経由 西武池袋線飯能駅・ 西武狭山線西武球場前駅（臨時列車のみ）・ 西武秩父線西武秩父駅（S-TRAINのみ）まで                                                | 東京メトロ副都心線経由で以下の路線・駅まで - 東武東上本線森林公園駅（土曜・休日の一部列車のみ小川町駅）まで - 西武有楽町線経由 西武池袋線飯能駅・ 西武狭山線西武球場前駅（臨時列車のみ）・ 西武秩父線西武秩父駅（S-TRAINのみ）まで | 東京メトロ副都心線経由で以下の路線・駅まで - 東武東上本線森林公園駅（土曜・休日の一部列車のみ小川町駅）まで - 西武有楽町線経由 西武池袋線飯能駅・ 西武狭山線西武球場前駅（臨時列車のみ）・ 西武秩父線西武秩父駅（S-TRAINのみ）まで | 東京メトロ副都心線経由で以下の路線・駅まで - 東武東上本線森林公園駅（土曜・休日の一部列車のみ小川町駅）まで - 西武有楽町線経由 西武池袋線飯能駅・ 西武狭山線西武球場前駅（臨時列車のみ）・ 西武秩父線西武秩父駅（S-TRAINのみ）まで | 東京メトロ副都心線経由で以下の路線・駅まで - 東武東上本線森林公園駅（土曜・休日の一部列車のみ小川町駅）まで - 西武有楽町線経由 西武池袋線飯能駅・ 西武狭山線西武球場前駅（臨時列車のみ）・ 西武秩父線西武秩父駅（S-TRAINのみ）まで |
| TY01         | 渋谷駅       | -            | 0.0          | ● | ● | ● | ● | 東急電鉄： 田園都市線 (DT01) 東日本旅客鉄道： 山手線 (JY 20)・ 埼京線 (JA 10)・ 湘南新宿ライン (JS 19) 京王電鉄： 井の頭線 (IN01) 東京地下鉄： 銀座線 (G-01)・ 半蔵門線 (Z-01)・ 副都心線 (F-16)（直通運転：上記参照）                                                            | 地下区間 | 東京都 | 渋谷区 | 渋谷区 |
| TY02         | 代官山駅     | 1.5          | 1.5          | ｜ | ｜ | ｜ | ｜ | | 地上区間 | 東京都 | 渋谷区 | 渋谷区 |
| TY03         | 中目黒駅     | 0.7          | 2.2          | ● | ● | ● | ◇ | 東京地下鉄： 日比谷線 (H-01) | 地上区間 | 東京都 | 目黒区 | 目黒区 |
| TY04         | 祐天寺駅     | 1.0          | 3.2          | ｜ | ｜ | ｜ | ｜ | | 地上区間 | 東京都 | 目黒区 | 目黒区 |
| TY05         | 学芸大学駅   | 1.0          | 4.2          | ● | ｜ | ｜ | ｜ | | 地上区間 | 東京都 | 目黒区 | 目黒区 |
| TY06         | 都立大学駅   | 1.4          | 5.6          | ｜ | ｜ | ｜ | ｜ | | 地上区間 | 東京都 | 目黒区 | 目黒区 |
| TY07         | 自由が丘駅   | 1.4          | 7.0          | ● | ● | ● | ● | 東急電鉄： 大井町線 (OM10) | 地上区間 | 東京都 | 目黒区 | 目黒区 |
| TY08         | 田園調布駅   | 1.2          | 8.2          | ● | ｜ | ｜ | ｜ | 東急電鉄： 目黒線 (MG08) 〈目黒方面〉 | 地下 | 東京都 | 大田区 | 大田区 |
| TY09         | 多摩川駅     | 0.8          | 9.0          | ● | ｜ | ｜ | ｜ | 東急電鉄： 目黒線 (MG09)・ 東急多摩川線 (TM01) | 地上区間 | 東京都 | 大田区 | 大田区 |
| TY10         | 新丸子駅     | 1.3          | 10.3         | ｜ | ｜ | ｜ | ｜ | 東急電鉄： 目黒線 (MG10) | 地上区間 | 神奈川県 | 川崎市 中原区 | 川崎市 中原区 |
| TY11         | 武蔵小杉駅   | 0.5          | 10.8         | ● | ● | ● | ◇ | 東急電鉄： 目黒線 (MG11) 東日本旅客鉄道： 南武線 (JN 07)・ 横須賀線 (JO 15)・ 湘南新宿ライン、相鉄線直通列車 (JS 15) | 地上区間 | 神奈川県 | 川崎市 中原区 | 川崎市 中原区 |
| TY12         | 元住吉駅     | 1.3          | 12.1         | ｜ | ｜ | ｜ | ｜ | 東急電鉄： 目黒線 (MG12) 車両基地所在駅。構造の都合上、入庫は武蔵小杉駅で、出庫は下り日吉駅、上りは武蔵小杉駅で行う。 | 地上区間 | 神奈川県 | 川崎市 中原区 | 川崎市 中原区 |
| TY13         | 日吉駅       | 1.5          | 13.6         | ● | ● | ｜ | ｜ | 東急電鉄： 目黒線 (MG13)・ 東急新横浜線 (SH03) （直通運転：下記参照） 横浜市営地下鉄： グリーンライン (G10) | 地上区間 | 神奈川県 | 横浜市 | 港北区 |
| TY14         | 綱島駅       | 2.2          | 15.8         | ● | ｜ | ｜ | ｜ | | 地上区間 | 神奈川県 | 横浜市 | 港北区 |
| TY15         | 大倉山駅     | 1.7          | 17.5         | ｜ | ｜ | ｜ | ｜ | | 地上区間 | 神奈川県 | 横浜市 | 港北区 |
| TY16         | 菊名駅       | 1.3          | 18.8         | ● | ● | ● | ◇ | 東日本旅客鉄道： 横浜線 (JH 15) | 地上区間 | 神奈川県 | 横浜市 | 港北区 |
| TY17         | 妙蓮寺駅     | 1.4          | 20.2         | ｜ | ｜ | ｜ | ｜ | | 地上区間 | 神奈川県 | 横浜市 | 港北区 |
| TY18         | 白楽駅       | 1.2          | 21.4         | ｜ | ｜ | ｜ | ｜ | | 地上区間 | 神奈川県 | 横浜市 | 神奈川区 |
| TY19         | 東白楽駅     | 0.7          | 22.1         | ｜ | ｜ | ｜ | ｜ | | 地上区間 | 神奈川県 | 横浜市 | 神奈川区 |
| TY20         | 反町駅       | 1.2          | 23.3         | ｜ | ｜ | ｜ | ｜ | | 地下区間 | 神奈川県 | 横浜市 | 神奈川区 |
| TY21         | 横浜駅       | 0.9          | 24.2         | ● | ● | ● | ● | 東日本旅客鉄道： 東海道線 (JT 05)・ 横須賀線 (JO 13)・ 湘南新宿ライン (JS 13)・ 京浜東北線 (JK 12)・ 根岸線 (JK 12)・ 横浜線 京浜急行電鉄： 本線 (KK37) 相模鉄道： 相鉄本線 (SO01) 横浜市営地下鉄： ブルーライン (B20) 横浜高速鉄道： みなとみらい線 (MM01)（直通運転：下記参照） | 地下区間 | 神奈川県 | 横浜市 | 西区 |
| 直通運転区間 | 直通運転区間 | 直通運転区間 | 直通運転区間 | 東急新横浜線：日吉駅から 相鉄新横浜線 西谷駅経由 相鉄本線海老名駅まで 相鉄いずみ野線湘南台駅まで | 東急新横浜線：日吉駅から 相鉄新横浜線 西谷駅経由 相鉄本線海老名駅まで 相鉄いずみ野線湘南台駅まで | 東急新横浜線：日吉駅から 相鉄新横浜線 西谷駅経由 相鉄本線海老名駅まで 相鉄いずみ野線湘南台駅まで | 東急新横浜線：日吉駅から 相鉄新横浜線 西谷駅経由 相鉄本線海老名駅まで 相鉄いずみ野線湘南台駅まで | 東急新横浜線：日吉駅から 相鉄新横浜線 西谷駅経由 相鉄本線海老名駅まで 相鉄いずみ野線湘南台駅まで | 東急新横浜線：日吉駅から 相鉄新横浜線 西谷駅経由 相鉄本線海老名駅まで 相鉄いずみ野線湘南台駅まで | 東急新横浜線：日吉駅から 相鉄新横浜線 西谷駅経由 相鉄本線海老名駅まで 相鉄いずみ野線湘南台駅まで | 東急新横浜線：日吉駅から 相鉄新横浜線 西谷駅経由 相鉄本線海老名駅まで 相鉄いずみ野線湘南台駅まで | 東急新横浜線：日吉駅から 相鉄新横浜線 西谷駅経由 相鉄本線海老名駅まで 相鉄いずみ野線湘南台駅まで |
| 直通運転区間 | 直通運転区間 | 直通運転区間 | 直通運転区間 | みなとみらい線：横浜駅から元町・中華街駅まで | | | | | | | | |

- 緩急接続が可能な駅：渋谷駅・自由が丘駅・菊名駅
- 通過待ちが可能な駅：元住吉駅・祐天寺駅
- 折り返し可能な駅：渋谷駅・自由が丘駅・武蔵小杉駅・菊名駅・横浜駅

### 廃駅
日付は最終営業日の翌日
- 1946年6月1日廃止：並木橋駅（渋谷 - 代官山間）、新太田町駅（東白楽 - 反町間）
- 1950年4月8日廃止：神奈川駅（反町 - 横浜間）
  - 京急本線にある神奈川駅とは場所が異なっていた。
- 1953年4月1日廃止：工業都市駅（武蔵小杉 - 元住吉間）
- 2004年1月31日の横浜 - 桜木町間廃止に伴い、以下の両駅が廃止された。
  - 高島町駅：横浜駅から0.8km
  - 桜木町駅：横浜駅から2.1km、高島町駅から1.3km

## 使用車両
乗り入れ車両を含め、10両編成は優等列車で、8両編成は各停・急行で運用される。
どの列車がどの車両で運転されるかは列車番号で判別できる。2023年3月18日改正ダイヤでは、列車番号末尾アルファベットの「S」が東京メトロ車両（8両編成は01S - 19S／10両編成は21S - 91Sの奇数番号）、「M」が西武車両（02M - 34Mの偶数番号および71M - 75M）、「T」が東武車両（01T - 25Tの奇数番号）、「K」が東急車両（8両編成は横浜高速鉄道車両と共通運用で01K - 33K／10両編成は51K - 65K／ダイヤ乱れの場合は41K - 46K）、「G」が相鉄車両（91G - 95G）となっている。また、東横線・みなとみらい線内における6桁の列車番号の1桁目によっても判別が可能となっており（2桁目・3桁目は運用番号）、「0」が東急・横浜高速車両、「1」が西武車両、「7」が東京メトロ車両、「8」が東武車両、「9」が相鉄車両となっている（例えば「01K」は東横線・みなとみらい線内は「001」となる）。列車番号は『MY LINE 東京時刻表』（交通新聞社）などにより確認ができる。
2023年3月18日改正ダイヤでは、東急車が東京メトロの和光検車区に8両編成2本と10両編成1本、西武の武蔵丘車両基地に10両編成1本、東武の森林公園検修区に10両編成2本、相鉄の西谷駅に10両編成1本、かしわ台車両センターに10両編成2本がそれぞれ夜間留置となる「外泊運用」が組まれている。逆に、元住吉検車区には東京メトロ車の8両編成2本・10両編成2本と西武車1本、東武車2本がそれぞれ夜間留置となる運用が組まれている。

### 自社車両
全車両、元住吉検車区所属。
- 5050系4000番台（10両編成。8両編成への組み替えは検査や緊急時のみ。東急新横浜線・相鉄線直通列車は10両編成の際のみ運用。）
- 5050系（8両編成）
- 5000系（8両編成・田園都市線からの転属車）

各車両形式の詳細については、それぞれの車両記事を参照のこと。

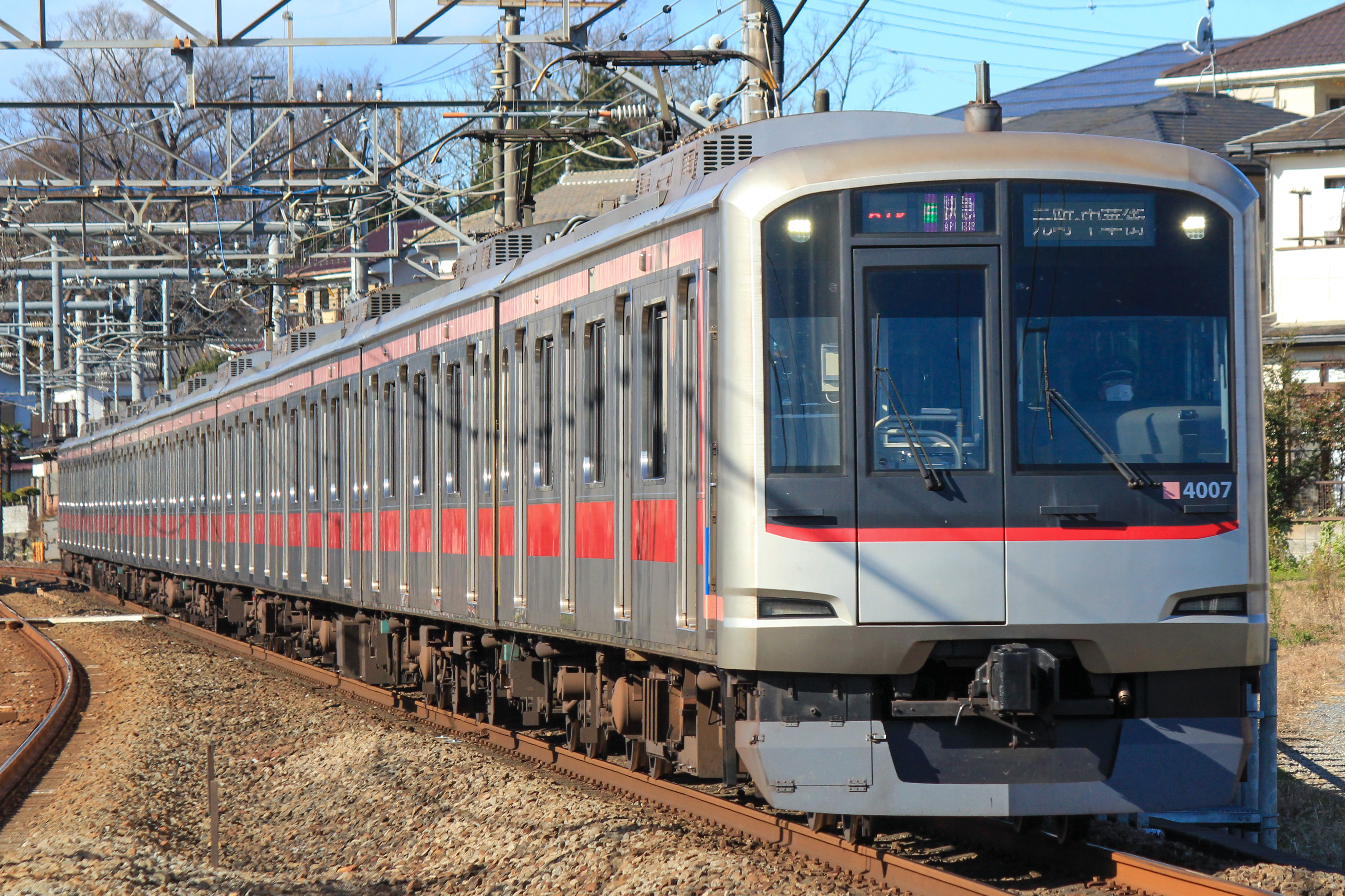
5050系4000番台 （2021年12月18日 元加治駅）
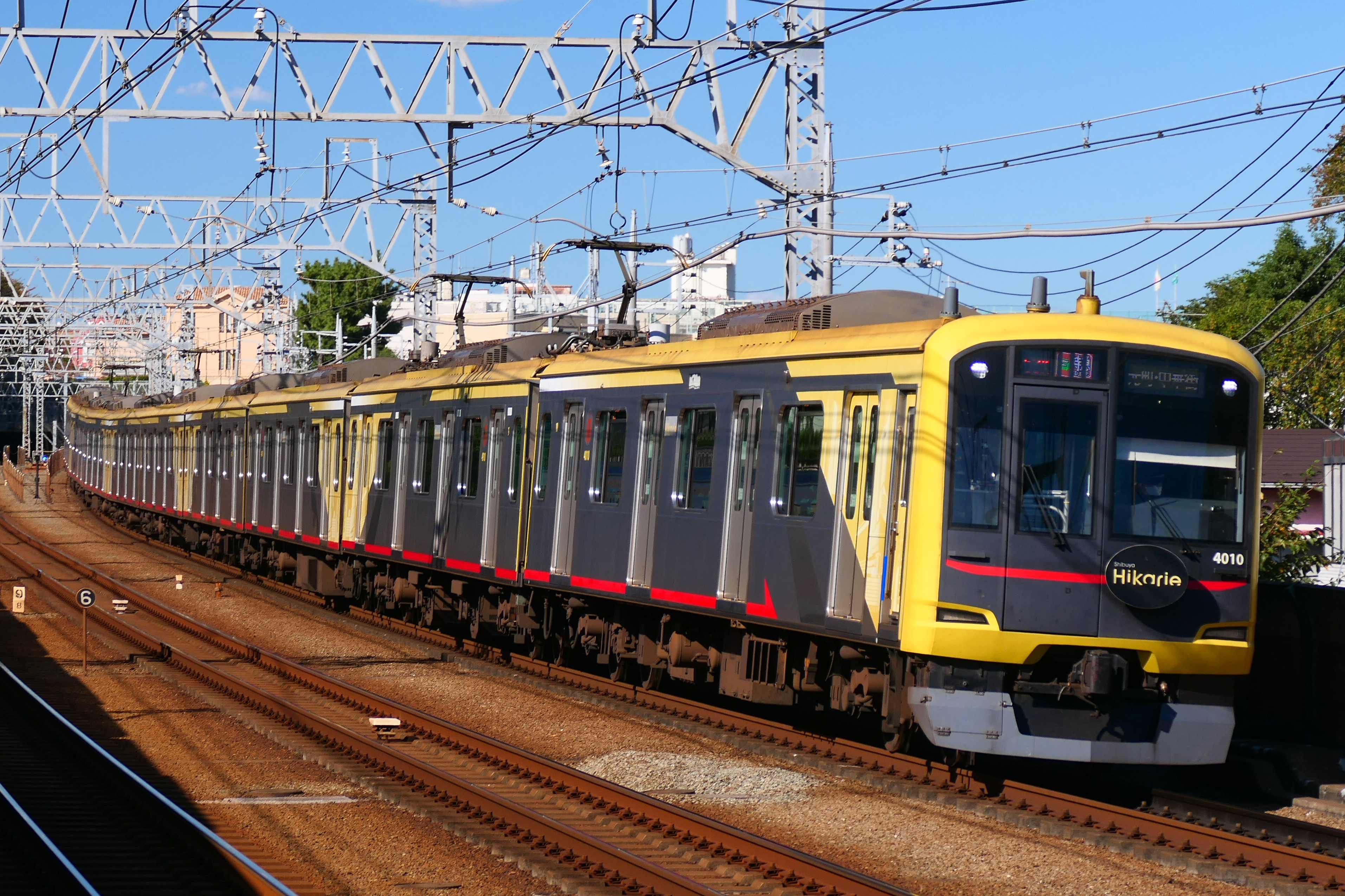
5050系「Shibuya Hikarie号」 （2022年10月26日 多摩川駅）
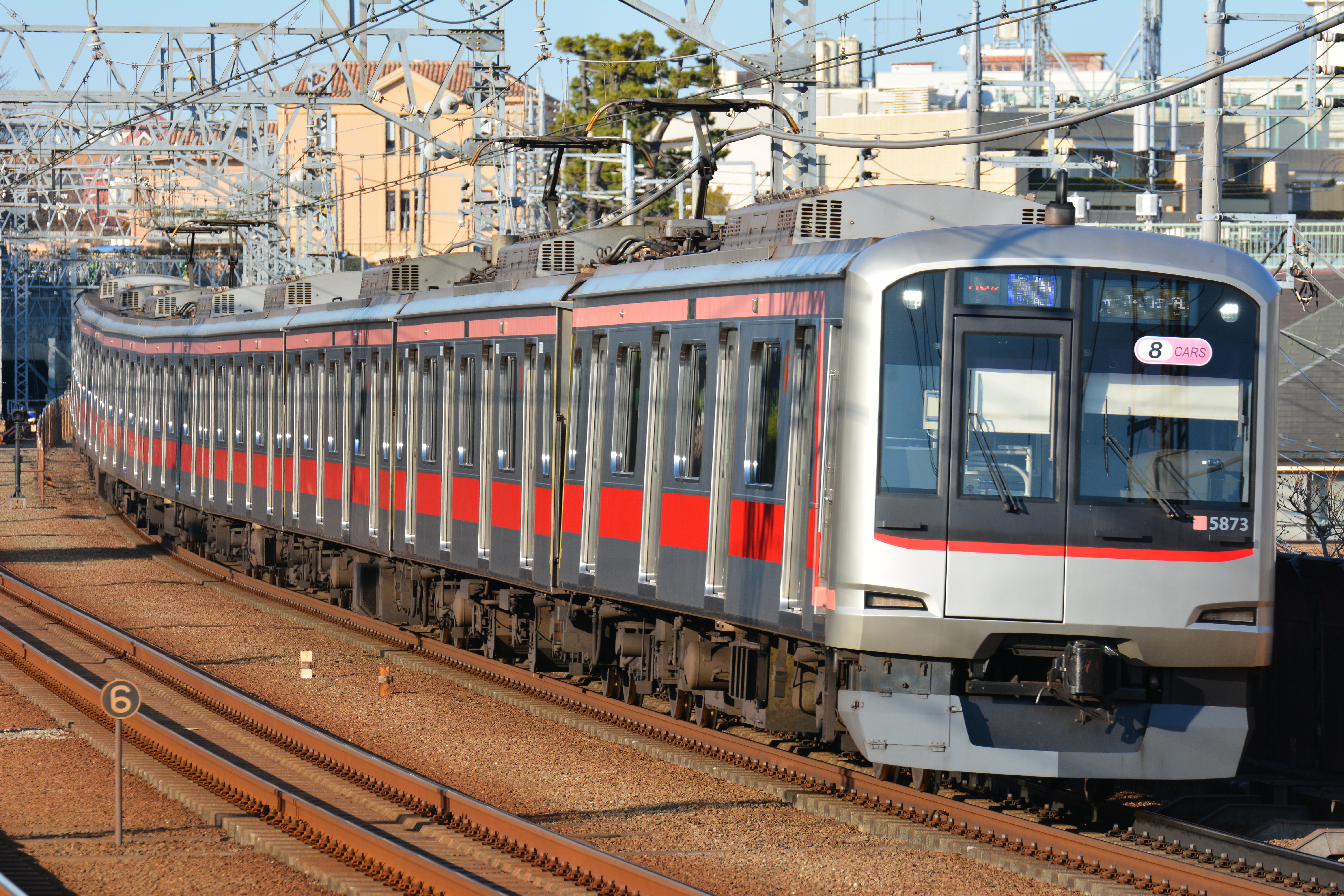
5050系 （2018年12月27日 多摩川駅）
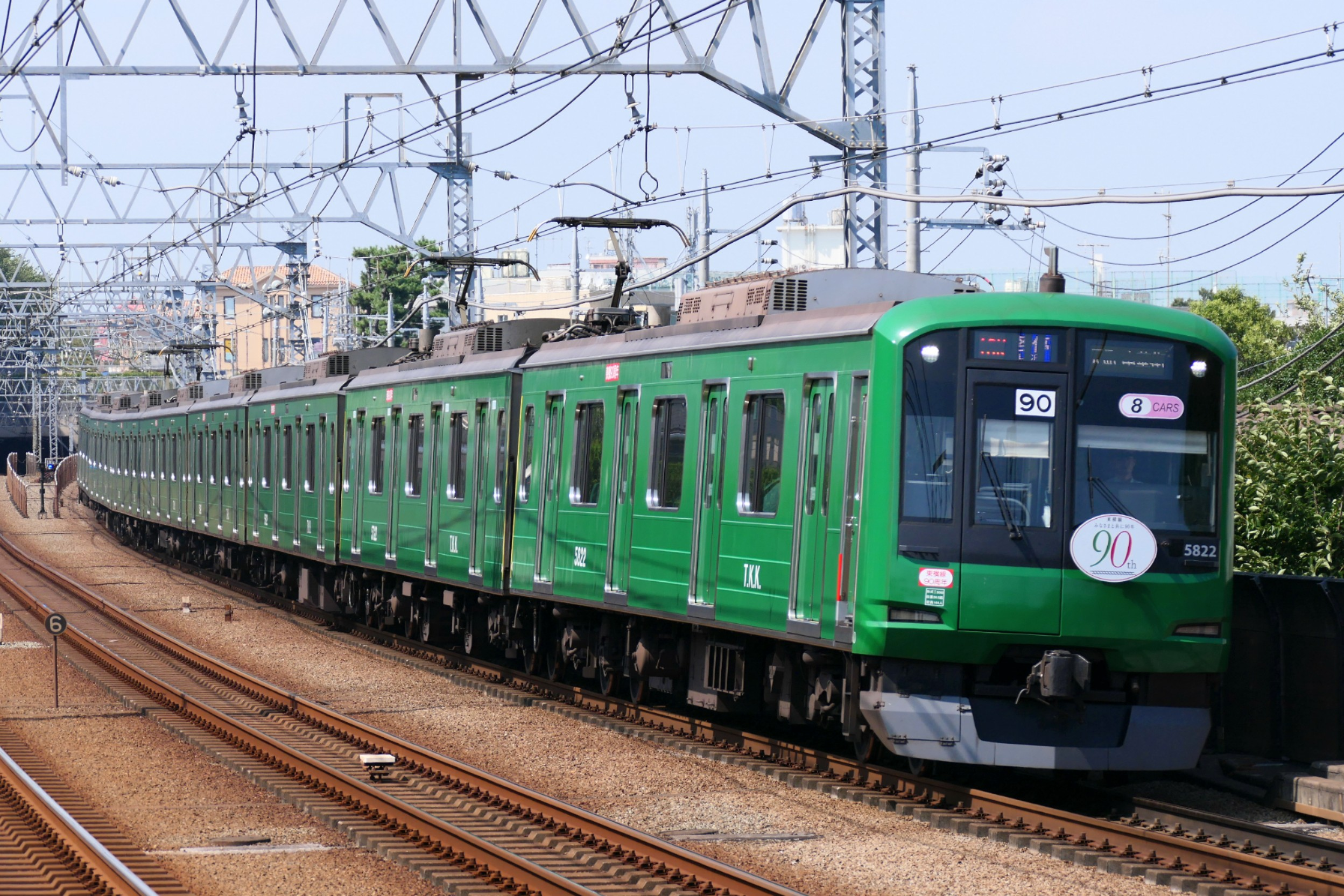
5000系（青ガエルラッピング） （2019年8月13日 多摩川駅）

### 乗り入れ車両
- 横浜高速鉄道（元住吉検車区所属）
  - Y500系（8両編成で東急車と共通運用。一度だけFライナーでの緊急運行実績がある）
- 東京地下鉄（和光検車区所属）
  - 17000系（8・10両編成）
  - 10000系（10両編成で8両編成は検査・緊急時のみ）
- 東武鉄道（森林公園検修区所属・10両編成）
  - 50070型
  - 9000系・9050系
- 西武鉄道（小手指車両基地・武蔵丘車両基地所属・10両編成）
  - 40000系（デュアルシート車はS-TRAIN限定で通常は平日日中の1往復〈30M運行〉を除き一般列車での運用無し。ロングシート車は一般列車で運用）
  - 6000系
- 相模鉄道（かしわ台車両センター所属・10両編成）
  - 20000系（通常時は東京メトロ副都心線和光市駅 - 渋谷駅 - 日吉駅間のみで運用、ダイヤ乱れが発生した際に元町・中華街駅まで入線した運行実績がある）

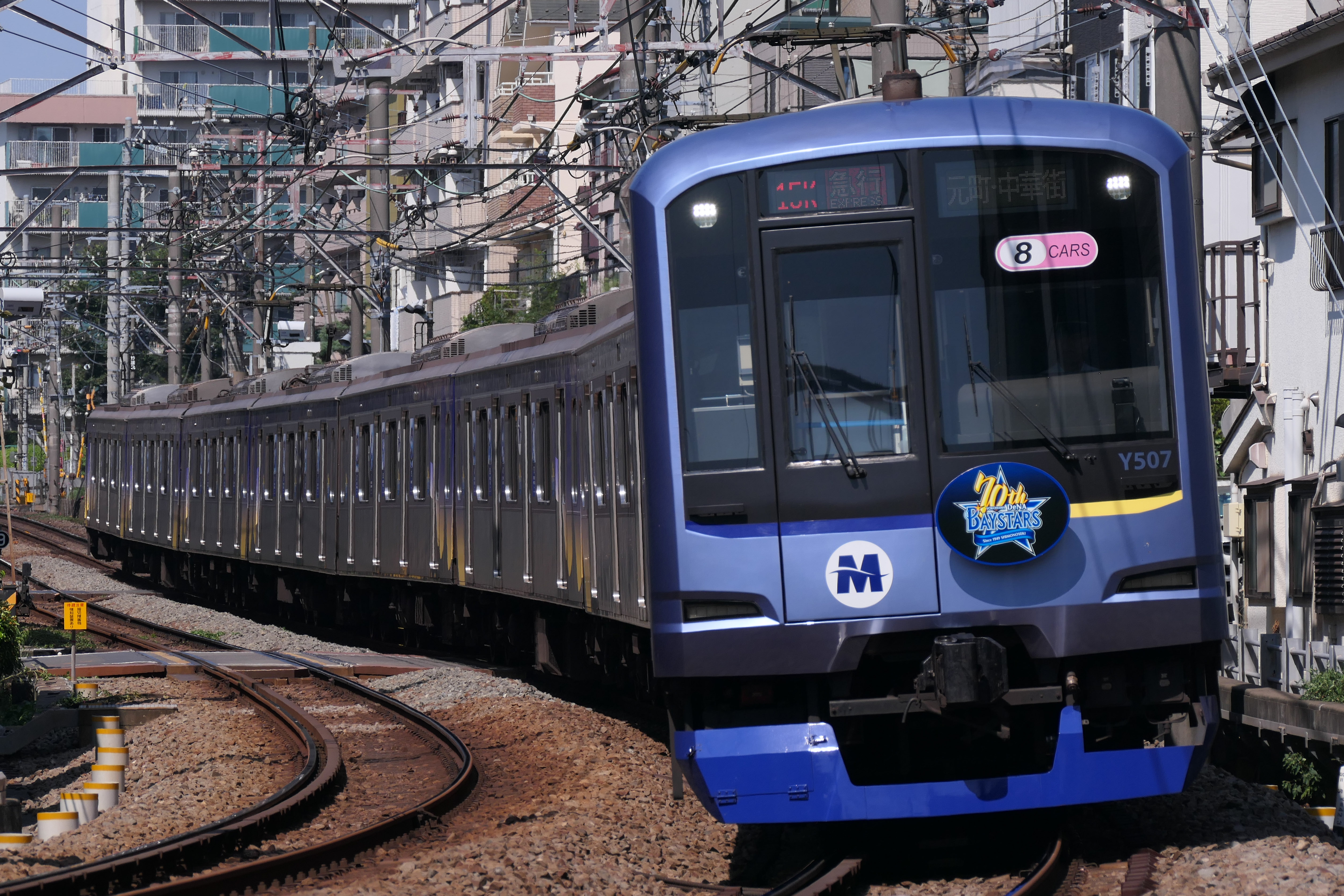
横浜高速鉄道Y500系 （2019年8月20日 妙蓮寺駅 - 白楽駅間）
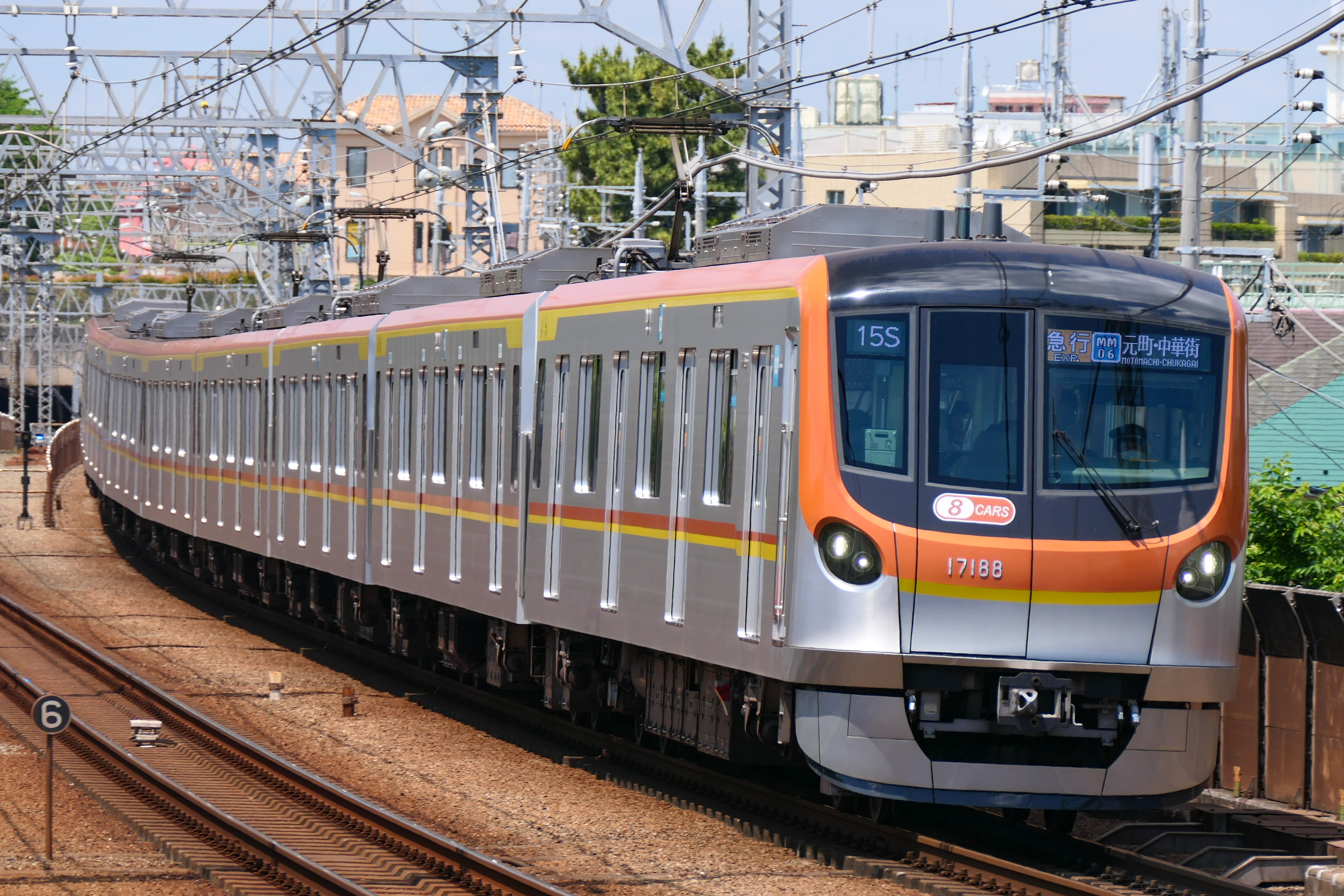
東京メトロ17000系 （2022年5月23日 多摩川駅）
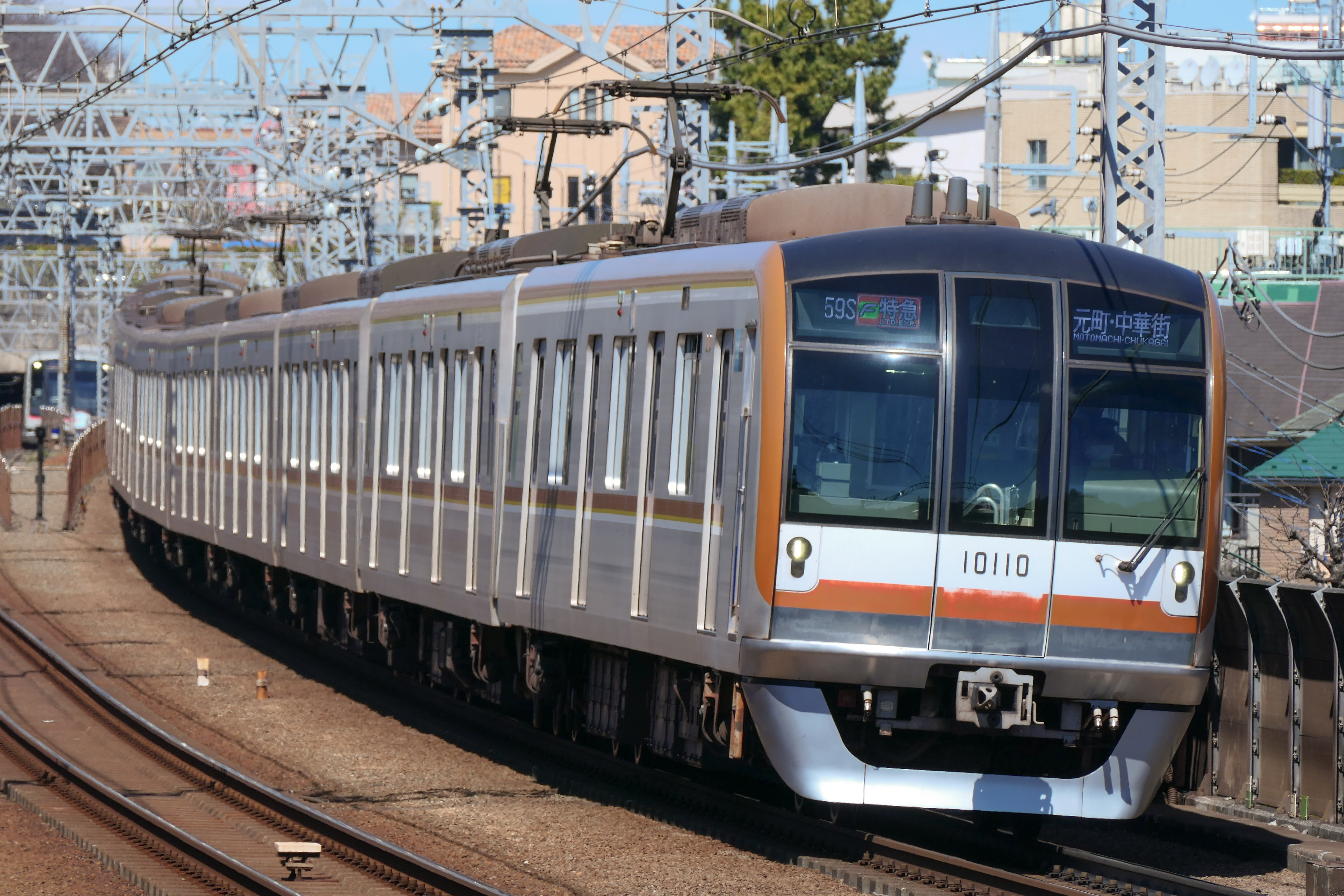
東京メトロ10000系 （2021年3月14日 多摩川駅）
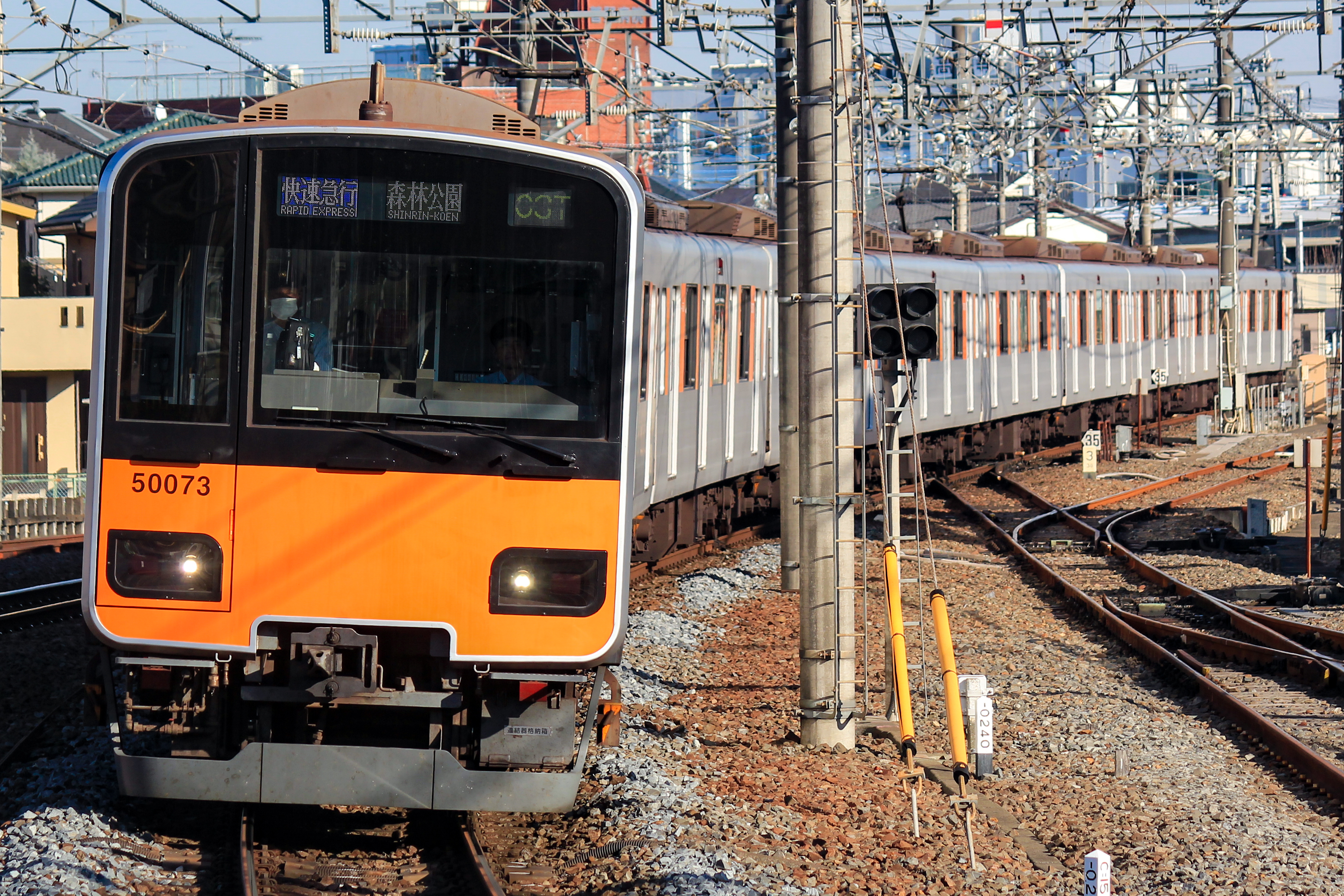
東武50070型 （2024年2月13日 坂戸駅）
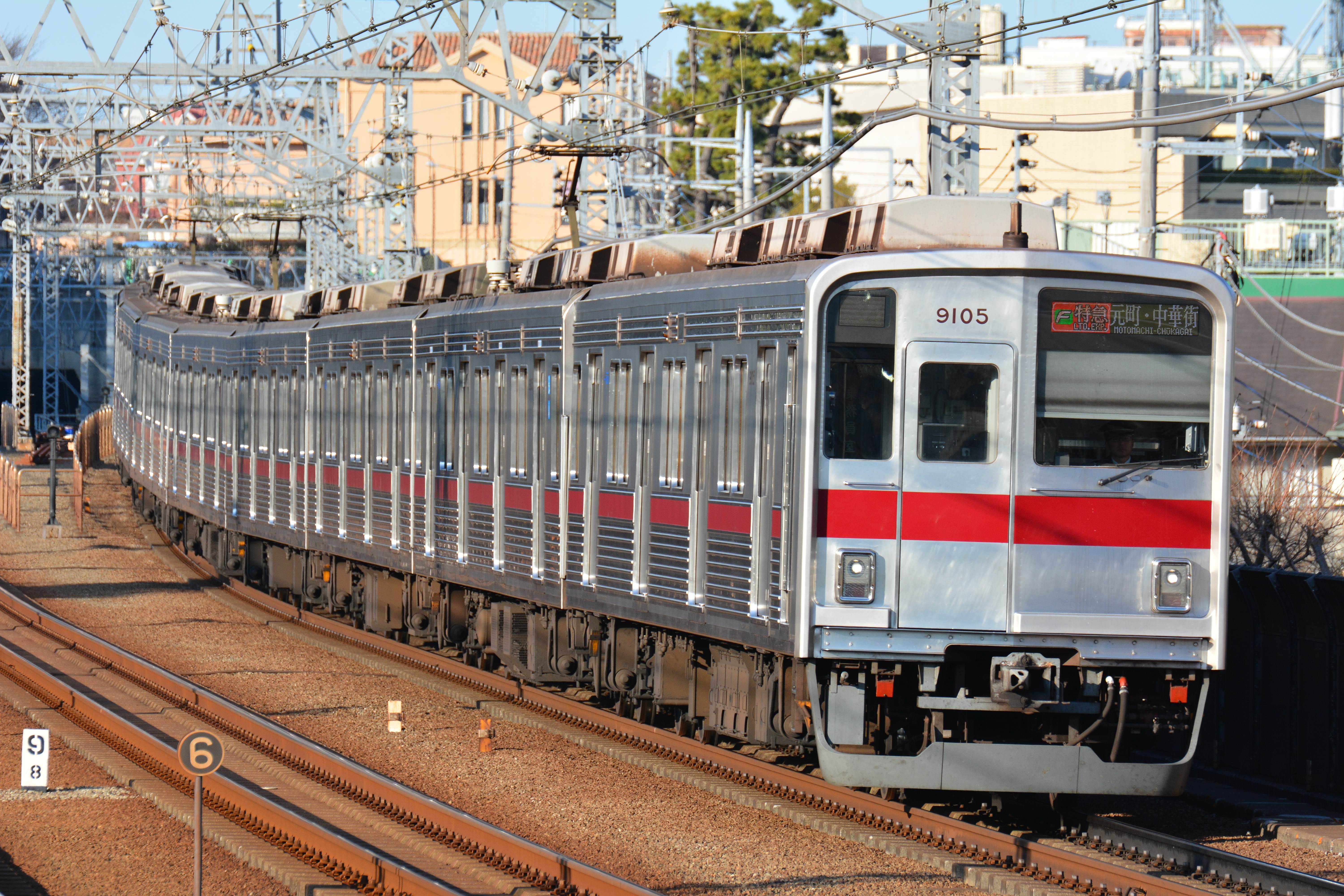
東武9000系 （2018年12月27日 多摩川駅）
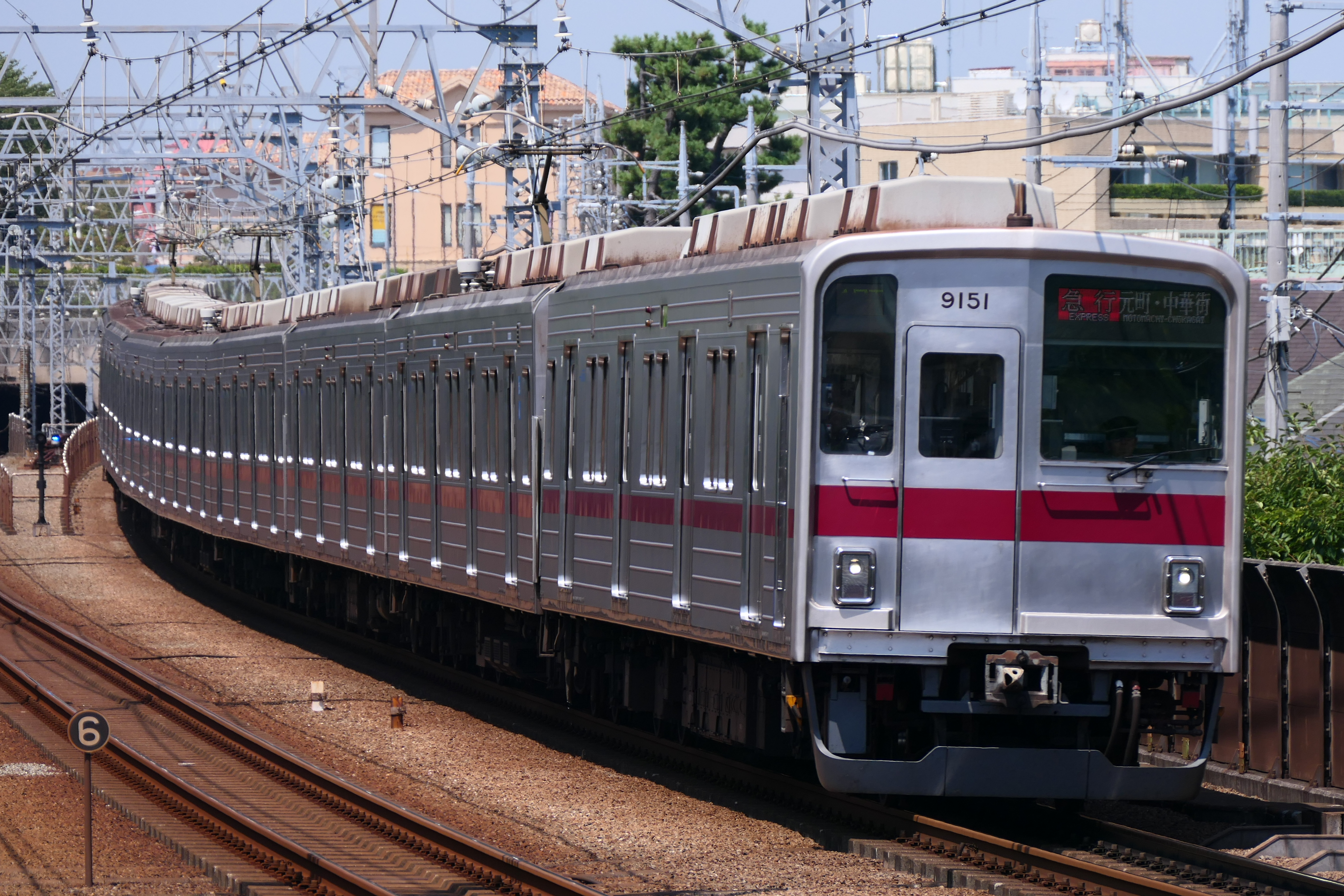
東武9050系 （2019年8月13日 多摩川駅）
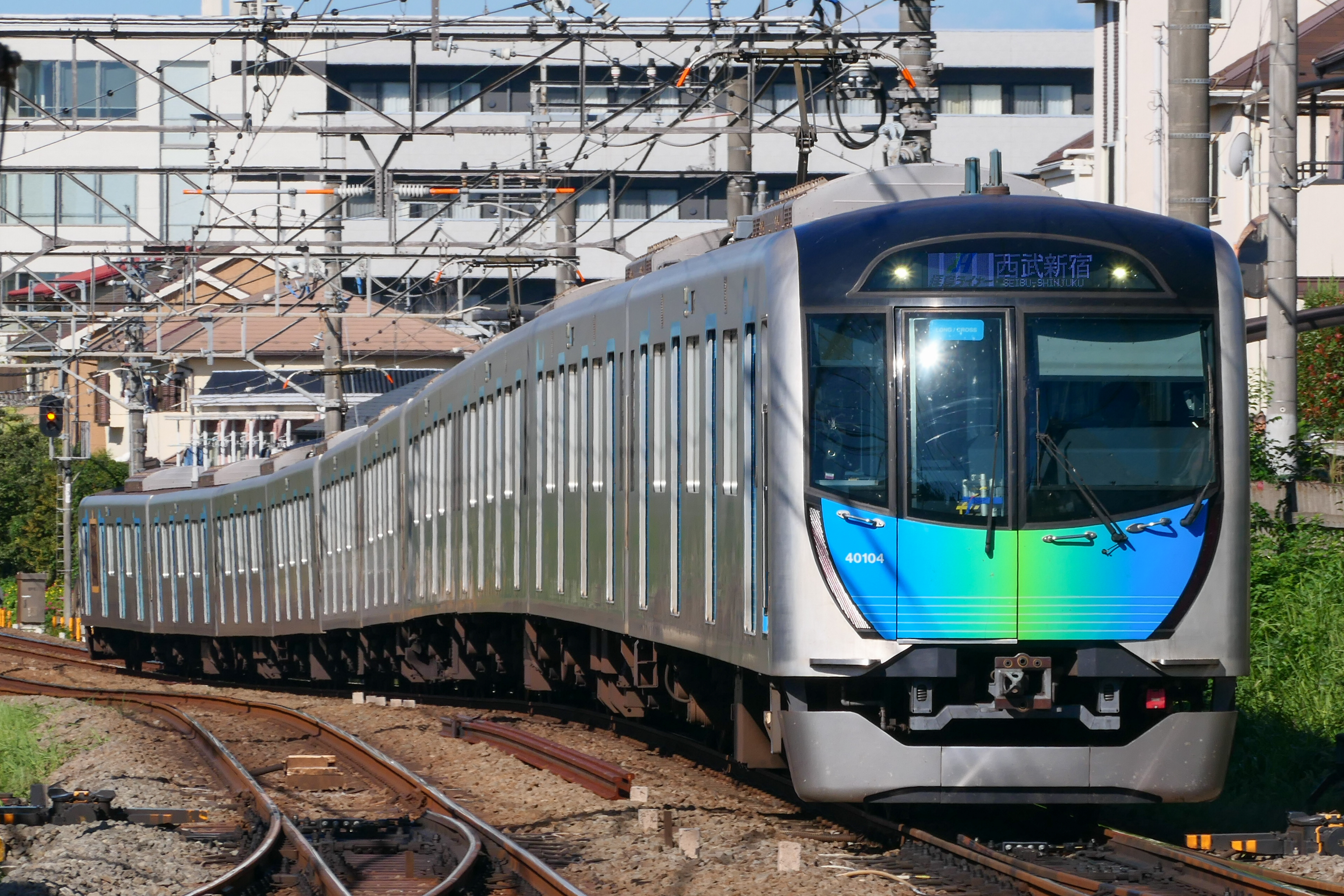
西武40000系0番台 （2023年10月3日 東伏見駅）
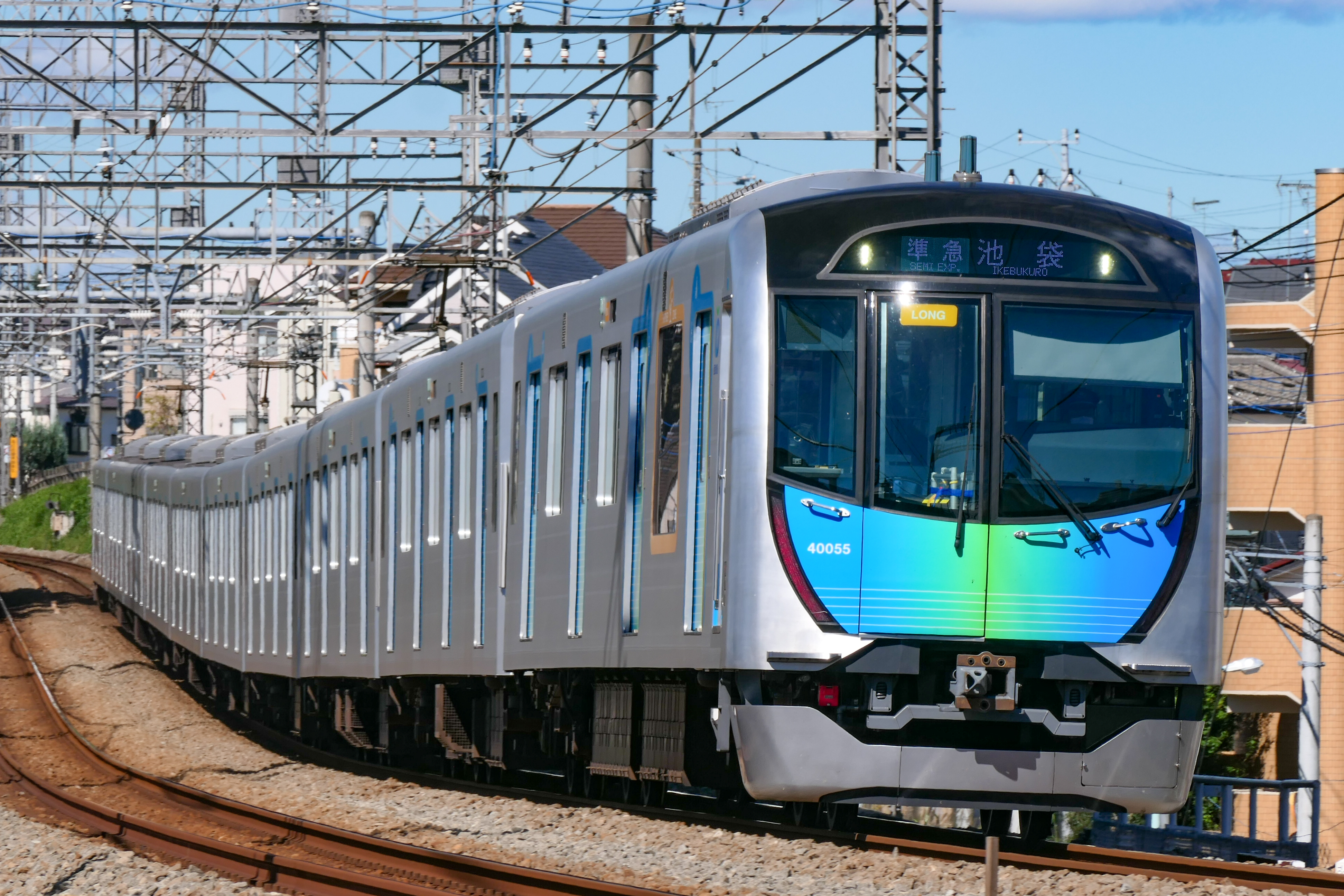
西武40000系50番台 （2021年10月20日 小手指駅 - 西所沢駅間）
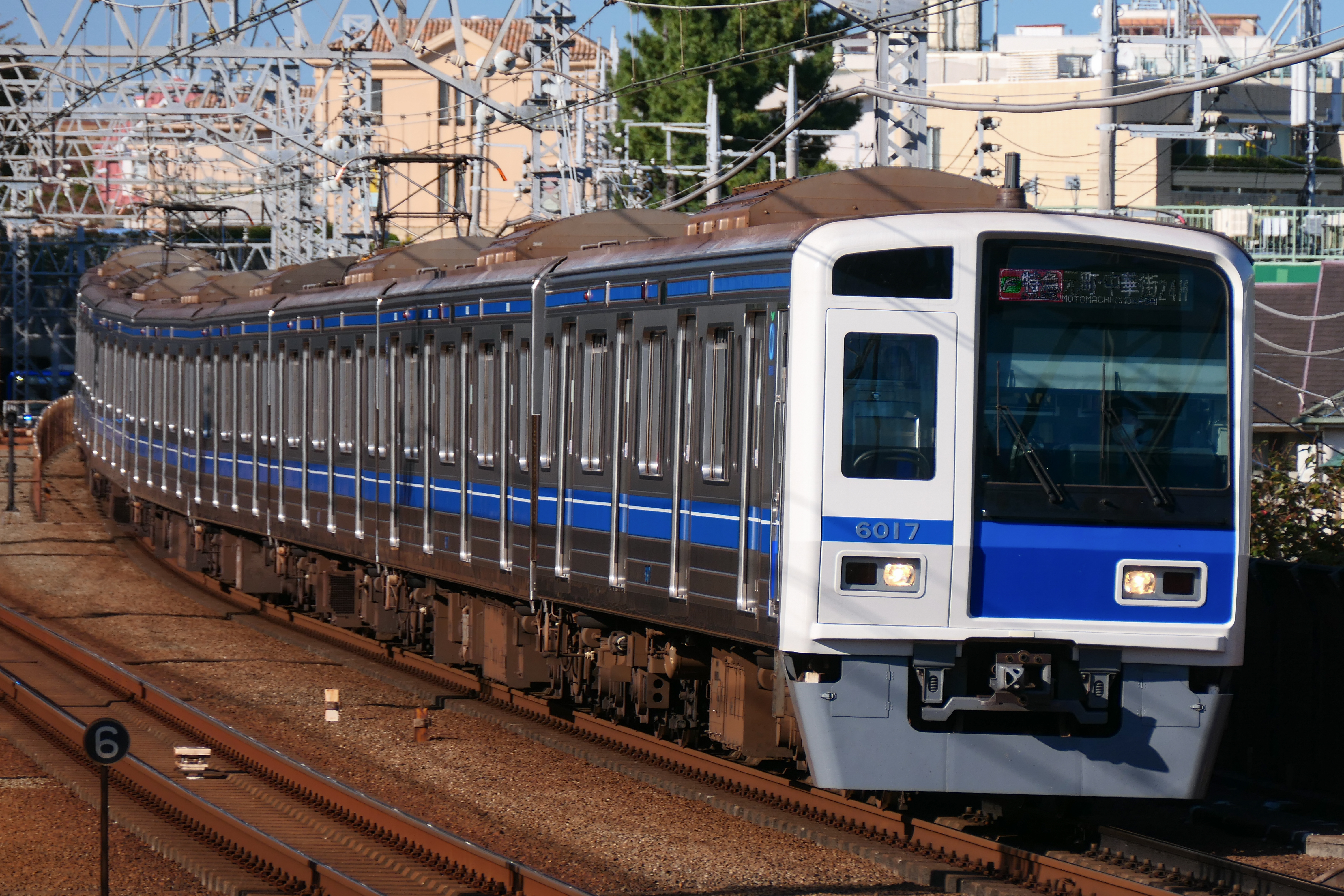
西武6000系ステンレス車 （2022年10月26日 多摩川駅）
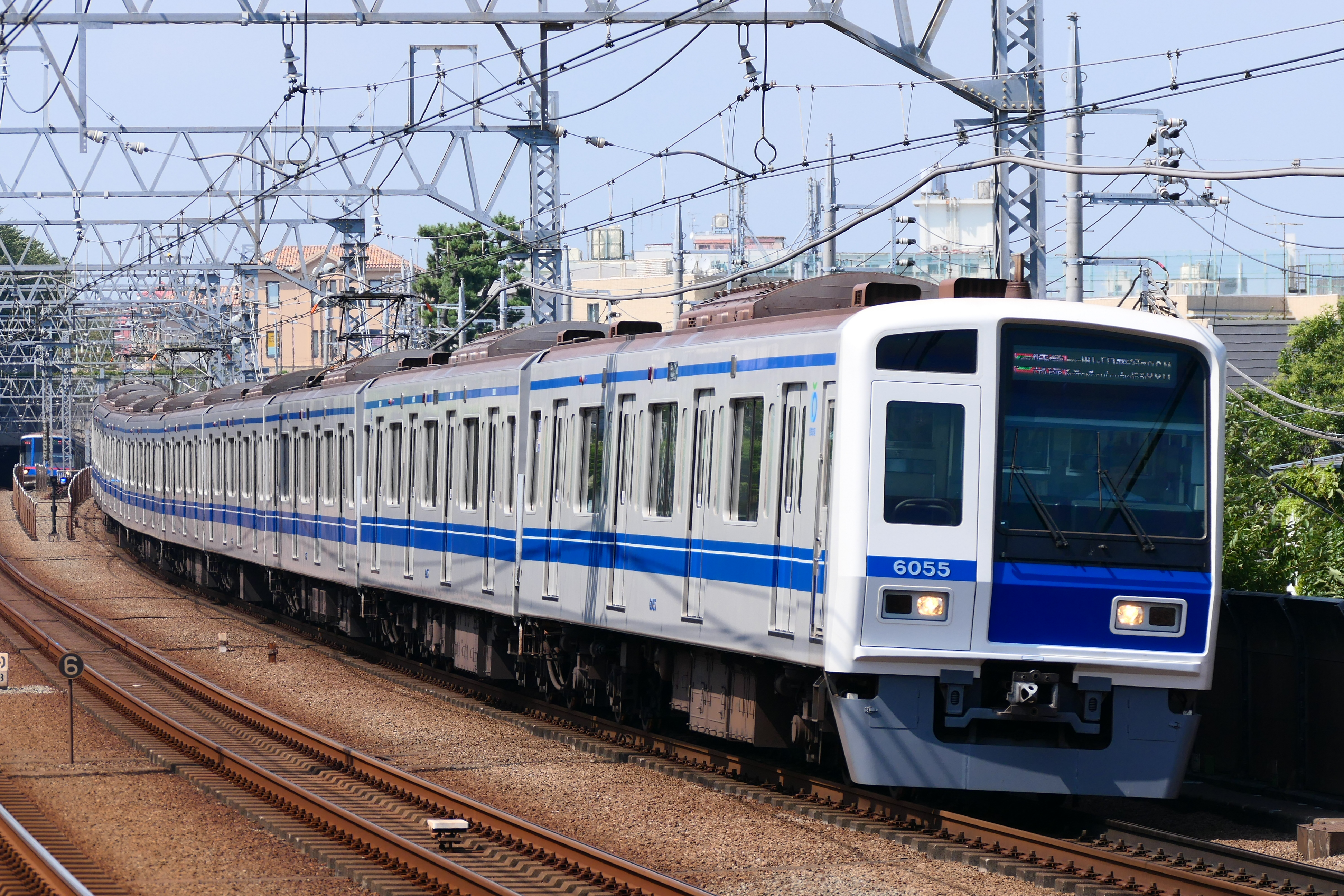
西武6000系アルミ車 （2019年8月13日 多摩川駅）
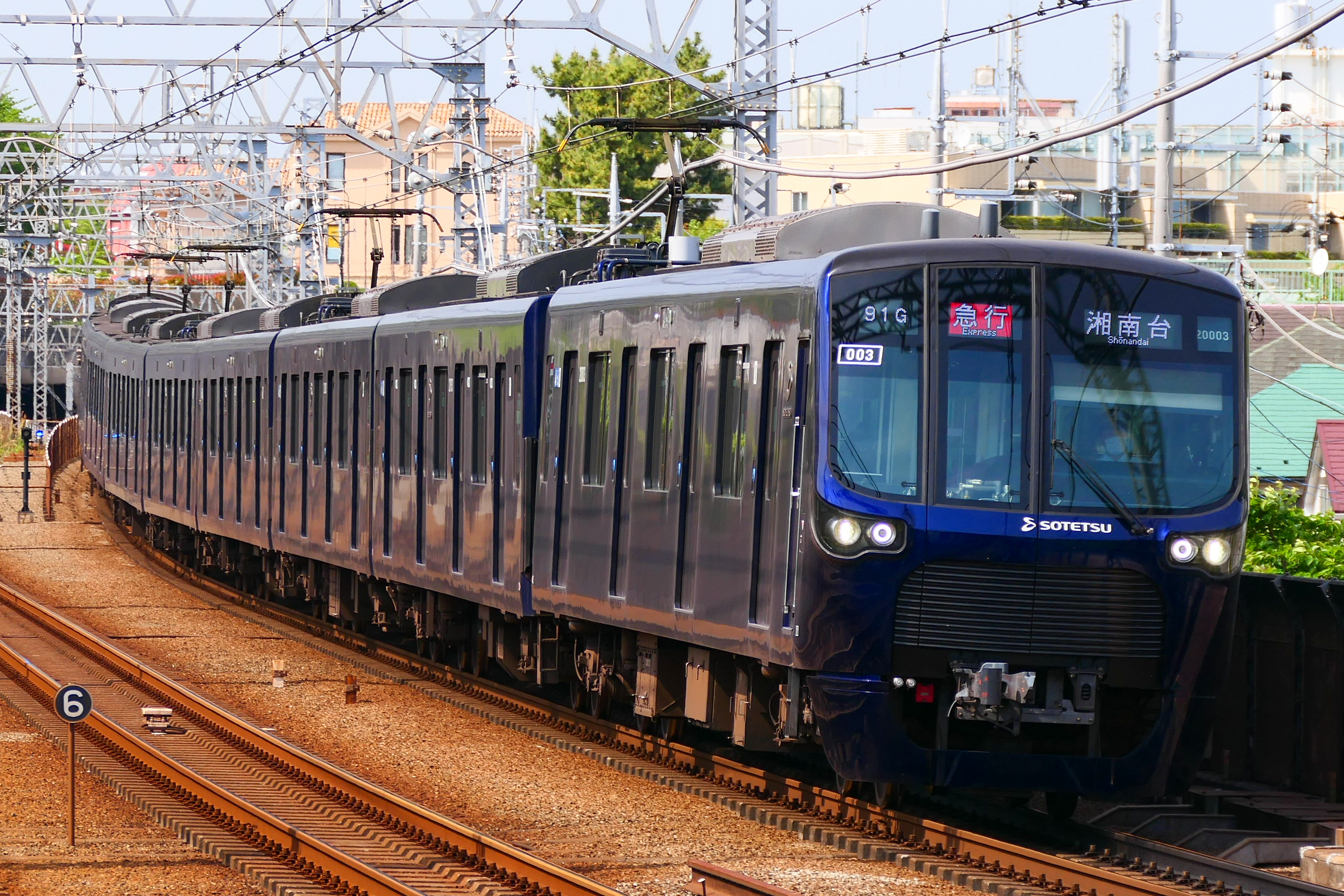
相鉄20000系 （2023年4月28日 多摩川駅）

#### その他
- 東京地下鉄
  - 13000系（鷺沼工場への入出場時に東横線を走行する。）

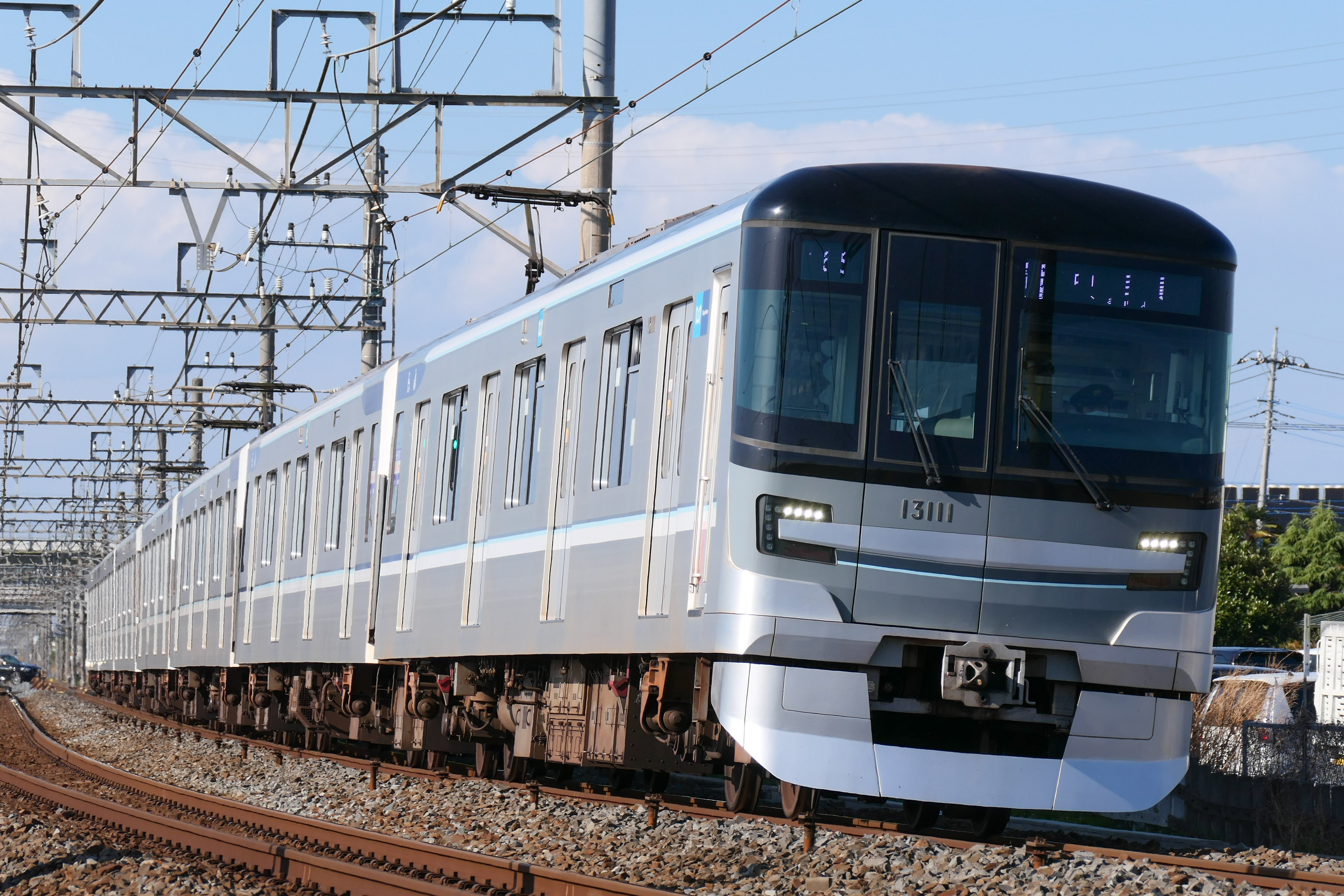
東京メトロ13000系

### 過去の車両

#### 自社車両
- モハ1形（東京横浜電鉄時代）[128]
- キハ1形（東京横浜電鉄時代）、戦後の車両不足時にクハ1110形として短期間に運用[129]
- 初代3000系（ - 1972年8月[21]）
  - デハ1350形（デハ1366）[130]
  - デハ1400形・クハ1550形（デハ1401・クハ1553・1554）[130]
- デハ1050形、戦後の車両不足時に短期間に運用[129]
- 初代5000系（1954年12月16日[9] - 1980年3月下旬[22]）
- 5200系（1958年12月[14] - 1964年3月、1979年8月 - 1980年3月[22]）
- 初代6000系（1960年4月1日[15] - 1981年春。転属で抜けた期間がある）
- 初代7000系（1962年1月27日[16] - 1991年6月上旬[29]）
- 7200系（1969年4月 - 1983年9月）
- 8000系（1969年11月30日[18] - 2008年1月13日）
- 8500系（1976年春 - 1991年3月）
- 8090系（1980年12月 - 先頭車は1988年12月）
  - 8590系（1988年9月 - 2006年6月）
- 9000系（1986年3月9日[25] - 2013年3月15日）
- 1000系（1989年12月26日[28] - 2013年3月15日。初代7000系に続く日比谷線直通用）
- 2000系（1993年2月3日[30] - 1993年11月1日[31]）
- 3000系（1999年4月16日 - 2000年1月15日）
- 5080系（目黒線から「みなとみらい号」として）

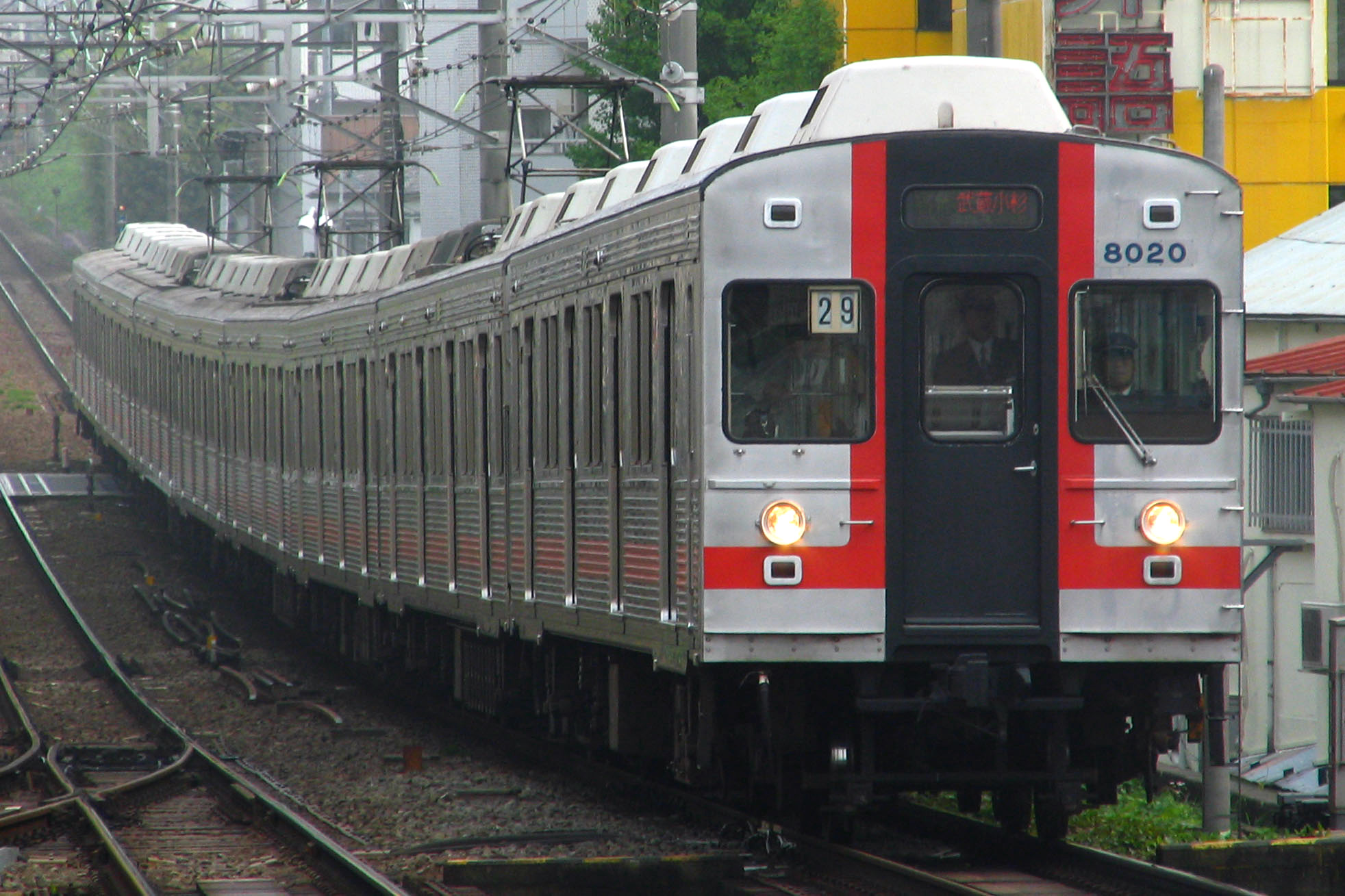
8000系
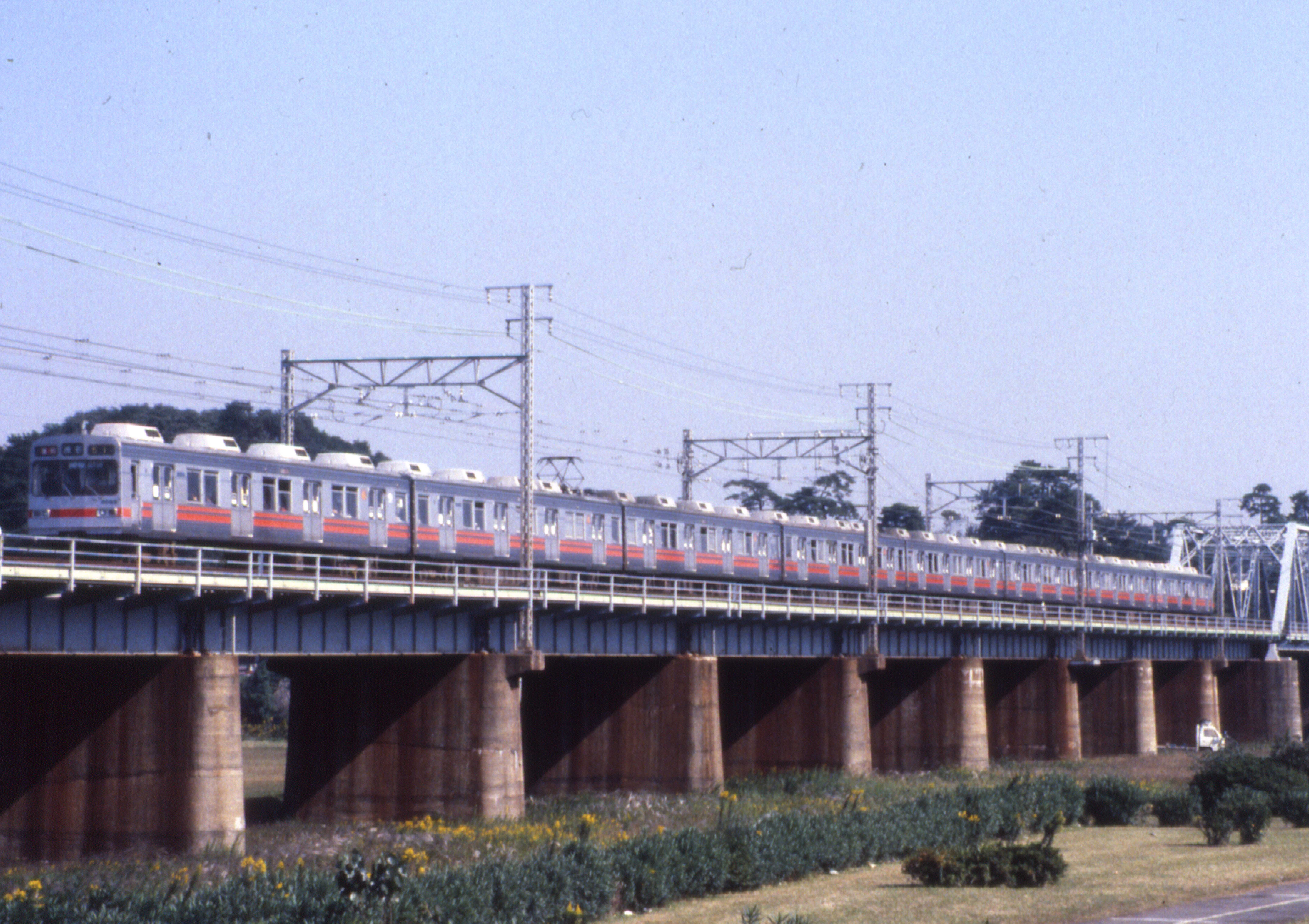
8090系
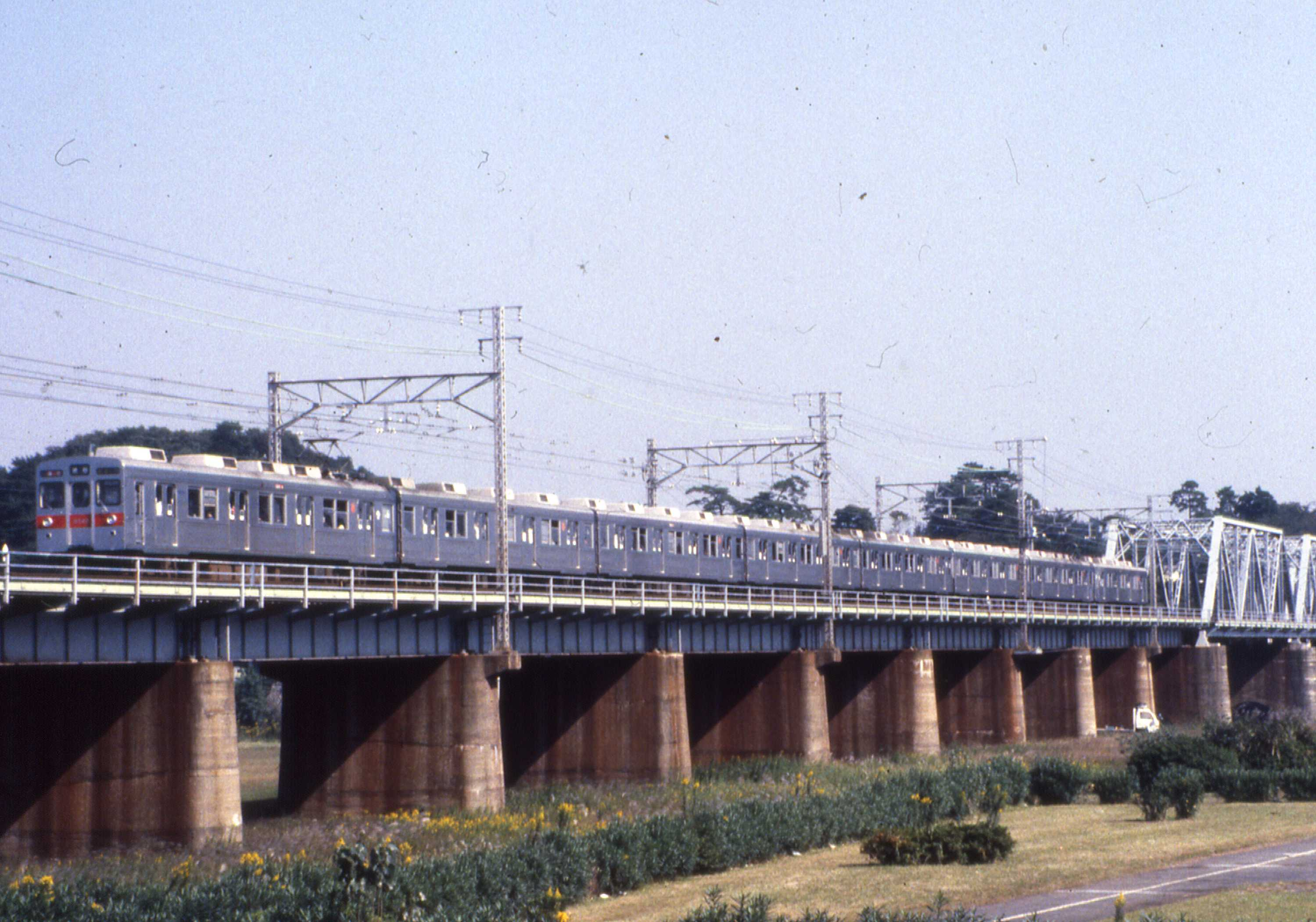
8500系
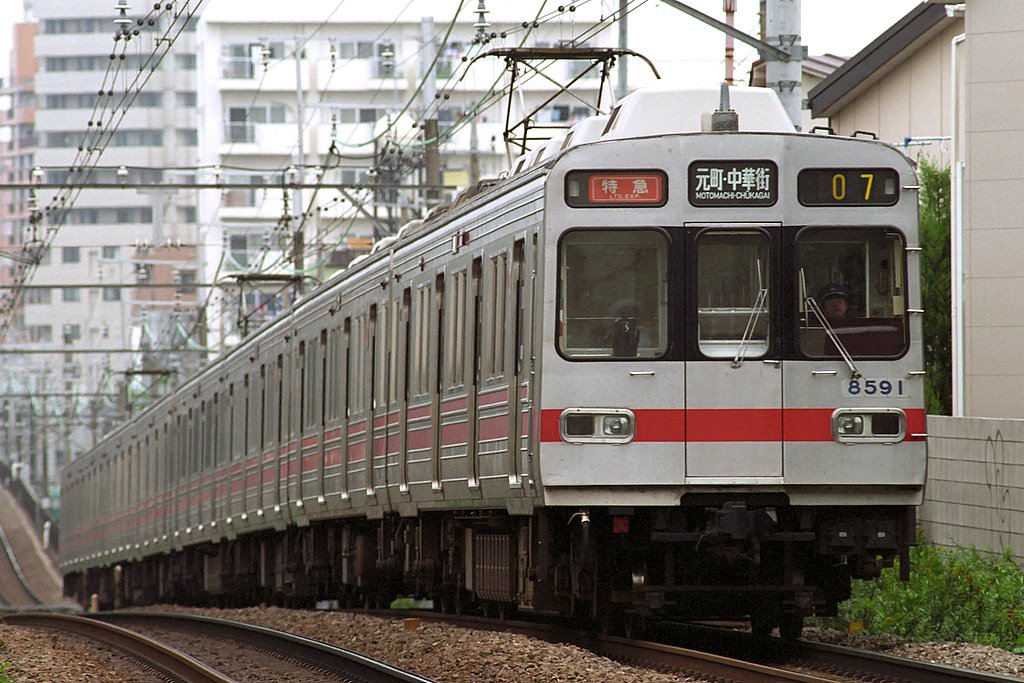
8590系
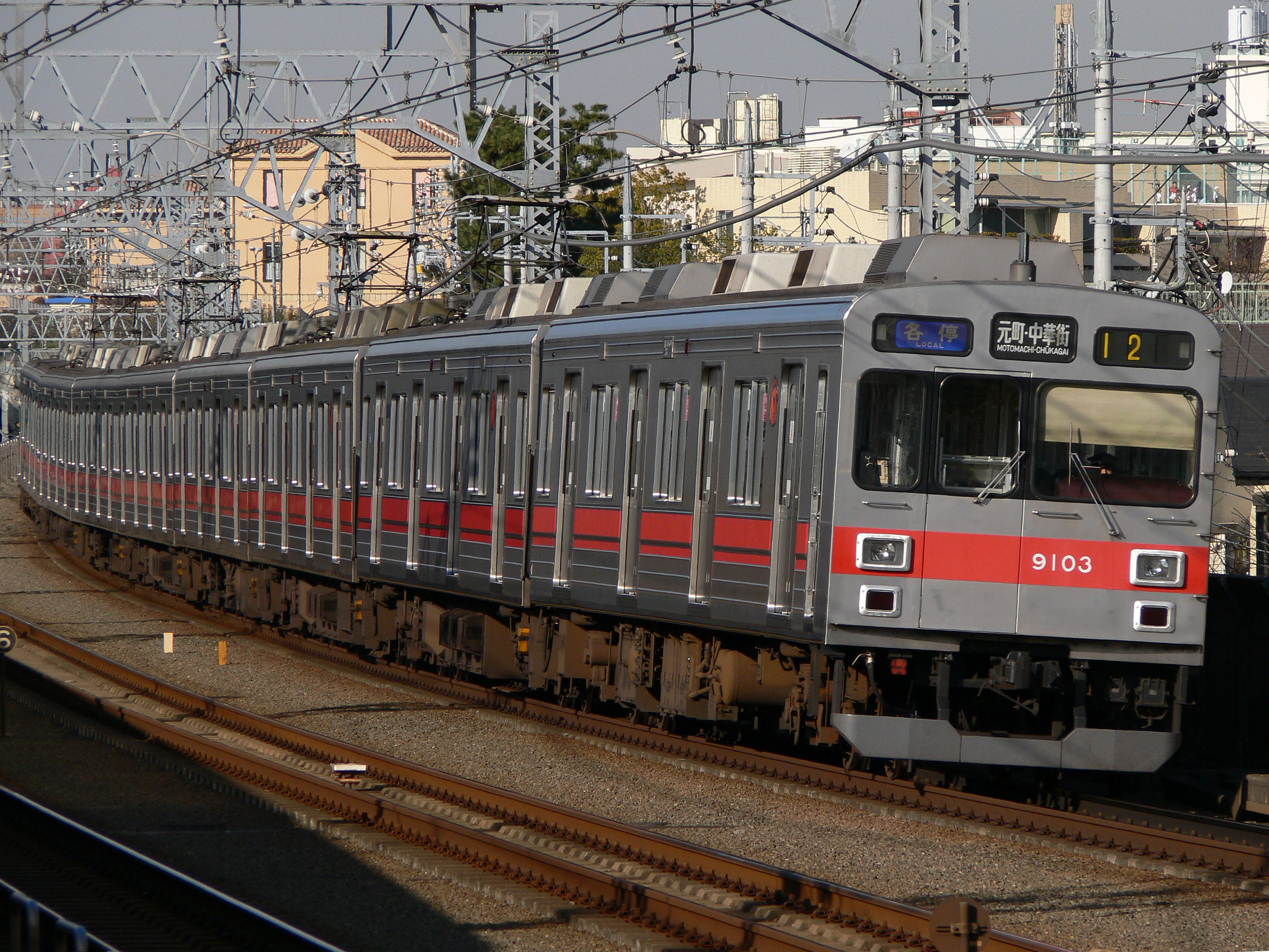
9000系
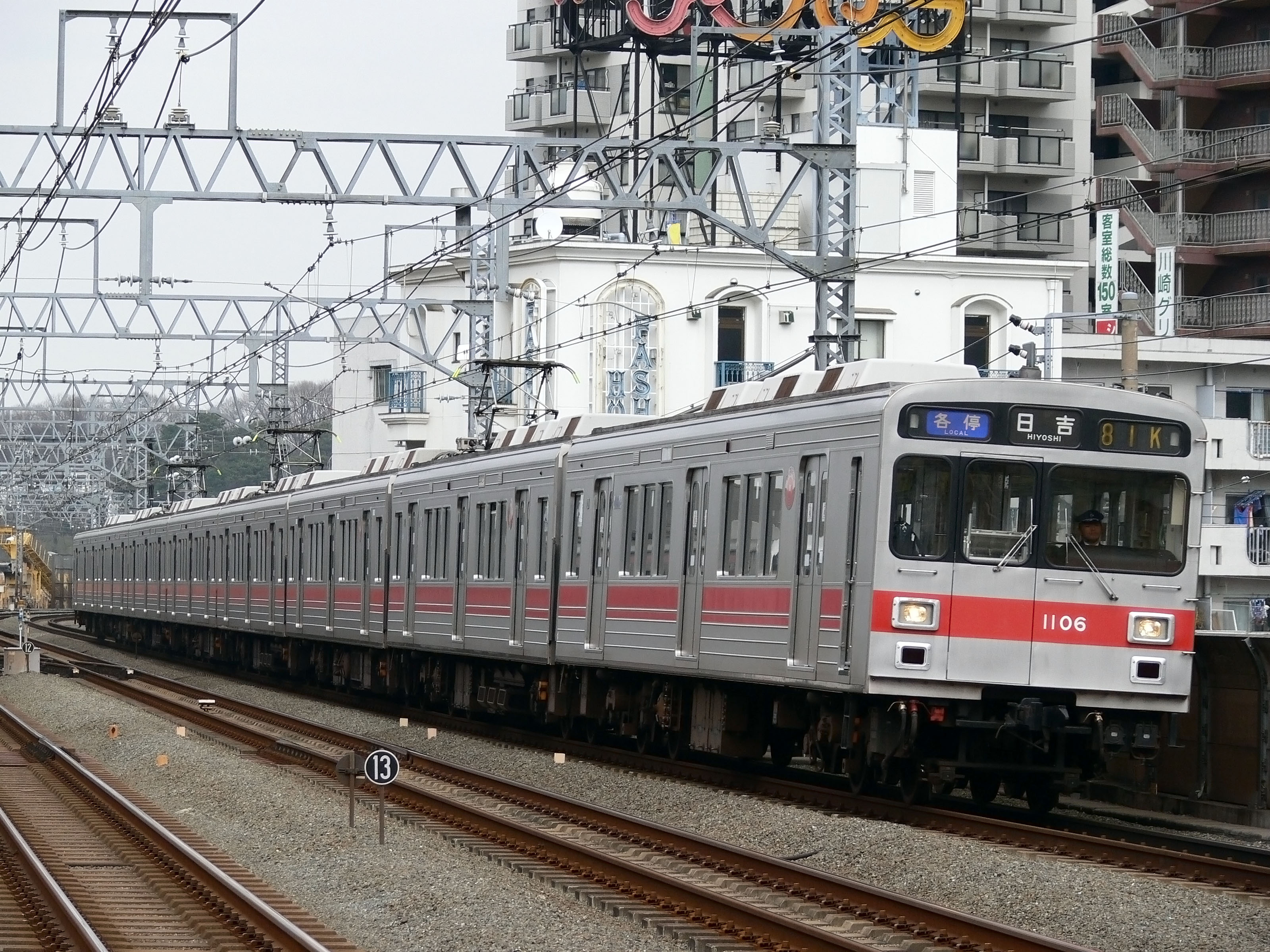
1000系
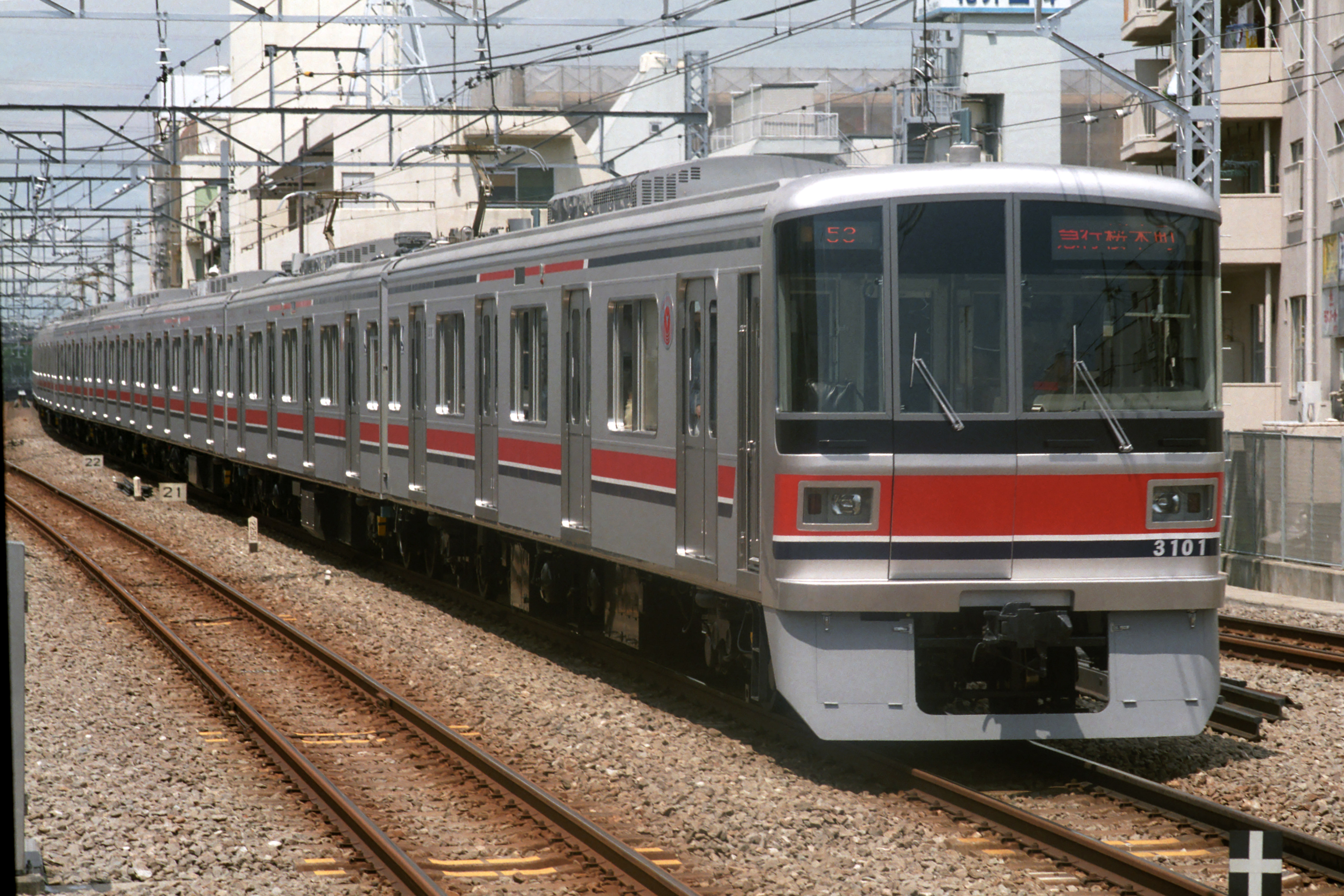
3000系

#### 乗り入れ車両
- 帝都高速度交通営団（現・東京地下鉄）
  - 3000系（日比谷線。1994年6月10日に東横線への直通運転を終了[32]）
  - 03系（日比谷線。1988年7月1日 - 2013年3月15日。直通運転終了後も鷺沼工場への入場時に東横線内を走ることがあった。）
  - 7000系（副都心線。2012年9月28日（先行営業運転） - 2022年4月18日に運用終了）
  - 9000系（東京湾大華火祭臨時列車として武蔵小杉 - 日吉間のみ）
- 東京都交通局
  - 6300形（臨時列車「みなとみらい号」のみ、2000年9月22日より2007年9月までは回送列車でも運転）
- 埼玉高速鉄道
  - 2000系（臨時列車「みなとみらい号」のみ）

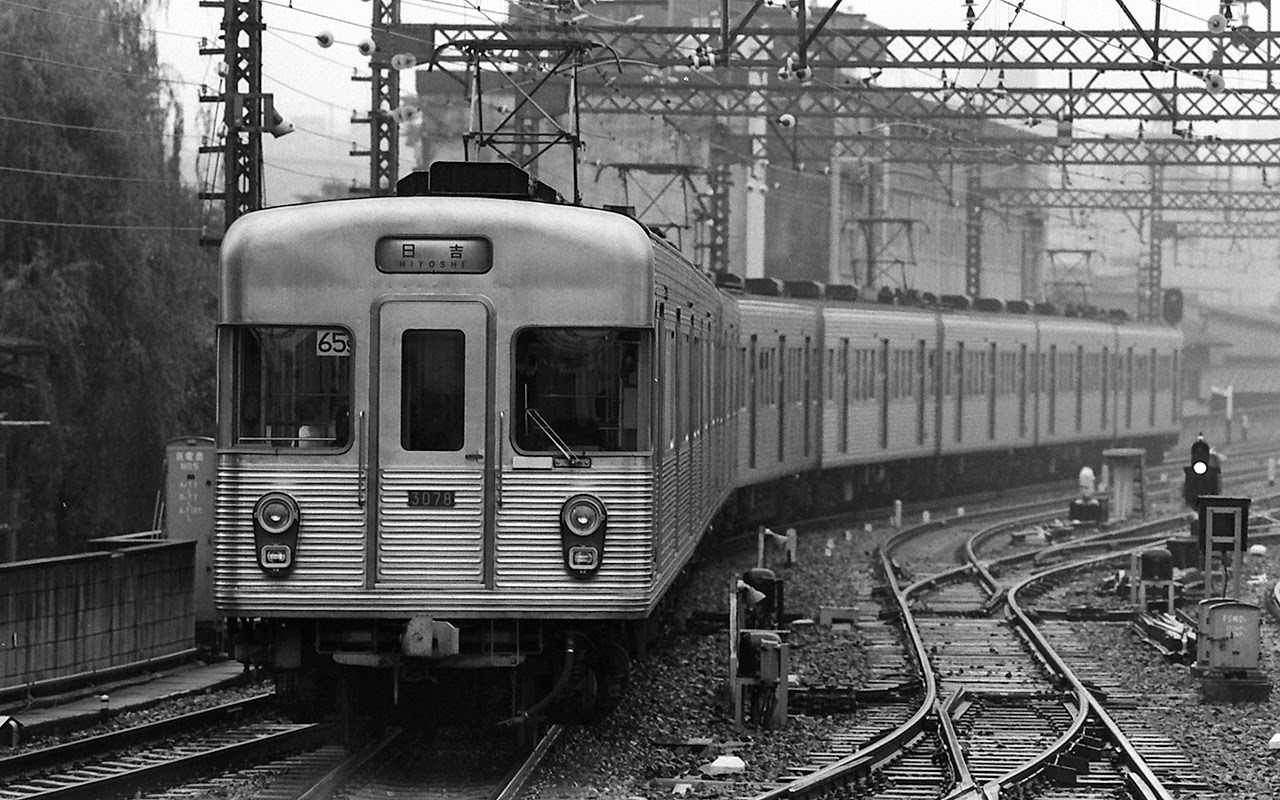
営団3000系
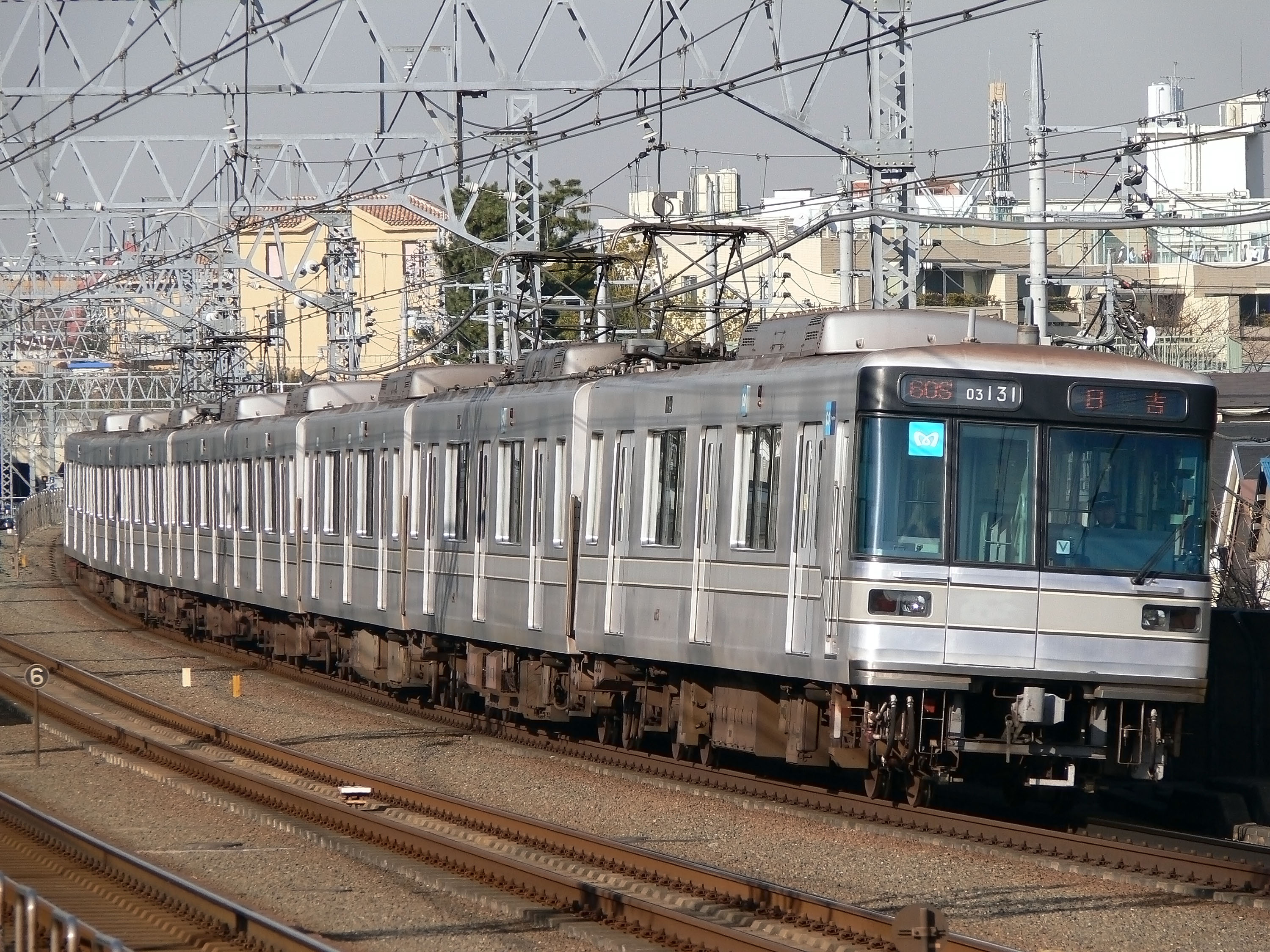
東京メトロ03系
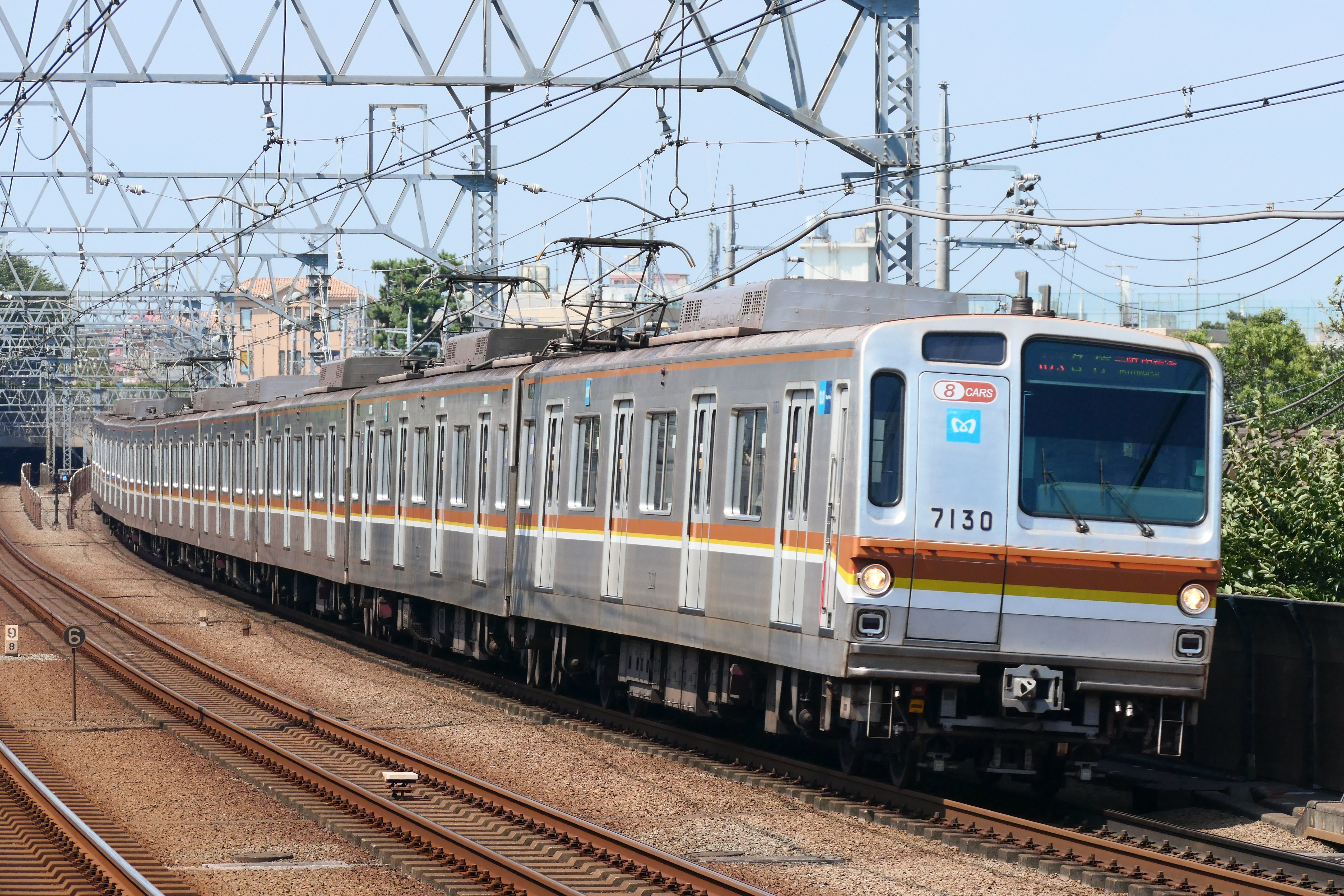
東京メトロ7000系

#### その他
- 伊豆急行
  - 100系　- 1961年に東急車輛製造にて新造された後、伊豆急行線開業までの間元住吉検車区に配置され、伊豆急行の運転士の慣熟訓練と開業の宣伝を兼ね東横線内を連日走行した。
  - 2100系（リゾート21） - 1986年に田園都市線開業20周年企画と車両のPRを兼ねて2次車（R-2編成）が[131]、1988年には「リゾートエクスプレス今井浜'88」として3次車（R-3編成）が[131]東横線・目蒲線・大井町線・田園都市線を走行した経歴がある。

## 発車ベルメロディ
東横線ではほとんどの駅が発車ブザーを使用しているが、一部の駅では発車ベルメロディが使用されている。渋谷駅は地下化当初よりオリジナル曲（向谷実作曲）を、新丸子駅・武蔵小杉駅は川崎フロンターレの応援歌の編曲を採用している。2023年3月6日からは、ワンマン運転に向けて全駅で車両から乗降促進音を鳴らす方式に順次変更している。
| 駅名       | 渋谷、和光市方面（上り）            | 横浜、元町・中華街方面（下り）               |
| ---------- | ----------------------------------- | -------------------------------------------- |
| 渋谷駅     | 5：おとぎのワルツ 6：愛ステーション | 3・4・5：Departing from New Shibuya Terminal |
| 新丸子駅   | 4：FRONTALE RABBIT                  | 1：FRONTALE RABBIT                           |
| 武蔵小杉駅 | 4：轟け、青き魂                     | 1：轟け、青き魂                              |

- 上表の数字は各駅の番線を表す。

発車ベルメロディではないが、2013年3月15日までの渋谷駅地上時代には到着ベルメロディとして渋谷駅1 - 4番線すべてで下記のものが期間限定で使用された。
- コカ・コーラ5トーン「Open Happiness」（2011年3月1日 - 8月31日[注釈 19]）[134]
- Final approach（2013年3月1日 - 15日）[132]

## 特記事項

### ワンマン運転
東急新横浜線の開通ならびに直通開始に合わせて東横線およびみなとみらい線内でのワンマン運転が順次実施され、2023年中にワンマン運転に完全移行した。移行中は安全確認のため車掌が引き続き乗務し、ドア扱いは運転士が行っていた。

### ドアカット
かつては以下の3か所の駅でドアカットが行われていたが、現在はすべて解消されている。
代官山駅
渋谷隧道にかつては隣接していた代官山駅でホーム全長の不足から、20m車6両以上の編成・18m車8両編成でドア締め切り（ドアカット）措置が採られたが、現在は駅改修工事の完成により渋谷2号踏切が廃止、ホームが渋谷隧道内に延長されたため解消されている。
綱島駅
地上ホーム時代には駅南側に県道子母口綱島線の踏切があるためにホームが延長できず、6両編成の場合は横浜方の先頭車両1両をドアカットしていた。その後、同駅の高架化により解消された。
菊名駅
菊名駅では、駅の渋谷方に踏切があり、また横浜方は急曲線となっていたため、ホームの長さが150m弱しかなかった。その結果、東横線の車両を20m車両8両編成へと増強した時に渋谷方1両目のホームが不足したため、ドアカット措置がとられた（なお、18m車両8両編成の日比谷線直通列車はホームの長さが足りるためドアカットはなかった）。同駅は各駅停車が急行の待ち合わせをする駅であったために停車時間が長く、列車がはみ出す渋谷方の踏み切りは「開かずの踏切」となり、問題になっていた。この措置は、菊名駅 - 大倉山駅間の一部が高架化された際に踏切を廃止してホームを延伸することにより解消した。

### 事故
- 1986年3月13日 - 横浜駅（当時は地上駅）構内にある急曲線カーブ部分において元住吉駅発桜木町駅行急行電車（9000系9001編成）の最後尾が脱線したが、負傷者はいなかった。この事故は「横浜駅電車脱線事故」とも呼ばれることがある。
- 2001年7月6日 - ラッシュ時の渋谷駅で階段の天井からモルタル塊（縦約4m・横約60cm）が落下して通行人に当たり、4名が負傷する事故があった。当時階段の一部をエスカレーターにする工事の最中だったという。
- 2014年2月15日 - 元住吉駅で、停車していた下り普通電車（8両編成）に後続の普通電車（8両編成）が追突し[136]、72人[注釈 20]が怪我を負った。事故車両は全て廃車された（詳細は「東急東横線元住吉駅追突事故」を参照）。

### その他
- 音楽グループSUPER BELL"Zが歌う「MOTER MAN 中華特急みなとみらい」（「MOTO(e)R MANでGO!」「The Very Best of MOTO(e)R MAN」に収録）は、曲中、列車が横浜駅に到着する際、人間の声に敏感に反応する「DJ - ATC」という架空の制御装置により運行されている旨のアナウンスがあり、運転士のくしゃみで作動してしまう。また、2008年5月には東横線開通80周年記念として向谷実とのコラボレーションアルバム「東横特急」が発売された。
- 2010年に放映されたロッテのチューインガムCM「Fit's LINK 『電車』篇」では「ガムの味が40分継続する」というテーマから、東横線の急行で渋谷駅 - 元町・中華街駅（37分）、徒歩3分で中華街に到着するという紹介をされている。
- プロ野球東京ヤクルトスワローズの本拠地である明治神宮野球場と横浜ベイスターズ（現・横浜DeNAベイスターズ）の本拠地である横浜スタジアムが終端駅近くにあることから、2007年から両チームの対戦において東急グループ各社協賛の「東横線ダービー（東横シリーズ）」が行われ、期間中はPR列車も運行されたが、東横線を両球場へのアクセス路線として利用するファンがほとんど見られなかったことなどから、2011年現在、目立ったPR活動は行われなくなった。詳細は「日本のダービーマッチ#野球」参照。一方で、2013年3月に埼玉西武ライオンズが本拠地を置く西武ドーム最寄りとなる西武球場前駅への乗り入れが実現できたこともあり、5月から6月までのセ・パ交流戦期間中には西武6000系を使用したライオンズとベイスターズのラッピング電車を期間限定で運行した。